# クイズ!脳ベルSHOW
『クイズ!脳ベルSHOW』（クイズ・のうベルショー）は、BSフジで2015年10月7日より放送されているクイズ番組である。
2015年10月7日の番組開始時は毎週水曜の22:00 - 22:55、2016年10月からは月曜から木曜の22:00 - 22:55の放送だった。2017年4月からは「BSフジの22時」枠の帯番組となっており、月曜から金曜の22:00 - 22:55の放送である（2022年9月まで）。2022年10月からは毎週月曜の22:00 - 22:55に縮小しての放送となった。当番組が週1回放送に戻るのは、2016年9月28日（水曜22時台の最終回）以来6年ぶりのことである。
地上波のフジテレビでも2018年4月2日から2022年4月1日まで、早起き視聴者層をターゲットに月 - 金曜日4:00 - 4:55に遅れネットのレギュラー放送を行っていた。なお、それ以前の2016年2月より週1回程度、2 - 3時台に不定期で単発放送を行っていた。
地上波、BSともに再放送は、放送順の入れ替わりや行われない回が存在する。

## 概要
人間は年齢を重ねると、脳の回転が衰えるといわれている。そこで、ひらめき力・記憶力・瞬発力・発想力の4つの要素をテーマにして、脳の活性化を促す様々なクイズやゲームを楽しむ。タイトルはノーベル賞をパロディにしたもので、これに脳の衰えに警鐘を鳴らすということで「ベル=鐘」を絡ませたものとなっている。また、イメージキャラクターとして脳の形をしたベルに顔と手足が付いた「脳ベルちゃん」（声：やちたえこ）がおり、各コーナーの前後に登場してコーナーや得点経過の解説などを行っている。出場するパネラーは原則として40歳以上の芸能・文化人限定となっており、最近のバラエティー番組にほぼ出演しないベテラン俳優らの出場も頻繁にある。
番組の収録は毎週月曜日に一度に5本分イマジカ品川プロダクションセンターにて実施していた。収録は7時間半、休憩は10分とハイペースである。字幕放送は2016年4月から行われていたが、同年10月から帯番組になったのと同時にいったん廃止、その後2018年12月から再開した。再放送でも字幕放送を追加して放送する（地上波では行わない）。
2015年10月から2016年9月までは毎週水曜日放送。2016年10月3日からは月曜〜木曜の週4回放送となり、月・火曜と水・木曜の2日間ごとにチャンピオン（この2日間チャンピオンのことを「脳ベル賞」とこの番組では称している）とが決定するシステムとなっている。2017年4月3日からは月曜〜金曜の週5回放送となり、月・火曜と水・木曜の2日間ごとに予選を行い上位2名、計4名が金曜日に「週間チャンピオン大会」として対戦しその週のチャンピオンが決定するシステムとなっている。また、帯番組移行後は週間チャンピオンの成績上位者を招いたグランドチャンピオン大会が開催されている。なお、6月（サントリーレディスオープン）と8月もしくは9月（フジサンケイクラシック）にゴルフの録画中継が放送される関係で木曜日と金曜日が休止となる週がある。
2017年から2019年まで毎年11月中旬に、11時から22時までの11時間の生放送特番「BSフジ11時間テレビ 全国対抗!脳トレ生合戦!!」が放送されていたが、2020年と2021年は新型コロナウイルスのため生放送を行うことができず、また通常のレギュラー放送が2022年10月からは毎週月曜日の夜10時の放送に降格したため、2019年をもって終了した。
2018年4月から2020年1月3日までBSフジでは再放送をしていた。2018年4月2日からは月 - 金曜日8:55 - 9:55、10月1日からは同12:00 - 12:55、2019年4月からは同10:00 - 10:57の枠で放送。2021年1月4日から同年4月2日まで月 - 金曜日8:00 - 9:00の枠で再開した。
また、地上波でも、2018年4月2日よりフジテレビ（関東ローカル）にて月 - 金曜日4:00 - 4:55の枠で放送を開始。早朝に起床する高齢者層を中心に人気を集めてきたが、2022年3月末で地上波での放送を終了することが同年3月7日に行われた改編説明会で発表された。
2018年6月16日の19:00 - 20:55には、過去に脳ベルSHOWに出演した歌手を集め、かつて地上波で放送された歌番組『夜のヒットスタジオ』の復刻版である『脳ベルヒットスタジオSP』が放送された。この番組では3ブロックに分かれ各ブロック5人ずつが歌を披露したほか、3ブロック対抗のクイズコーナー「クイズ!出張脳ベルSHOW」も行われた。
2018年12月3日からはBSフジ4Kでも放映されている（2K（HD）のものを4Kに変換して放送するアップコンバート放送として放送）。
2021年4月からは、毎週月曜日に5本分を収録する体制を維持したまま、収録場所をフジテレビ本社屋に変更。同年3月26日まで『情報プレゼンター とくダネ!』（フジテレビ平日朝のワイドショー）の生放送に使用していたスタジオで収録している。
2022年3月のBS民放5局共同特別番組『民放BS5局×TOKIO みんなでBSをつくろう』では当番組がコラボ番組の1つに決定し、3月22日の20:30 - 22:30に特番として放送された。解答者は泉谷しげる、梶原しげる、斉木しげる、城島茂（TOKIO）の4名。
2022年10月以降は、再び週1回、月曜日のみの放送に戻される事が発表されたが、体裁上は帯番組時代の流れをそのまま引き継ぎ、5週間を1ラウンド（1セット）としてクイズを展開し、従来の月・火曜日パート相当をAブロックとして1・2週目、水・木曜日パート相当をBブロックとして3・4週目に行い、5週目に従来の金曜日の週間チャンピオン大会に代わるラウンドチャンピオン大会を各ブロックの成績上位2人ずつの計4人で行う。
2023年5月から9月まで森永乳業のコラボCMを隔週で通常CMと交互に挿入していた。
2023年10月以降は、2週間を1セットとしてクイズを展開し、2ブロック制とラウンドチャンピオン大会が廃止された。また、特に9月（チャンピオン大会後）や年末年始を中心に、過去放送分の再放送（傑作選）となる場合もある。

## 出演者
MC
- 岡田圭右（ますだおかだ）

アシスタント
- 川野良子（フジテレビアナウンサー）

監修・脳エクササイズ
- 篠原菊紀（脳科学者、公立諏訪東京理科大学教授）

主な解答者（原則40歳以上が対象）
- 放送リストを参照。

ナレーター
- やちたえこ[10]
- 神島正和
- 滑川洋平

出題VTR
- 櫻田愛実 （サイレントくちビル、脳エクササイズ、ほか）
- ウフフワッハッハ（脳ミングアップクイズ! 耳で聞く脳トレ 歯楽器コンサート）

### 過去の出演者
コーナー出演者
- 西上まなみ - サイレントくちビル、脳エクササイズ、ほか
- トランプマン - 「タネを見破れソレどうなってるの!?」
- 藤巻潤・松井紀美江[11] - 「謎を解け!金曜ミステリー」

## 放送リスト
放送日は制作局のBSフジ基準。各回の解答者は席順ではなく五十音順に表記。

### 水曜22時時代
| 2015年（平成27年） | 2015年（平成27年） | 2015年（平成27年）                                                 | 2015年（平成27年）                  |
| 回                 | 放送日             | パネラー                                                           | 脳ベル賞                            |
| ------------------ | ------------------ | ------------------------------------------------------------------ | ----------------------------------- |
| 1                  | 10月7日            | 相本久美子、松居直美、山本晋也、ラサール石井                       | ラサール石井                        |
| 2                  | 10月14日           | 野村将希、松居直美、湯山玲子、ラサール石井                         | 松居直美                            |
| 3                  | 10月21日           | 相本久美子、麻木久仁子、野々村真、山本晋也                         | 相本久美子                          |
| 4                  | 10月28日           | 麻木久仁子、野々村真、野村将希、湯山玲子                           | 麻木久仁子                          |
| 5                  | 11月4日            | 赤座美代子、秋野暢子、新田純一、野々村真                           | 野々村真                            |
| 6                  | 11月11日           | 赤座美代子、清水よし子（ピンクの電話）、新田純一、板東英二         | 清水よし子（ピンクの電話） 板東英二 |
| 7                  | 11月18日           | 秋野暢子、有野晋哉（よゐこ）、岡まゆみ、野々村真                   | 岡まゆみ 野々村真                   |
| 8                  | 11月25日           | 有野晋哉（よゐこ）、岡まゆみ、清水よし子（ピンクの電話）、板東英二 | 清水よし子（ピンクの電話）          |
| 9                  | 12月2日            | 丘みつ子、田中律子、中村繁之、渡辺正行                             | 田中律子 渡辺正行                   |
| 10                 | 12月9日            | 大石吾朗、竹内都子（ピンクの電話）、田中律子、渡辺正行             | 竹内都子（ピンクの電話）            |
| 11                 | 12月16日           | 丘みつ子、倉石功、中村繁之、堀ちえみ                               | 中村繁之                            |
| 12                 | 12月23日           | 大石吾朗、倉石功、竹内都子（ピンクの電話）、堀ちえみ               | 竹内都子（ピンクの電話）            |
| SP1                | 12月30日           | 年忘れに疲れた脳をリフレッシュSP                                   | 年忘れに疲れた脳をリフレッシュSP    |

| 2016年（平成28年） | 2016年（平成28年） | 2016年（平成28年）                                               | 2016年（平成28年）       |
| 回                 | 放送日             | パネラー                                                         | 脳ベル賞                 |
| ------------------ | ------------------ | ---------------------------------------------------------------- | ------------------------ |
| 13                 | 1月6日             | 大場久美子、木下隆行（TKO）、桜木健一、五月みどり                | 桜木健一                 |
| 14                 | 1月13日            | 桜木健一、五月みどり、島崎俊郎、南美希子                         | 桜木健一                 |
| 15                 | 1月20日            | 大場久美子、木下隆行（TKO）、佐野稔、田嶋陽子                    | 木下隆行（TKO） 佐野稔   |
| 16                 | 1月27日            | 佐野稔、島崎俊郎、田嶋陽子、南美希子                             | 佐野稔 島崎俊郎 南美希子 |
| 17                 | 2月3日             | 小牧ユカ、佐伯チズ、つるの剛士、ドン小西                         | 小牧ユカ                 |
| 18                 | 2月10日            | 大沢逸美、木之元亮、佐伯チズ、つるの剛士                         | 大沢逸美                 |
| 19                 | 2月17日            | 黒田福美、小牧ユカ、ドン小西、布施博                             | 小牧ユカ                 |
| 20                 | 2月24日            | 大沢逸美、木之元亮、黒田福美、布施博                             | 木之元亮                 |
| 21                 | 3月2日             | 相原勇、伊藤かずえ、海原はるか（海原はるか・かなた）、モト冬樹   | 相原勇                   |
| 22                 | 3月9日             | 相原勇、小林綾子、藤木孝、モト冬樹                               | モト冬樹                 |
| 23                 | 3月16日            | 伊藤かずえ、海原はるか（海原はるか・かなた）、比企理恵、湯原昌幸 | 比企理恵 湯原昌幸        |
| 24                 | 3月23日            | 小林綾子、比企理恵、藤木孝、湯原昌幸                             | 比企理恵                 |
| 25                 | 3月30日            | 井上公造、茅島成美、榊原るみ、松村雄基                           | 井上公造                 |
| 26                 | 4月6日             | 小金沢昇司、姿月あさと、笑福亭鶴光、奈良富士子                   | 笑福亭鶴光               |
| 27                 | 4月13日            | 春の紅白脳トレ合戦SP!!                                           | 春の紅白脳トレ合戦SP!!   |
| 28                 | 4月20日            | 伊藤咲子、片桐竜次、笑福亭笑瓶、吉沢京子                         | 吉沢京子                 |
| 29                 | 4月27日            | 伊藤咲子、片桐竜次、中島はるみ、三浦浩一                         | 伊藤咲子                 |
| 30                 | 5月4日             | 笑福亭笑瓶、谷隼人、渚あき、吉沢京子                             | 笑福亭笑瓶               |
| 31                 | 5月11日            | 谷隼人、中島はるみ、渚あき、三浦浩一                             | 三浦浩一                 |
| 32                 | 5月18日            | 田中康夫、奈美悦子、西方裕之、林マヤ                             | 林マヤ                   |
| 33                 | 5月25日            | 鈴木正幸、田中康夫、長崎宏子、奈美悦子                           | 奈美悦子                 |
| 34                 | 6月1日             | 川上麻衣子、神保悟志、西方裕之、林マヤ                           | 神保悟志                 |
| 35                 | 6月8日             | 川上麻衣子、神保悟志、鈴木正幸、長崎宏子                         | 鈴木正幸                 |
| 36                 | 6月15日            | 石田純一、柴田光太郎、辻沢杏子、夏樹陽子                         | 柴田光太郎               |
| 37                 | 6月22日            | 石田純一、辻沢杏子、原田大二郎、三船和子                         | 石田純一                 |
| 38                 | 6月29日            | 芦川誠、柴田光太郎、夏樹陽子、山田邦子                           | 山田邦子                 |
| 39                 | 7月6日             | 芦川誠、原田大二郎、三船和子、山田邦子                           | 山田邦子                 |
| 40                 | 7月13日            | 嶋大輔、清水章吾、白石まるみ、真理アンヌ                         | 嶋大輔                   |
| 41                 | 7月20日            | 梅田智子、嶋大輔、鶴久政治、真理アンヌ                           | 梅田智子                 |
| 42                 | 7月27日            | 清水章吾、白石まるみ、仁支川峰子、山本博                         | 白石まるみ 山本博        |
| 43                 | 8月3日             | 真夏の納涼対戦SP                                                 | 真夏の納涼対戦SP         |
| 44                 | 8月10日            | 梅田智子、鶴久政治、仁支川峰子、山本博                           | 鶴久政治                 |
| 45                 | 8月17日            | 夏だ!脳トレ傑作選SP!                                             | 夏だ!脳トレ傑作選SP!     |
| 46                 | 8月24日            | 真夏の珍事件SP                                                   | 真夏の珍事件SP           |
| 47                 | 8月31日            | 秋川リサ、河合美智子、渡嘉敷勝男、若林豪                         | 秋川リサ                 |
| 48                 | 9月7日             | 神奈月、佐藤蛾次郎、二木てるみ、堀ちえみ                         | 堀ちえみ                 |
| 49                 | 9月14日            | 佐藤蛾次郎、堀ちえみ、真夏竜、渡辺めぐみ                         | 堀ちえみ                 |
| 50                 | 9月21日            | 神奈月、仲雅美、二木てるみ、宮園純子                             | 神奈月 仲雅美 二木てるみ |
| 51                 | 9月28日            | 仲雅美、真夏竜、宮園純子、渡辺めぐみ                             | 宮園純子                 |

### 月曜 - 木曜22時時代
| 2016年（平成28年） | 2016年（平成28年） | 2016年（平成28年）                                                          | 2016年（平成28年）          |
| 回                 | 放送日             | パネラー                                                                    | チャンピオン                |
| ------------------ | ------------------ | --------------------------------------------------------------------------- | --------------------------- |
| 52                 | 10月3日            | 相本久美子、長江健次、萩尾みどり、藤波辰爾                                  | 萩尾みどり                  |
| 53                 | 10月4日            | 相本久美子、長江健次、萩尾みどり、藤波辰爾                                  | 萩尾みどり                  |
| 54                 | 10月5日            | 新藤栄作、松岡きっこ、マッハ文朱、薬師寺保栄                                | 新藤栄作                    |
| 55                 | 10月6日            | 新藤栄作、松岡きっこ、マッハ文朱、薬師寺保栄                                | 新藤栄作                    |
| 56                 | 10月10日           | 青山和子、あご勇、藤田朋子、モト冬樹                                        | 藤田朋子                    |
| 57                 | 10月11日           | 青山和子、あご勇、藤田朋子、モト冬樹                                        | 藤田朋子                    |
| 58                 | 10月12日           | 江藤博利、桑野信義、ピーター、若原瞳                                        | ピーター                    |
| 59                 | 10月13日           | 江藤博利、桑野信義、ピーター、若原瞳                                        | ピーター                    |
| 60                 | 10月17日           | 葛城ユキ、堀江淳、水沢アキ、三波豊和                                        | 三波豊和                    |
| 61                 | 10月18日           | 葛城ユキ、堀江淳、水沢アキ、三波豊和                                        | 三波豊和                    |
| 62                 | 10月19日           | 高樹澪、高橋ジョージ、西口久美子、宮川一朗太                                | 高橋ジョージ                |
| 63                 | 10月20日           | 高樹澪、高橋ジョージ、西口久美子、宮川一朗太                                | 高橋ジョージ                |
| 64                 | 10月24日           | 北原ミレイ、笑福亭鶴光、鶴見辰吾、マリアン                                  | 笑福亭鶴光                  |
| 65                 | 10月25日           | 北原ミレイ、笑福亭鶴光、鶴見辰吾、マリアン                                  | 笑福亭鶴光                  |
| 66                 | 10月26日           | 秋元順子、飯田基祐、小松みどり、清水アキラ                                  | 飯田基祐                    |
| 67                 | 10月27日           | 秋元順子、飯田基祐、小松みどり、清水アキラ                                  | 飯田基祐                    |
| 68                 | 10月31日           | 麻倉未稀、高山善廣、錦野旦、渡辺友子                                        | 高山善廣                    |
| 69                 | 11月1日            | 麻倉未稀、高山善廣、錦野旦、渡辺友子                                        | 高山善廣                    |
| 70                 | 11月2日            | 和泉節子、風見しんご、宮内洋、畠山みどり                                    | 風見しんご                  |
| 71                 | 11月3日            | 和泉節子、風見しんご、宮内洋、畠山みどり                                    | 風見しんご                  |
| 72                 | 11月7日            | 岩本恭生、金沢明子、加納竜、松居直美                                        | 加納竜                      |
| 73                 | 11月8日            | 岩本恭生、金沢明子、加納竜、松居直美                                        | 加納竜                      |
| 74                 | 11月9日            | アグネス・チャン、池上季実子、真矢、三善英史                                | 三善英史                    |
| 75                 | 11月10日           | アグネス・チャン、池上季実子、真矢、三善英史                                | 三善英史                    |
| 76                 | 11月14日           | 獣神サンダー・ライガー、早瀬久美、藤森夕子、森本英世                        | 獣神サンダー・ライガー      |
| 77                 | 11月15日           | 獣神サンダー・ライガー、早瀬久美、藤森夕子、森本英世                        | 獣神サンダー・ライガー      |
| 78                 | 11月16日           | 飯星景子、高道、三ツ木清隆、森尾由美                                        | 森尾由美                    |
| 79                 | 11月17日           | 飯星景子、高道、三ツ木清隆、森尾由美                                        | 森尾由美                    |
| 80                 | 11月21日           | 大島さと子、加川明、根本りつ子、ビートきよし                                | 根本りつ子                  |
| 81                 | 11月22日           | 大島さと子、加川明、根本りつ子、ビートきよし                                | 根本りつ子                  |
| 82                 | 11月23日           | 小倉一郎、きよ彦、山本みどり、山村美智                                      | 山村美智                    |
| 83                 | 11月24日           | 小倉一郎、きよ彦、山本みどり、山村美智                                      | 山村美智                    |
| 84                 | 11月28日           | チャンピオンだよ全員集合!SP                                                 | チャンピオンだよ全員集合!SP |
| 85                 | 11月29日           | チャンピオンだよ全員集合!SP                                                 | チャンピオンだよ全員集合!SP |
| 86                 | 11月30日           | 市川春猿、黒沢年雄、沢田亜矢子、寺田理恵子                                  | 市川春猿                    |
| 87                 | 12月1日            | 市川春猿、黒沢年雄、沢田亜矢子、寺田理恵子                                  | 市川春猿                    |
| 88                 | 12月5日            | 浅香唯、ジェリー藤尾、服部真湖、ブラザー・トム                              | ブラザー・トム              |
| 89                 | 12月6日            | 浅香唯、ジェリー藤尾、服部真湖、ブラザー・トム                              | ブラザー・トム              |
| 90                 | 12月7日            | あいざき進也、三笑亭夢之助、高橋ひとみ、長谷直美                            | あいざき進也                |
| 91                 | 12月8日            | あいざき進也、三笑亭夢之助、高橋ひとみ、長谷直美                            | あいざき進也                |
| 92                 | 12月12日           | 荒木由美子、有野晋哉（よゐこ）、井上あずみ、釜本邦茂                        | 荒木由美子 有野晋哉         |
| 93                 | 12月13日           | 荒木由美子、有野晋哉（よゐこ）、井上あずみ、釜本邦茂                        | 荒木由美子 有野晋哉         |
| 94                 | 12月14日           | 安倍里葎子、岩崎ひろみ、江木俊夫、西崎幸広                                  | 岩崎ひろみ                  |
| 95                 | 12月15日           | 安倍里葎子、岩崎ひろみ、江木俊夫、西崎幸広                                  | 岩崎ひろみ                  |
| 96                 | 12月19日           | 東ちづる、川崎麻世、酒井とおる（酒井くにお・とおる）、じゅん（じゅん&ネネ） | 東ちづる                    |
| 97                 | 12月20日           | 東ちづる、川崎麻世、酒井とおる（酒井くにお・とおる）、じゅん（じゅん&ネネ） | 東ちづる                    |
| 98                 | 12月21日           | 第1回グランドチャンピオン大会 岩崎ひろみ、三波豊和、三善英史、ピーター      | 岩崎ひろみ                  |
| 99                 | 12月22日           | 第1回グランドチャンピオン大会 岩崎ひろみ、三波豊和、三善英史、ピーター      | 岩崎ひろみ                  |

| 2017年（平成29年） | 2017年（平成29年） | 2017年（平成29年）                                 | 2017年（平成29年） |
| 回                 | 放送日             | パネラー                                           | チャンピオン       |
| ------------------ | ------------------ | -------------------------------------------------- | ------------------ |
| 100                | 1月9日             | 芦川よしみ、宍戸開、床嶋佳子、横内正               | 芦川よしみ         |
| 101                | 1月10日            | 芦川よしみ、宍戸開、床嶋佳子、横内正               | 芦川よしみ         |
| 102                | 1月11日            | 川野太郎、さくら、団しん也、鶴田さやか             | 川野太郎           |
| 103                | 1月12日            | 川野太郎、さくら、団しん也、鶴田さやか             | 川野太郎           |
| 104                | 1月16日            | 石橋保、齊藤明雄、たかの友梨、花田美恵子           | 石橋保             |
| 105                | 1月17日            | 石橋保、齊藤明雄、たかの友梨、花田美恵子           | 石橋保             |
| 106                | 1月18日            | 井上聡（次長課長）、遠藤真理子、野々村俊恵、林与一 | 遠藤真理子         |
| 107                | 1月19日            | 井上聡（次長課長）、遠藤真理子、野々村俊恵、林与一 | 遠藤真理子         |
| 108                | 1月23日            | 大島蓉子、大西結花、黒部幸英、島田洋七             | 大西結花           |
| 109                | 1月24日            | 大島蓉子、大西結花、黒部幸英、島田洋七             | 大西結花           |
| 110                | 1月25日            | 石原詢子、駒田徳広、三笠優子、ヨネスケ             | 駒田徳広           |
| 111                | 1月26日            | 石原詢子、駒田徳広、三笠優子、ヨネスケ             | 駒田徳広           |
| 112                | 1月30日            | かとうれいこ、木ノ葉のこ、田尾安志、渡辺徹         | 渡辺徹             |
| 113                | 1月31日            | かとうれいこ、木ノ葉のこ、田尾安志、渡辺徹         | 渡辺徹             |
| 114                | 2月1日             | 東てる美、石井明美、黒田アーサー、佐藤義則         | 黒田アーサー       |
| 115                | 2月2日             | 東てる美、石井明美、黒田アーサー、佐藤義則         | 黒田アーサー       |
| 116                | 2月6日             | 扇ひろ子、太田章、渋谷哲平、渡部絵美               | 渋谷哲平           |
| 117                | 2月7日             | 扇ひろ子、太田章、渋谷哲平、渡部絵美               | 渋谷哲平           |
| 118                | 2月8日             | 出光ケイ、大木凡人、角田信朗、野村真美             | 角田信朗           |
| 119                | 2月9日             | 出光ケイ、大木凡人、角田信朗、野村真美             | 角田信朗           |
| 120                | 2月13日            | 菊田あや子、辻よしなり、細川ふみえ、森下哲夫       | 森下哲夫           |
| 121                | 2月14日            | 菊田あや子、辻よしなり、細川ふみえ、森下哲夫       | 森下哲夫           |
| 122                | 2月15日            | 桂雀々、国広富之、白川和子、神野美伽               | 国広富之           |
| 123                | 2月16日            | 桂雀々、国広富之、白川和子、神野美伽               | 国広富之           |
| 124                | 2月20日            | 晃、桑江知子、高田美和、光枝明彦                   | 高田美和           |
| 125                | 2月21日            | 晃、桑江知子、高田美和、光枝明彦                   | 高田美和           |
| 126                | 2月22日            | 大林雅美、金田賢一、藤吉久美子、柳家小さん         | 金田賢一           |
| 127                | 2月23日            | 大林雅美、金田賢一、藤吉久美子、柳家小さん         | 金田賢一           |
| 128                | 2月27日            | クリス松村、芹洋子、武田久美子、前田日明           | 武田久美子         |
| 129                | 2月28日            | クリス松村、芹洋子、武田久美子、前田日明           | 武田久美子         |
| 130                | 3月1日             | ENRIQUE、王理恵、古村比呂、鈴木ヤスシ              | 王理恵             |
| 131                | 3月2日             | ENRIQUE、王理恵、古村比呂、鈴木ヤスシ              | 王理恵             |
| 132                | 3月6日             | 新井康弘、茅島成美、小林千絵、湯江健幸             | 新井康弘           |
| 133                | 3月7日             | 新井康弘、茅島成美、小林千絵、湯江健幸             | 新井康弘           |
| 134                | 3月8日             | 石川敏男、児島美ゆき、田中広子、皆川おさむ         | 皆川おさむ         |
| 135                | 3月9日             | 石川敏男、児島美ゆき、田中広子、皆川おさむ         | 皆川おさむ         |
| 136                | 3月13日            | 五十嵐めぐみ、直江喜一、東山明美、山口良一         | 山口良一           |
| 137                | 3月14日            | 五十嵐めぐみ、直江喜一、東山明美、山口良一         | 山口良一           |
| 138                | 3月15日            | 岡まゆみ、シェリー、板東英二、布川敏和             | シェリー           |
| 139                | 3月16日            | 岡まゆみ、シェリー、板東英二、布川敏和             | シェリー           |
| 140                | 3月20日            | 高見恭子、藤巻潤、松尾貴史、松野有里巳             | 松尾貴史           |
| 141                | 3月21日            | 高見恭子、藤巻潤、松尾貴史、松野有里巳             | 松尾貴史           |
| 142                | 3月22日            | 曾我廼家寛太郎、徳光和夫、中尾ミエ、芳本美代子     | 曾我廼家寛太郎     |
| 143                | 3月23日            | 曾我廼家寛太郎、徳光和夫、中尾ミエ、芳本美代子     | 曾我廼家寛太郎     |
| 144                | 3月27日            | 相島一之、伊藤かずえ、デヴィ・スカルノ、中谷彰宏   | 相島一之           |
| 145                | 3月28日            | 相島一之、伊藤かずえ、デヴィ・スカルノ、中谷彰宏   | 相島一之           |
| 146                | 3月29日            | 麻丘めぐみ、大高洋夫、豊田チカ、佐藤B作            | 大高洋夫           |
| 147                | 3月30日            | 麻丘めぐみ、大高洋夫、豊田チカ、佐藤B作            | 大高洋夫           |

### 月曜 - 金曜22時時代

#### 2017年
| 2017年（平成29年） | 2017年（平成29年） | 2017年（平成29年）                                                            | 2017年（平成29年）                     | 2017年（平成29年） |
| 回                 | 放送日             | パネラー                                                                      | 上位2名（1位のパネラーは脳ベル賞）     | 週間チャンピオン   |
| ------------------ | ------------------ | ----------------------------------------------------------------------------- | -------------------------------------- | ------------------ |
| 148                | 4月3日             | 神取忍、難波圭一、ホープ師匠（ゆーとぴあ）、三島ゆり子                        | 1位・難波圭一 2位・神取忍              | おおたわ史絵       |
| 149                | 4月4日             | 神取忍、難波圭一、ホープ師匠（ゆーとぴあ）、三島ゆり子                        | 1位・難波圭一 2位・神取忍              | おおたわ史絵       |
| 150                | 4月5日             | 氏神一番、おおたわ史絵、黒田福美、大門正明                                    | 1位・おおたわ史絵 2位・黒田福美        | おおたわ史絵       |
| 151                | 4月6日             | 氏神一番、おおたわ史絵、黒田福美、大門正明                                    | 1位・おおたわ史絵 2位・黒田福美        | おおたわ史絵       |
| 152                | 4月7日             | おおたわ史絵、神取忍、黒田福美、難波圭一                                      |                                        | おおたわ史絵       |
| 153                | 4月10日            | ギャオス内藤、中村有志、葉山葉子、松井紀美江                                  | 1位・葉山葉子 2位・ギャオス内藤        | 大東めぐみ         |
| 154                | 4月11日            | ギャオス内藤、中村有志、葉山葉子、松井紀美江                                  | 1位・葉山葉子 2位・ギャオス内藤        | 大東めぐみ         |
| 155                | 4月12日            | 大浦龍宇一、大東めぐみ、片桐竜次、木村理恵                                    | 1位・木村理恵 2位・大東めぐみ          | 大東めぐみ         |
| 156                | 4月13日            | 大浦龍宇一、大東めぐみ、片桐竜次、木村理恵                                    | 1位・木村理恵 2位・大東めぐみ          | 大東めぐみ         |
| 157                | 4月14日            | 大東めぐみ、木村理恵、ギャオス内藤、葉山葉子                                  |                                        | 大東めぐみ         |
| 158                | 4月17日            | オスマン・サンコン、坂本あきら、畑中葉子、渡辺美奈代                          | 1位・畑中葉子 2位・坂本あきら          | 長保有紀           |
| 159                | 4月18日            | オスマン・サンコン、坂本あきら、畑中葉子、渡辺美奈代                          | 1位・畑中葉子 2位・坂本あきら          | 長保有紀           |
| 160                | 4月19日            | 志茂田景樹、長保有紀、平山みき、和田青児                                      | 1位・和田青児 2位・長保有紀            | 長保有紀           |
| 161                | 4月20日            | 志茂田景樹、長保有紀、平山みき、和田青児                                      | 1位・和田青児 2位・長保有紀            | 長保有紀           |
| 162                | 4月21日            | 坂本あきら、長保有紀、畑中葉子、和田青児                                      |                                        | 長保有紀           |
| 163                | 4月24日            | 桜木健一、佐野慈紀、鳥居かほり、仁科亜季子                                    | 1位・桜木健一 2位・佐野慈紀            | 大鶴義丹           |
| 164                | 4月25日            | 桜木健一、佐野慈紀、鳥居かほり、仁科亜季子                                    | 1位・桜木健一 2位・佐野慈紀            | 大鶴義丹           |
| 165                | 4月26日            | 大鶴義丹、志生野温夫、土田早苗、長与千種                                      | 1位・大鶴義丹 2位・長与千種            | 大鶴義丹           |
| 166                | 4月27日            | 大鶴義丹、志生野温夫、土田早苗、長与千種                                      | 1位・大鶴義丹 2位・長与千種            | 大鶴義丹           |
| 167                | 4月28日            | 大鶴義丹、桜木健一、佐野慈紀、長与千種                                        |                                        | 大鶴義丹           |
| 168                | 5月1日             | 小金沢昇司、花井愛子、水島裕子、宮脇健                                        | 1位・水島裕子 2位・小金沢昇司          | 梅宮アンナ         |
| 169                | 5月2日             | 小金沢昇司、花井愛子、水島裕子、宮脇健                                        | 1位・水島裕子 2位・小金沢昇司          | 梅宮アンナ         |
| 170                | 5月3日             | 梅宮アンナ、大沢樹生、河野洋一郎、多岐川裕美                                  | 1位・河野洋一郎 2位・梅宮アンナ        | 梅宮アンナ         |
| 171                | 5月4日             | 梅宮アンナ、大沢樹生、河野洋一郎、多岐川裕美                                  | 1位・河野洋一郎 2位・梅宮アンナ        | 梅宮アンナ         |
| 172                | 5月5日             | 梅宮アンナ、河野洋一郎、小金沢昇司、水島裕子                                  |                                        | 梅宮アンナ         |
| 173                | 5月8日             | 大川栄子、ささきいさお、保科有里、吉田照美                                    | 1位・保科有里 2位・吉田照美            | 丸山圭子           |
| 174                | 5月9日             | 大川栄子、ささきいさお、保科有里、吉田照美                                    | 1位・保科有里 2位・吉田照美            | 丸山圭子           |
| 175                | 5月10日            | 乾貴美子、田口計、堤大二郎、丸山圭子                                          | 1位・堤大二郎 2位・丸山圭子            | 丸山圭子           |
| 176                | 5月11日            | 乾貴美子、田口計、堤大二郎、丸山圭子                                          | 1位・堤大二郎 2位・丸山圭子            | 丸山圭子           |
| 177                | 5月12日            | 堤大二郎、保科有里、丸山圭子、吉田照美                                        |                                        | 丸山圭子           |
| 178                | 5月15日            | 堺すすむ、冨田恵子、松本典子、横光克彦                                        | 1位・堺すすむ 2位・松本典子            | 堺すすむ           |
| 179                | 5月16日            | 堺すすむ、冨田恵子、松本典子、横光克彦                                        | 1位・堺すすむ 2位・松本典子            | 堺すすむ           |
| 180                | 5月17日            | 和泉ちぬ、伊吹吾郎、岡安由美子、佐藤蛾次郎                                    | 1位・伊吹吾郎 2位・和泉ちぬ            | 堺すすむ           |
| 181                | 5月18日            | 和泉ちぬ、伊吹吾郎、岡安由美子、佐藤蛾次郎                                    | 1位・伊吹吾郎 2位・和泉ちぬ            | 堺すすむ           |
| 182                | 5月19日            | 和泉ちぬ、伊吹吾郎、堺すすむ、松本典子                                        |                                        | 堺すすむ           |
| 183                | 5月22日            | 阿知波悟美、田川寿美、中村繁之、半田浩二                                      | 1位・中村繁之 2位・阿知波悟美          | エド山口           |
| 184                | 5月23日            | 阿知波悟美、田川寿美、中村繁之、半田浩二                                      | 1位・中村繁之 2位・阿知波悟美          | エド山口           |
| 185                | 5月24日            | エド山口、西村知美、ひし美ゆり子、山川豊                                      | 1位・エド山口 2位・ひし美ゆり子        | エド山口           |
| 186                | 5月25日            | エド山口、西村知美、ひし美ゆり子、山川豊                                      | 1位・エド山口 2位・ひし美ゆり子        | エド山口           |
| 187                | 5月26日            | 阿知波悟美、エド山口、中村繁之、ひし美ゆり子                                  |                                        | エド山口           |
| 188                | 5月29日            | 青島美幸、高杉亘、南美希子、宮路オサム                                        | 1位・高杉亘 2位・青島美幸              | 斉藤とも子         |
| 189                | 5月30日            | 青島美幸、高杉亘、南美希子、宮路オサム                                        | 1位・高杉亘 2位・青島美幸              | 斉藤とも子         |
| 190                | 5月31日            | 泉谷しげる、佳山明生、小桜京子、斉藤とも子                                    | 1位・斉藤とも子 2位・佳山明生          | 斉藤とも子         |
| 191                | 6月1日             | 泉谷しげる、佳山明生、小桜京子、斉藤とも子                                    | 1位・斉藤とも子 2位・佳山明生          | 斉藤とも子         |
| 192                | 6月2日             | 青島美幸、佳山明生、斉藤とも子、高杉亘                                        |                                        | 斉藤とも子         |
| 196                | 6月12日            | 今村優理子、高松しげお、田中綾子、ダンディ坂野                                | 1位・ダンディ坂野 2位・田中綾子        | 天野勝弘           |
| 197                | 6月13日            | 今村優理子、高松しげお、田中綾子、ダンディ坂野                                | 1位・ダンディ坂野 2位・田中綾子        | 天野勝弘           |
| 198                | 6月14日            | 天野勝弘、梶原真弓、清水まゆみ、なべおさみ                                    | 1位・梶原真弓 2位・天野勝弘            | 天野勝弘           |
| 199                | 6月15日            | 天野勝弘、梶原真弓、清水まゆみ、なべおさみ                                    | 1位・梶原真弓 2位・天野勝弘            | 天野勝弘           |
| 200                | 6月16日            | 天野勝弘、梶原真弓、田中綾子、ダンディ坂野                                    |                                        | 天野勝弘           |
| 201                | 6月19日            | 伊丹幸雄、伊藤咲子、誠直也、三浦リカ                                          | 1位・伊藤咲子 2位・三浦リカ            | 宮川俊二           |
| 202                | 6月20日            | 伊丹幸雄、伊藤咲子、誠直也、三浦リカ                                          | 1位・伊藤咲子 2位・三浦リカ            | 宮川俊二           |
| 203                | 6月21日            | 小野進也、櫻井淳子、宮川俊二、ロミ・山田                                      | 1位・小野進也 2位・宮川俊二            | 宮川俊二           |
| 204                | 6月22日            | 小野進也、櫻井淳子、宮川俊二、ロミ・山田                                      | 1位・小野進也 2位・宮川俊二            | 宮川俊二           |
| 205                | 6月23日            | 伊藤咲子、小野進也、三浦リカ、宮川俊二                                        |                                        | 宮川俊二           |
| 206                | 6月26日            | 大川栄策、神奈月、沢田知可子、新田恵利                                        | 1位・沢田知可子 2位・神奈月            | 沢田知可子         |
| 207                | 6月27日            | 大川栄策、神奈月、沢田知可子、新田恵利                                        | 1位・沢田知可子 2位・神奈月            | 沢田知可子         |
| 208                | 6月28日            | 大石まどか、川地民夫、ダンプ松本、渡辺徹                                      | 1位・ダンプ松本 2位・渡辺徹            | 沢田知可子         |
| 209                | 6月29日            | 大石まどか、川地民夫、ダンプ松本、渡辺徹                                      | 1位・ダンプ松本 2位・渡辺徹            | 沢田知可子         |
| 210                | 6月30日            | 神奈月、沢田知可子、ダンプ松本、渡辺徹                                        |                                        | 沢田知可子         |
| 211                | 7月3日             | 石橋正次、三浦京子、村野武範、山口ひろみ                                      | 1位・村野武範 2位・山口ひろみ          | 村野武範           |
| 212                | 7月4日             | 石橋正次、三浦京子、村野武範、山口ひろみ                                      | 1位・村野武範 2位・山口ひろみ          | 村野武範           |
| 213                | 7月5日             | 北町嘉朗、宍戸マサル、鈴木淑子、南原美紗保                                    | 1位・北町嘉朗 2位・南原美紗保          | 村野武範           |
| 214                | 7月6日             | 北町嘉朗、宍戸マサル、鈴木淑子、南原美紗保                                    | 1位・北町嘉朗 2位・南原美紗保          | 村野武範           |
| 215                | 7月7日             | 北町嘉朗、南原美紗保、村野武範、山口ひろみ                                    |                                        | 村野武範           |
| 216                | 7月10日            | JAGUAR、髙汐巴、ブル中野、村松利史                                            | 1位・村松利史 2位・JAGUAR              | 原田大二郎         |
| 217                | 7月11日            | JAGUAR、髙汐巴、ブル中野、村松利史                                            | 1位・村松利史 2位・JAGUAR              | 原田大二郎         |
| 218                | 7月12日            | 春日宏美、つちやかおり、つのだ☆ひろ、原田大二郎                               | 1位・つのだ☆ひろ 2位・原田大二郎       | 原田大二郎         |
| 219                | 7月13日            | 春日宏美、つちやかおり、つのだ☆ひろ、原田大二郎                               | 1位・つのだ☆ひろ 2位・原田大二郎       | 原田大二郎         |
| 220                | 7月14日            | JAGUAR、つのだ☆ひろ、原田大二郎、村松利史                                     |                                        | 原田大二郎         |
| 221                | 7月17日            | 岡ゆう子、風間トオル、川上麻衣子、西郷輝彦                                    | 1位・風間トオル 2位・川上麻衣子        | 川上麻衣子         |
| 222                | 7月18日            | 岡ゆう子、風間トオル、川上麻衣子、西郷輝彦                                    | 1位・風間トオル 2位・川上麻衣子        | 川上麻衣子         |
| 223                | 7月19日            | 新井晴み、金剛地武志、佐渡稔、友近                                            | 1位・新井晴み 2位・金剛地武志          | 川上麻衣子         |
| 224                | 7月20日            | 新井晴み、金剛地武志、佐渡稔、友近                                            | 1位・新井晴み 2位・金剛地武志          | 川上麻衣子         |
| 225                | 7月21日            | 新井晴み、風間トオル、川上麻衣子、金剛地武志                                  |                                        | 川上麻衣子         |
| 226                | 7月24日            | はたけんじ、眞乃ゆりあ、丸山和也、水沢アキ                                    | 1位・水沢アキ 2位・眞乃ゆりあ          | 生稲晃子           |
| 227                | 7月25日            | はたけんじ、眞乃ゆりあ、丸山和也、水沢アキ                                    | 1位・水沢アキ 2位・眞乃ゆりあ          | 生稲晃子           |
| 228                | 7月26日            | 生稲晃子、上原まり、木本武宏（TKO）、三田村賢二                               | 1位・生稲晃子 2位・三田村賢二          | 生稲晃子           |
| 229                | 7月27日            | 生稲晃子、上原まり、木本武宏（TKO）、三田村賢二                               | 1位・生稲晃子 2位・三田村賢二          | 生稲晃子           |
| 230                | 7月28日            | 生稲晃子、眞乃ゆりあ、水沢アキ、三田村賢二                                    |                                        | 生稲晃子           |
| 231                | 7月31日            | 上月左知子、杉浦幸、長井みつる、山口君（コント山口君と竹田君）                | 1位・山口君 2位・上月佐知子            | 山口君             |
| 232                | 8月1日             | 上月左知子、杉浦幸、長井みつる、山口君（コント山口君と竹田君）                | 1位・山口君 2位・上月佐知子            | 山口君             |
| 233                | 8月2日             | 栗田よう子、松橋登、三浦弘子、宮澤ミシェル                                    | 1位・栗田よう子 2位・松橋登            | 山口君             |
| 234                | 8月3日             | 栗田よう子、松橋登、三浦弘子、宮澤ミシェル                                    | 1位・栗田よう子 2位・松橋登            | 山口君             |
| 235                | 8月4日             | 栗田よう子、上月左知子、松橋登、山口君                                        |                                        | 山口君             |
| 236                | 8月7日             | コウメ太夫、瀬戸内美八、比企理恵、平松政次                                    | 1位・比企理恵 2位・瀬戸内美八          | 比企理恵           |
| 237                | 8月8日             | コウメ太夫、瀬戸内美八、比企理恵、平松政次                                    | 1位・比企理恵 2位・瀬戸内美八          | 比企理恵           |
| 238                | 8月9日             | 赤座美代子、西山浩司、真咲よう子、柳沢超                                      | 1位・柳沢超 2位・西山浩司              | 比企理恵           |
| 239                | 8月10日            | 赤座美代子、西山浩司、真咲よう子、柳沢超                                      | 1位・柳沢超 2位・西山浩司              | 比企理恵           |
| 240                | 8月11日            | 瀬戸内美八、西山浩司、比企理恵、柳沢超                                        |                                        | 比企理恵           |
| 241                | 8月14日            | 内田勝正、おぼん（おぼん・こぼん）、島津悦子、松岡きっこ                      | 1位・島津悦子 2位・松岡きっこ          | 島津悦子           |
| 242                | 8月15日            | 内田勝正、おぼん（おぼん・こぼん）、島津悦子、松岡きっこ                      | 1位・島津悦子 2位・松岡きっこ          | 島津悦子           |
| 243                | 8月16日            | カルーセル麻紀、栗田貫一、松居直美、若林豪                                    | 1位・松居直美 2位・栗田貫一            | 島津悦子           |
| 244                | 8月17日            | カルーセル麻紀、栗田貫一、松居直美、若林豪                                    | 1位・松居直美 2位・栗田貫一            | 島津悦子           |
| 245                | 8月18日            | 栗田貫一、島津悦子、松居直美、松岡きっこ                                      |                                        | 島津悦子           |
| 246                | 8月21日            | 麻木久仁子、ピース（ゆーとぴあ）、松崎しげる、森若里子                        | 1位・麻木久仁子 2位・ピース            | 麻木久仁子         |
| 247                | 8月22日            | 麻木久仁子、ピース（ゆーとぴあ）、松崎しげる、森若里子                        | 1位・麻木久仁子 2位・ピース            | 麻木久仁子         |
| 248                | 8月23日            | こぼん（おぼん・こぼん）、ニック・ニューサ、ピーター、真木柚布子              | 1位・ピーター 2位・真木柚布子          | 麻木久仁子         |
| 249                | 8月24日            | こぼん（おぼん・こぼん）、ニック・ニューサ、ピーター、真木柚布子              | 1位・ピーター 2位・真木柚布子          | 麻木久仁子         |
| 250                | 8月25日            | 麻木久仁子、ピース、ピーター、真木柚布子                                      |                                        | 麻木久仁子         |
| 254                | 9月4日             | 青木美保、岡本圭司（バラクーダ）、堀田眞三、松風はる美                        | 1位・堀田眞三 2位・松風はる美          | あいはら友子       |
| 255                | 9月5日             | 青木美保、岡本圭司（バラクーダ）、堀田眞三、松風はる美                        | 1位・堀田眞三 2位・松風はる美          | あいはら友子       |
| 256                | 9月6日             | あいはら友子、4代目三遊亭金馬、早川絵美、竜雷太                               | 1位・あいはら友子 2位・4代目三遊亭金馬 | あいはら友子       |
| 257                | 9月7日             | あいはら友子、4代目三遊亭金馬、早川絵美、竜雷太                               | 1位・あいはら友子 2位・4代目三遊亭金馬 | あいはら友子       |
| 258                | 9月8日             | あいはら友子、4代目三遊亭金馬、堀田眞三、松風はる美                           |                                        | あいはら友子       |
| 259                | 9月11日            | 衣通真由美、西方裕之、ふとがね金太、若山かずさ                                | 1位・西方裕之 2位・ふとがね金太        | 西方裕之           |
| 260                | 9月12日            | 衣通真由美、西方裕之、ふとがね金太、若山かずさ                                | 1位・西方裕之 2位・ふとがね金太        | 西方裕之           |
| 261                | 9月13日            | 大沢逸美、古都清乃、白部由起夫、吉村明宏                                      | 1位・白部由起夫 2位・吉村明宏          | 西方裕之           |
| 262                | 9月14日            | 大沢逸美、古都清乃、白部由起夫、吉村明宏                                      | 1位・白部由起夫 2位・吉村明宏          | 西方裕之           |
| 263                | 9月15日            | 白部由起夫、西方裕之、ふとがね金太、吉村明宏                                  |                                        | 西方裕之           |
| 264                | 9月18日            | 赤井英和、神田陽子、平浩二、南かりん                                          | 1位・神田陽子 2位・平浩二              | ブッチー武者       |
| 265                | 9月19日            | 赤井英和、神田陽子、平浩二、南かりん                                          | 1位・神田陽子 2位・平浩二              | ブッチー武者       |
| 266                | 9月20日            | 平みち、武田久美子、ブッチー武者、渡辺長武                                    | 1位・平みち 2位・ブッチー武者          | ブッチー武者       |
| 267                | 9月21日            | 平みち、武田久美子、ブッチー武者、渡辺長武                                    | 1位・平みち 2位・ブッチー武者          | ブッチー武者       |
| 268                | 9月22日            | 神田陽子、平浩二、平みち、ブッチー武者                                        |                                        | ブッチー武者       |
| 269                | 9月25日            | 愛田健二、清水よし子（ピンクの電話）、ひかる一平、宮下順子                    | 1位・ひかる一平 2位・清水よし子        | 清水よし子         |
| 270                | 9月26日            | 愛田健二、清水よし子（ピンクの電話）、ひかる一平、宮下順子                    | 1位・ひかる一平 2位・清水よし子        | 清水よし子         |
| 271                | 9月27日            | 丘みつ子、小木茂光、瀬川瑛子、ボナ植木（ナポレオンズ）                        | 1位・ボナ植木 2位・瀬川瑛子            | 清水よし子         |
| 272                | 9月28日            | 丘みつ子、小木茂光、瀬川瑛子、ボナ植木（ナポレオンズ）                        | 1位・ボナ植木 2位・瀬川瑛子            | 清水よし子         |
| 273                | 9月29日            | 清水よし子、瀬川瑛子、ひかる一平、ボナ植木                                    |                                        | 清水よし子         |
| 274                | 10月2日            | 秋本奈緒美、菅原孝（ビリーバンバン）、丹古母鬼馬二、山田邦子                  | 1位・秋本奈緒美 2位・山田邦子          | 山田邦子           |
| 275                | 10月3日            | 秋本奈緒美、菅原孝（ビリーバンバン）、丹古母鬼馬二、山田邦子                  | 1位・秋本奈緒美 2位・山田邦子          | 山田邦子           |
| 276                | 10月4日            | 仲本工事、長谷直美、藤田朋子、Bro.KORN                                        | 1位・藤田朋子 2位・長谷直美            | 山田邦子           |
| 277                | 10月5日            | 仲本工事、長谷直美、藤田朋子、Bro.KORN                                        | 1位・藤田朋子 2位・長谷直美            | 山田邦子           |
| 278                | 10月6日            | 秋本奈緒美、長谷直美、藤田朋子、山田邦子                                      |                                        | 山田邦子           |
| 279                | 10月9日            | 香寿たつき、駒井千佳子、ジェームス小野田（米米CLUB）、伴大介                  | 1位・駒井千佳子 2位・香寿たつき        | 渡瀬マキ           |
| 280                | 10月10日           | 香寿たつき、駒井千佳子、ジェームス小野田（米米CLUB）、伴大介                  | 1位・駒井千佳子 2位・香寿たつき        | 渡瀬マキ           |
| 281                | 10月11日           | ケーシー高峰、野村宏伸、長谷川真弓、渡瀬マキ                                  | 1位・渡瀬マキ 2位・長谷川真弓          | 渡瀬マキ           |
| 282                | 10月12日           | ケーシー高峰、野村宏伸、長谷川真弓、渡瀬マキ                                  | 1位・渡瀬マキ 2位・長谷川真弓          | 渡瀬マキ           |
| 283                | 10月13日           | 香寿たつき、駒井千佳子、長谷川真弓、渡瀬マキ                                  |                                        | 渡瀬マキ           |
| 284                | 10月16日           | 大空眞弓、片岡聖子、中西良太、モロ師岡                                        | 1位・中西良太 2位・片岡聖子            | 中西良太           |
| 285                | 10月17日           | 大空眞弓、片岡聖子、中西良太、モロ師岡                                        | 1位・中西良太 2位・片岡聖子            | 中西良太           |
| 286                | 10月18日           | 江口ともみ、高樹澪、DJ OSSHY、仲八郎（東京ボーイズ）                          | 1位・仲八郎 2位・江口ともみ            | 中西良太           |
| 287                | 10月19日           | 江口ともみ、高樹澪、DJ OSSHY、仲八郎（東京ボーイズ）                          | 1位・仲八郎 2位・江口ともみ            | 中西良太           |
| 288                | 10月20日           | 江口ともみ、片岡聖子、中西良太、仲八郎                                        |                                        | 中西良太           |
| 289                | 10月23日           | 合田雅吏、竹田君（コント山口君と竹田君）、立花理佐、平野早苗                  | 1位・合田雅吏 2位・立花理佐            | 合田雅吏           |
| 290                | 10月24日           | 合田雅吏、竹田君（コント山口君と竹田君）、立花理佐、平野早苗                  | 1位・合田雅吏 2位・立花理佐            | 合田雅吏           |
| 291                | 10月25日           | あめくみちこ、中丸新将、深沢邦之（Take2）、真理アンヌ                         | 1位・深沢邦之 2位・あめくみちこ        | 合田雅吏           |
| 292                | 10月26日           | あめくみちこ、中丸新将、深沢邦之（Take2）、真理アンヌ                         | 1位・深沢邦之 2位・あめくみちこ        | 合田雅吏           |
| 293                | 10月27日           | あめくみちこ、合田雅吏、立花理佐、深沢邦之                                    |                                        | 合田雅吏           |
| 294                | 10月30日           | 大木凡人、長谷川まさ子、マリアン、山本晋也                                    | 1位・長谷川まさ子 2位・大木凡人        | 村野武範           |
| 295                | 10月31日           | 大木凡人、長谷川まさ子、マリアン、山本晋也                                    | 1位・長谷川まさ子 2位・大木凡人        | 村野武範           |
| 296                | 11月1日            | 氏神一番、小桜京子、村野武範、森口博子                                        | 1位・村野武範 2位・森口博子            | 村野武範           |
| 297                | 11月2日            | 氏神一番、小桜京子、村野武範、森口博子                                        | 1位・村野武範 2位・森口博子            | 村野武範           |
| 298                | 11月3日            | 大木凡人、長谷川まさ子、村野武範、森口博子                                    |                                        | 村野武範           |
| 299                | 11月6日            | 伊藤榮子、田中星児、中野英雄、原久美子                                        | 1位・伊藤榮子 2位・田中星児            | 岡田美里           |
| 300                | 11月7日            | 伊藤榮子、田中星児、中野英雄、原久美子                                        | 1位・伊藤榮子 2位・田中星児            | 岡田美里           |
| 301                | 11月8日            | 一谷伸江、岡田美里、船木誠勝、モト冬樹                                        | 1位・モト冬樹 2位・岡田美里            | 岡田美里           |
| 302                | 11月9日            | 一谷伸江、岡田美里、船木誠勝、モト冬樹                                        | 1位・モト冬樹 2位・岡田美里            | 岡田美里           |
| 303                | 11月10日           | 伊藤榮子、岡田美里、田中星児、モト冬樹                                        |                                        | 岡田美里           |
| 304                | 11月13日           | 岡本麗、立川俊之（大事MANブラザーズ）、パルト小石（ナポレオンズ）、やすみりえ | 1位・立川俊之 2位・やすみりえ          | やすみりえ         |
| 305                | 11月14日           | 岡本麗、立川俊之（大事MANブラザーズ）、パルト小石（ナポレオンズ）、やすみりえ | 1位・立川俊之 2位・やすみりえ          | やすみりえ         |
| 306                | 11月15日           | 斉藤こず恵、ベートーベン鈴木、まこと、松前ひろ子                              | 1位・まこと 2位・斉藤こず恵            | やすみりえ         |
| 307                | 11月16日           | 斉藤こず恵、ベートーベン鈴木、まこと、松前ひろ子                              | 1位・まこと 2位・斉藤こず恵            | やすみりえ         |
| 308                | 11月17日           | 斉藤こず恵、立川俊之、まこと、やすみりえ                                      |                                        | やすみりえ         |
| 309                | 11月20日           | 岡まゆみ、さこみちよ、清水昭博、二代目三波伸介                                | 1位・二代目三波伸介 2位・清水昭博      | 二代目三波伸介     |
| 310                | 11月21日           | 岡まゆみ、さこみちよ、清水昭博、二代目三波伸介                                | 1位・二代目三波伸介 2位・清水昭博      | 二代目三波伸介     |
| 311                | 11月22日           | 岩井友見、小沢和義、なかじままり、藤木孝                                      | 1位・小沢和義 2位・なかじままり        | 二代目三波伸介     |
| 312                | 11月23日           | 岩井友見、小沢和義、なかじままり、藤木孝                                      | 1位・小沢和義 2位・なかじままり        | 二代目三波伸介     |
| 313                | 11月24日           | 小沢和義、清水昭博、なかじままり、二代目三波伸介                              |                                        | 二代目三波伸介     |
| 314                | 11月27日           | 北林早苗、寿ひずる、林与一、彦摩呂                                            | 1位・北林早苗 2位・寿ひずる            | 石井めぐみ         |
| 315                | 11月28日           | 北林早苗、寿ひずる、林与一、彦摩呂                                            | 1位・北林早苗 2位・寿ひずる            | 石井めぐみ         |
| 316                | 11月29日           | 石井めぐみ、岸ユキ、武野功雄、デビット伊東                                    | 1位・石井めぐみ 2位・武野功雄          | 石井めぐみ         |
| 317                | 11月30日           | 石井めぐみ、岸ユキ、武野功雄、デビット伊東                                    | 1位・石井めぐみ 2位・武野功雄          | 石井めぐみ         |
| 318                | 12月1日            | 石井めぐみ、北林早苗、寿ひずる、武野功雄                                      |                                        | 石井めぐみ         |
| 319                | 12月4日            | イエス玉川、城之内早苗、瀬下尚人、立枝歩                                      | 1位・瀬下尚人 2位・城之内早苗          | コージー冨田       |
| 320                | 12月5日            | イエス玉川、城之内早苗、瀬下尚人、立枝歩                                      | 1位・瀬下尚人 2位・城之内早苗          | コージー冨田       |
| 321                | 12月6日            | コージー冨田、SATSUKI、神保美喜、寺田農                                       | 1位・神保美喜 2位・コージー冨田        | コージー冨田       |
| 322                | 12月7日            | コージー冨田、SATSUKI、神保美喜、寺田農                                       | 1位・神保美喜 2位・コージー冨田        | コージー冨田       |
| 323                | 12月8日            | コージー冨田、城之内早苗、神保美喜、瀬下尚人                                  |                                        | コージー冨田       |
| 324                | 12月11日           | 河口恭吾、東海林のり子、鶴田忍、渡辺めぐみ                                    | 1位・河口恭吾 2位・渡辺めぐみ          | 河口恭吾           |
| 325                | 12月12日           | 河口恭吾、東海林のり子、鶴田忍、渡辺めぐみ                                    | 1位・河口恭吾 2位・渡辺めぐみ          | 河口恭吾           |
| 326                | 12月13日           | 岡本椛里、荻原紀、キャシー中島、小西博之                                      | 1位・岡本椛里 2位・キャシー中島        | 河口恭吾           |
| 327                | 12月14日           | 岡本椛里、荻原紀、キャシー中島、小西博之                                      | 1位・岡本椛里 2位・キャシー中島        | 河口恭吾           |
| 328                | 12月15日           | 岡本椛里、河口恭吾、キャシー中島、渡辺めぐみ                                  |                                        | 河口恭吾           |
| 329                | 12月18日           | 麻乃佳世、片桐竜次、玉利かおる、ミスターちん                                  | 1位・麻乃佳世 2位・玉利かおる          | 小野了             |
| 330                | 12月19日           | 麻乃佳世、片桐竜次、玉利かおる、ミスターちん                                  | 1位・麻乃佳世 2位・玉利かおる          | 小野了             |
| 331                | 12月20日           | 一色采子、小野了、立見里歌、林家木久扇                                        | 1位・小野了 2位・一色采子              | 小野了             |
| 332                | 12月21日           | 一色采子、小野了、立見里歌、林家木久扇                                        | 1位・小野了 2位・一色采子              | 小野了             |
| 333                | 12月22日           | 麻乃佳世、一色采子、小野了、玉利かおる                                        |                                        | 小野了             |
| 334                | 12月25日           | 武田修宏、早瀬久美、原めぐみ、柳家松太郎                                      | 1位・原めぐみ 2位・武田修宏            | 秋野暢子           |
| 335                | 12月26日           | 武田修宏、早瀬久美、原めぐみ、柳家松太郎                                      | 1位・原めぐみ 2位・武田修宏            | 秋野暢子           |
| 336                | 12月27日           | 秋野暢子、ガッツ石松、岸田敏志、沢村豊子                                      | 1位・岸田敏志 2位・秋野暢子            | 秋野暢子           |
| 337                | 12月28日           | 秋野暢子、ガッツ石松、岸田敏志、沢村豊子                                      | 1位・岸田敏志 2位・秋野暢子            | 秋野暢子           |
| 338                | 12月29日           | 秋野暢子、岸田敏志、武田修宏、原めぐみ                                        |                                        | 秋野暢子           |

#### 2018年
| 2018年（平成30年） | 2018年（平成30年） | 2018年（平成30年）                                               | 2018年（平成30年）                      | 2018年（平成30年） |
| 回                 | 放送日             | パネラー                                                         | 上位2名（1位のパネラーは脳ベル賞）      | 週間チャンピオン   |
| ------------------ | ------------------ | ---------------------------------------------------------------- | --------------------------------------- | ------------------ |
| 339                | 1月1日             | 天地総子、伊藤つかさ、佐野稔、高橋名人                           | 1位・佐野稔 2位・天地総子               | 大島さと子         |
| 340                | 1月2日             | 天地総子、伊藤つかさ、佐野稔、高橋名人                           | 1位・佐野稔 2位・天地総子               | 大島さと子         |
| 341                | 1月3日             | 大島さと子、島田陽子、高山厳、田中健                             | 1位・大島さと子 2位・田中健             | 大島さと子         |
| 342                | 1月4日             | 大島さと子、島田陽子、高山厳、田中健                             | 1位・大島さと子 2位・田中健             | 大島さと子         |
| 343                | 1月5日             | 天地総子、大島さと子、佐野稔、田中健                             |                                         | 大島さと子         |
| 344                | 1月8日             | 河合美智子、せんだみつお、中島ゆたか、プチ・ブルース             | 1位・河合美智子 2位・プチ・ブルース     | 河合美智子         |
| 345                | 1月9日             | 河合美智子、せんだみつお、中島ゆたか、プチ・ブルース             | 1位・河合美智子 2位・プチ・ブルース     | 河合美智子         |
| 346                | 1月10日            | 泉谷しげる、岡崎友紀、城山美佳子、ラッシャー板前                 | 1位・岡崎友紀 2位・城山美佳子           | 河合美智子         |
| 347                | 1月11日            | 泉谷しげる、岡崎友紀、城山美佳子、ラッシャー板前                 | 1位・岡崎友紀 2位・城山美佳子           | 河合美智子         |
| 348                | 1月12日            | 岡崎友紀、河合美智子、城山美佳子、プチ・ブルース                 |                                         | 河合美智子         |
| 349                | 1月15日            | 亜湖（元アパッチ）、大仁田厚、篠井英介、松原愛                   | 1位・松原愛 2位・篠井英介               | 松原愛             |
| 350                | 1月16日            | 亜湖（元アパッチ）、大仁田厚、篠井英介、松原愛                   | 1位・松原愛 2位・篠井英介               | 松原愛             |
| 351                | 1月17日            | 俵山栄子、萩尾みどり、水木一郎、元木大介                         | 1位・元木大介 2位・萩尾みどり           | 松原愛             |
| 352                | 1月18日            | 俵山栄子、萩尾みどり、水木一郎、元木大介                         | 1位・元木大介 2位・萩尾みどり           | 松原愛             |
| 353                | 1月19日            | 篠井英介、萩尾みどり、松原愛、元木大介                           |                                         | 松原愛             |
| 354                | 1月22日            | 三東ルシア、堀ちえみ、三上市朗、山崎一                           | 1位・三上市朗 2位・堀ちえみ             | 三上市朗           |
| 355                | 1月23日            | 三東ルシア、堀ちえみ、三上市朗、山崎一                           | 1位・三上市朗 2位・堀ちえみ             | 三上市朗           |
| 356                | 1月24日            | 伊吹剛、うつみ宮土理、大八木淳史、小鹿みき                       | 1位・大八木淳史 2位・小鹿みき           | 三上市朗           |
| 357                | 1月25日            | 伊吹剛、うつみ宮土理、大八木淳史、小鹿みき                       | 1位・大八木淳史 2位・小鹿みき           | 三上市朗           |
| 358                | 1月26日            | 大八木淳史、小鹿みき、堀ちえみ、三上市朗                         |                                         | 三上市朗           |
| 364                | 2月5日             | 鈴木寿永吉、松村雄基、三船和子、八木さおり                       | 1位・八木さおり 2位・松村雄基           | 仁科貴             |
| 365                | 2月6日             | 鈴木寿永吉、松村雄基、三船和子、八木さおり                       | 1位・八木さおり 2位・松村雄基           | 仁科貴             |
| 366                | 2月7日             | 川俣しのぶ、杉浦幸、仁科貴、長谷川哲夫                           | 1位・仁科貴 2位・川俣しのぶ             | 仁科貴             |
| 367                | 2月8日             | 川俣しのぶ、杉浦幸、仁科貴、長谷川哲夫                           | 1位・仁科貴 2位・川俣しのぶ             | 仁科貴             |
| 368                | 2月9日             | 川俣しのぶ、仁科貴、松村雄基、八木さおり                         |                                         | 仁科貴             |
| 369                | 2月12日            | 大出俊、小牧ユカ、天龍源一郎、中島めぐみ                         | 1位・中島めぐみ 2位・小牧ユカ           | 山本みどり         |
| 370                | 2月13日            | 大出俊、小牧ユカ、天龍源一郎、中島めぐみ                         | 1位・中島めぐみ 2位・小牧ユカ           | 山本みどり         |
| 371                | 2月14日            | 小宮孝泰、藤巻潤、紫とも、山本みどり                             | 1位・山本みどり 2位・小宮孝泰           | 山本みどり         |
| 372                | 2月15日            | 小宮孝泰、藤巻潤、紫とも、山本みどり                             | 1位・山本みどり 2位・小宮孝泰           | 山本みどり         |
| 373                | 2月16日            | 小牧ユカ、小宮孝泰、中島めぐみ、山本みどり                       |                                         | 山本みどり         |
| 374                | 2月19日            | 石田信之、すず風金魚、マイク眞木、山口美也子                     | 1位・マイク眞木 2位・すず風金魚         | 大川栄子           |
| 375                | 2月20日            | 石田信之、すず風金魚、マイク眞木、山口美也子                     | 1位・マイク眞木 2位・すず風金魚         | 大川栄子           |
| 376                | 2月21日            | 和泉淳子、大川栄子、玉川平太朗、山下真司                         | 1位・和泉淳子 2位・大川栄子             | 大川栄子           |
| 377                | 2月22日            | 和泉淳子、大川栄子、玉川平太朗、山下真司                         | 1位・和泉淳子 2位・大川栄子             | 大川栄子           |
| 378                | 2月23日            | 和泉淳子、大川栄子、すず風金魚、マイク眞木                       |                                         | 大川栄子           |
| 379                | 2月26日            | 石川真、伊藤かずえ、沢田亜矢子、土平ドンペイ                     | 1位・土平ドンペイ 2位・石川真           | 山田邦子           |
| 380                | 2月27日            | 石川真、伊藤かずえ、沢田亜矢子、土平ドンペイ                     | 1位・土平ドンペイ 2位・石川真           | 山田邦子           |
| 381                | 2月28日            | 上野旬也、山田邦子、湯江タケユキ、渡辺友子                       | 1位・山田邦子 2位・湯江タケユキ         | 山田邦子           |
| 382                | 3月1日             | 上野旬也、山田邦子、湯江タケユキ、渡辺友子                       | 1位・山田邦子 2位・湯江タケユキ         | 山田邦子           |
| 383                | 3月2日             | 石川真、土平ドンペイ、山田邦子、湯江タケユキ                     |                                         | 山田邦子           |
| 384                | 3月5日             | 泉♥アキ、小橋建太、朱鷺あかり、村上ショージ                      | 1位・泉♥アキ 2位・村上ショージ          | 泉♥アキ            |
| 385                | 3月6日             | 泉♥アキ、小橋建太、朱鷺あかり、村上ショージ                      | 1位・泉♥アキ 2位・村上ショージ          | 泉♥アキ            |
| 386                | 3月7日             | えまおゆう、音無美紀子、桂菊丸、クリス松村                       | 1位・えまおゆう 2位・桂菊丸             | 泉♥アキ            |
| 387                | 3月8日             | えまおゆう、音無美紀子、桂菊丸、クリス松村                       | 1位・えまおゆう 2位・桂菊丸             | 泉♥アキ            |
| 388                | 3月9日             | 泉♥アキ、えまおゆう、桂菊丸、村上ショージ                        |                                         | 泉♥アキ            |
| 389                | 3月12日            | 小宮健五、白井光浩、すず風にゃん子、松井紀美江                   | 1位・すず風にゃん子 2位・白井光浩       | すず風にゃん子     |
| 390                | 3月13日            | 小宮健五、白井光浩、すず風にゃん子、松井紀美江                   | 1位・すず風にゃん子 2位・白井光浩       | すず風にゃん子     |
| 391                | 3月14日            | 重田千穂子、剛（中川家）、中田博久、ピーター                     | 1位・ピーター 2位・剛                   | すず風にゃん子     |
| 392                | 3月15日            | 重田千穂子、剛（中川家）、中田博久、ピーター                     | 1位・ピーター 2位・剛                   | すず風にゃん子     |
| 393                | 3月16日            | 白井光浩、すず風にゃん子、剛、ピーター                           |                                         | すず風にゃん子     |
| 394                | 3月19日            | 内田春菊、加藤純平、ザ・グレート・サスケ、新山やすこ             | 1位・内田春菊 2位・ザ・グレート・サスケ | 城みちる           |
| 395                | 3月20日            | 内田春菊、加藤純平、ザ・グレート・サスケ、新山やすこ             | 1位・内田春菊 2位・ザ・グレート・サスケ | 城みちる           |
| 396                | 3月21日            | 甘味けんじ、一龍斎春水、城みちる、二木てるみ                     | 1位・城みちる 2位・一龍斎春水           | 城みちる           |
| 397                | 3月22日            | 甘味けんじ、一龍斎春水、城みちる、二木てるみ                     | 1位・城みちる 2位・一龍斎春水           | 城みちる           |
| 398                | 3月23日            | 一龍斎春水、内田春菊、ザ・グレート・サスケ、城みちる             |                                         | 城みちる           |
| 399                | 3月26日            | 桑田靖子、真行寺君枝、野村将希、林家木久蔵                       | 1位・林家木久蔵 2位・桑田靖子           | 林家木久蔵         |
| 400                | 3月27日            | 桑田靖子、真行寺君枝、野村将希、林家木久蔵                       | 1位・林家木久蔵 2位・桑田靖子           | 林家木久蔵         |
| 401                | 3月28日            | 宇佐美恵子、宍戸開、中島唱子、モンキッキー                       | 1位・モンキッキー 2位・中島唱子         | 林家木久蔵         |
| 402                | 3月29日            | 宇佐美恵子、宍戸開、中島唱子、モンキッキー                       | 1位・モンキッキー 2位・中島唱子         | 林家木久蔵         |
| 403                | 3月30日            | 桑田靖子、中島唱子、林家木久蔵、モンキッキー                     |                                         | 林家木久蔵         |
| 404                | 4月2日             | 井口成人、大林素子、高岡健二、藤吉久美子                         | 1位・高岡健二 2位・大林素子             | 芦川よしみ         |
| 405                | 4月3日             | 井口成人、大林素子、高岡健二、藤吉久美子                         | 1位・高岡健二 2位・大林素子             | 芦川よしみ         |
| 406                | 4月4日             | 芦川よしみ、角川博、北口幹二彦、鈴木蘭々                         | 1位・北口幹二彦 2位・芦川よしみ         | 芦川よしみ         |
| 407                | 4月5日             | 芦川よしみ、角川博、北口幹二彦、鈴木蘭々                         | 1位・北口幹二彦 2位・芦川よしみ         | 芦川よしみ         |
| 408                | 4月6日             | 芦川よしみ、大林素子、北口幹二彦、高岡健二                       |                                         | 芦川よしみ         |
| 409                | 4月9日             | つばめ奈緒美（ザ・リリーズ）、八波一起、林家きく姫、深沢敦       | 1位・八波一起 2位・深沢敦               | HIROSHI            |
| 410                | 4月10日            | つばめ奈緒美（ザ・リリーズ）、八波一起、林家きく姫、深沢敦       | 1位・八波一起 2位・深沢敦               | HIROSHI            |
| 411                | 4月11日            | 斎藤洋介、花田美恵子、HIROSHI、松本留美                          | 1位・HIROSHI 2位・花田美恵子            | HIROSHI            |
| 412                | 4月12日            | 斎藤洋介、花田美恵子、HIROSHI、松本留美                          | 1位・HIROSHI 2位・花田美恵子            | HIROSHI            |
| 413                | 4月13日            | 八波一起、花田美恵子、HIROSHI、深沢敦                            |                                         | HIROSHI            |
| 414                | 4月16日            | 門倉有希、冠徹弥、成瀬正孝、松岡由美                             | 1位・冠徹弥 2位・成瀬正孝               | 大森うたえもん     |
| 415                | 4月17日            | 門倉有希、冠徹弥、成瀬正孝、松岡由美                             | 1位・冠徹弥 2位・成瀬正孝               | 大森うたえもん     |
| 416                | 4月18日            | 大森うたえもん、加門亮、SHEILA、つばめ真由美（ザ・リリーズ）     | 1位・SHEILA 2位・大森うたえもん         | 大森うたえもん     |
| 417                | 4月19日            | 大森うたえもん、加門亮、SHEILA、つばめ真由美（ザ・リリーズ）     | 1位・SHEILA 2位・大森うたえもん         | 大森うたえもん     |
| 418                | 4月20日            | 大森うたえもん、冠徹弥、SHEILA、成瀬正孝                         |                                         | 大森うたえもん     |
| 419                | 4月23日            | 芦川誠、王理恵、なべおさみ、横須賀昌美                           | 1位・王理恵 2位・芦川誠                 | 根本りつ子         |
| 420                | 4月24日            | 芦川誠、王理恵、なべおさみ、横須賀昌美                           | 1位・王理恵 2位・芦川誠                 | 根本りつ子         |
| 421                | 4月25日            | 石倉三郎、大路恵美、根本りつ子、渡辺徹                           | 1位・大路恵美 2位・根本りつ子           | 根本りつ子         |
| 422                | 4月26日            | 石倉三郎、大路恵美、根本りつ子、渡辺徹                           | 1位・大路恵美 2位・根本りつ子           | 根本りつ子         |
| 423                | 4月27日            | 芦川誠、王理恵、大路恵美、根本りつ子                             |                                         | 根本りつ子         |
| 424                | 4月30日            | 辻沢杏子、林田ひろゆき、藤野とし恵、ゆうたろう                   | 1位・藤野とし恵 2位・林田ひろゆき       | はねだえりか       |
| 425                | 5月1日             | 辻沢杏子、林田ひろゆき、藤野とし恵、ゆうたろう                   | 1位・藤野とし恵 2位・林田ひろゆき       | はねだえりか       |
| 426                | 5月2日             | 佐々木正洋、芹洋子、鶴久政治、はねだえりか                       | 1位・はねだえりか 2位・鶴久政治         | はねだえりか       |
| 427                | 5月3日             | 佐々木正洋、芹洋子、鶴久政治、はねだえりか                       | 1位・はねだえりか 2位・鶴久政治         | はねだえりか       |
| 428                | 5月4日             | 鶴久政治、はねだえりか、林田ひろゆき、藤野とし恵                 |                                         | はねだえりか       |
| 429                | 5月7日             | 東玉助、木村理恵、桜木健一、橘ゆかり                             | 1位・木村理恵 2位・橘ゆかり             | 保科有里           |
| 430                | 5月8日             | 東玉助、木村理恵、桜木健一、橘ゆかり                             | 1位・木村理恵 2位・橘ゆかり             | 保科有里           |
| 431                | 5月9日             | 東てる美、保科有里、松下賢次、柳原哲也（アメリカザリガニ）       | 1位・柳原哲也 2位・保科有里             | 保科有里           |
| 432                | 5月10日            | 東てる美、保科有里、松下賢次、柳原哲也（アメリカザリガニ）       | 1位・柳原哲也 2位・保科有里             | 保科有里           |
| 433                | 5月11日            | 木村理恵、橘ゆかり、保科有里、柳原哲也                           |                                         | 保科有里           |
| 434                | 5月14日            | 岡崎二朗、斉藤ルミ子、田子千尋、奈美悦子                         | 1位・斉藤ルミ子 2位・田子千尋           | 福井謙二           |
| 435                | 5月15日            | 岡崎二朗、斉藤ルミ子、田子千尋、奈美悦子                         | 1位・斉藤ルミ子 2位・田子千尋           | 福井謙二           |
| 436                | 5月16日            | 古村比呂、姿憲子、福井謙二、水島裕                               | 1位・水島裕 2位・福井謙二               | 福井謙二           |
| 437                | 5月17日            | 古村比呂、姿憲子、福井謙二、水島裕                               | 1位・水島裕 2位・福井謙二               | 福井謙二           |
| 438                | 5月18日            | 斉藤ルミ子、田子千尋、福井謙二、水島裕                           |                                         | 福井謙二           |
| 439                | 5月21日            | 田根楽子、松木安太郎、諸岡ケンジ、弥生（裕子と弥生）             | 1位・田根楽子 2位・松木安太郎           | 山根公路           |
| 440                | 5月22日            | 田根楽子、松木安太郎、諸岡ケンジ、弥生（裕子と弥生）             | 1位・田根楽子 2位・松木安太郎           | 山根公路           |
| 441                | 5月23日            | 岡まゆみ、新山ひでや、野路由紀子、山根公路（DEEN）               | 1位・岡まゆみ 2位・山根公路             | 山根公路           |
| 442                | 5月24日            | 岡まゆみ、新山ひでや、野路由紀子、山根公路（DEEN）               | 1位・岡まゆみ 2位・山根公路             | 山根公路           |
| 443                | 5月25日            | 岡まゆみ、田根楽子、松木安太郎、山根公路                         |                                         | 山根公路           |
| 444                | 5月28日            | 荒井洸子、井上貴子、直江喜一、ぶっちゃあ（ブッチャーブラザーズ） | 1位・ぶっちゃあ 2位・直江喜一           | ぶっちゃあ         |
| 445                | 5月29日            | 荒井洸子、井上貴子、直江喜一、ぶっちゃあ（ブッチャーブラザーズ） | 1位・ぶっちゃあ 2位・直江喜一           | ぶっちゃあ         |
| 446                | 5月30日            | 有野晋哉（よゐこ）、辰巳ヒロシ、中島ひろ子、裕子（裕子と弥生）   | 1位・中島ひろ子 2位・辰巳ヒロシ         | ぶっちゃあ         |
| 447                | 5月31日            | 有野晋哉（よゐこ）、辰巳ヒロシ、中島ひろ子、裕子（裕子と弥生）   | 1位・中島ひろ子 2位・辰巳ヒロシ         | ぶっちゃあ         |
| 448                | 6月1日             | 辰巳ヒロシ、直江喜一、中島ひろ子、ぶっちゃあ                     |                                         | ぶっちゃあ         |
| 452                | 6月11日            | 東ちづる、井上聡（次長課長）、岡田実音、佐々木新一               | 1位・井上聡 2位・東ちづる               | 東ちづる           |
| 453                | 6月12日            | 東ちづる、井上聡（次長課長）、岡田実音、佐々木新一               | 1位・井上聡 2位・東ちづる               | 東ちづる           |
| 454                | 6月13日            | 伊藤咲子、大石まどか、武藤敬司、森脇健児                         | 1位・大石まどか 2位・森脇健児           | 東ちづる           |
| 455                | 6月14日            | 伊藤咲子、大石まどか、武藤敬司、森脇健児                         | 1位・大石まどか 2位・森脇健児           | 東ちづる           |
| 456                | 6月15日            | 東ちづる、井上聡、大石まどか、森脇健児                           |                                         | 東ちづる           |
| 457                | 6月18日            | 金井夕子、高田恭子、テツ（テツandトモ）、ドン小西                | 1位・テツ 2位・金井夕子                 | 柴田光太郎         |
| 458                | 6月19日            | 金井夕子、高田恭子、テツ（テツandトモ）、ドン小西                | 1位・テツ 2位・金井夕子                 | 柴田光太郎         |
| 459                | 6月20日            | 石井明美、柴田光太郎、九十九一、和央ようか                       | 1位・柴田光太郎 2位・石井明美           | 柴田光太郎         |
| 460                | 6月21日            | 石井明美、柴田光太郎、九十九一、和央ようか                       | 1位・柴田光太郎 2位・石井明美           | 柴田光太郎         |
| 461                | 6月22日            | 石井明美、金井夕子、柴田光太郎、テツ                             |                                         | 柴田光太郎         |
| 462                | 6月25日            | 相原勇、辰巳晴也、藤田三保子、六平直政                           | 1位・藤田三保子 2位・六平直政           | 六平直政           |
| 463                | 6月26日            | 相原勇、辰巳晴也、藤田三保子、六平直政                           | 1位・藤田三保子 2位・六平直政           | 六平直政           |
| 464                | 6月27日            | 井田國彦、梅垣義明、榊原るみ、早瀬ひとみ                         | 1位・早瀬ひとみ 2位・井田國彦           | 六平直政           |
| 465                | 6月28日            | 井田國彦、梅垣義明、榊原るみ、早瀬ひとみ                         | 1位・早瀬ひとみ 2位・井田國彦           | 六平直政           |
| 466                | 6月29日            | 井田國彦、早瀬ひとみ、藤田三保子、六平直政                       |                                         | 六平直政           |
| 467                | 7月2日             | 志水季里子、彦摩呂、正木慎也、目黒ひとみ                         | 1位・彦摩呂 2位・目黒ひとみ             | 西寄ひがし         |
| 468                | 7月3日             | 志水季里子、彦摩呂、正木慎也、目黒ひとみ                         | 1位・彦摩呂 2位・目黒ひとみ             | 西寄ひがし         |
| 469                | 7月4日             | 大場久美子、河西健司、笹みどり、西寄ひがし                       | 1位・西寄ひがし 2位・河西健司           | 西寄ひがし         |
| 470                | 7月5日             | 大場久美子、河西健司、笹みどり、西寄ひがし                       | 1位・西寄ひがし 2位・河西健司           | 西寄ひがし         |
| 471                | 7月6日             | 河西健司、西寄ひがし、彦摩呂、目黒ひとみ                         |                                         | 西寄ひがし         |
| 472                | 7月9日             | 愛田健二、中村綾、梨本謙次郎、山辺ユリコ                         | 1位・梨本謙次郎 2位・中村綾             | アツシ             |
| 473                | 7月10日            | 愛田健二、中村綾、梨本謙次郎、山辺ユリコ                         | 1位・梨本謙次郎 2位・中村綾             | アツシ             |
| 474                | 7月11日            | アツシ（ニューロティカ）、堺正幸、美貴じゅん子、MIYAKO           | 1位・アツシ 2位・堺正幸                 | アツシ             |
| 475                | 7月12日            | アツシ（ニューロティカ）、堺正幸、美貴じゅん子、MIYAKO           | 1位・アツシ 2位・堺正幸                 | アツシ             |
| 476                | 7月13日            | アツシ、堺正幸、中村綾、梨本謙次郎                               |                                         | アツシ             |
| 477                | 7月16日            | 中島史恵、藤正樹、丸山ひでみ、水島敏                             | 1位・藤正樹 2位・丸山ひでみ             | 大村正樹           |
| 478                | 7月17日            | 中島史恵、藤正樹、丸山ひでみ、水島敏                             | 1位・藤正樹 2位・丸山ひでみ             | 大村正樹           |
| 479                | 7月18日            | 岩波理恵、大村正樹、中帆登美、野々村真                           | 1位・岩波理恵 2位・大村正樹             | 大村正樹           |
| 480                | 7月19日            | 岩波理恵、大村正樹、中帆登美、野々村真                           | 1位・岩波理恵 2位・大村正樹             | 大村正樹           |
| 481                | 7月20日            | 岩波理恵、大村正樹、藤正樹、丸山ひでみ                           |                                         | 大村正樹           |
| 482                | 7月23日            | 青空キュート、安倍里葎子、美樹克彦、三井ゆり                     | 1位・三井ゆり 2位・青空キュート         | 青空キュート       |
| 483                | 7月24日            | 青空キュート、安倍里葎子、美樹克彦、三井ゆり                     | 1位・三井ゆり 2位・青空キュート         | 青空キュート       |
| 484                | 7月25日            | 青山和子、古閑正美、島田洋八、西尾夕紀                           | 1位・島田洋八 2位・西尾夕紀             | 青空キュート       |
| 485                | 7月26日            | 青山和子、古閑正美、島田洋八、西尾夕紀                           | 1位・島田洋八 2位・西尾夕紀             | 青空キュート       |
| 486                | 7月27日            | 青空キュート、島田洋八、西尾夕紀、三井ゆり                       |                                         | 青空キュート       |
| 487                | 7月30日            | 倉田真由美、冨家規政、ホリベン、舞小雪                           | 1位・倉田真由美 2位・冨家規政           | 里見☆しのぶ        |
| 488                | 7月31日            | 倉田真由美、冨家規政、ホリベン、舞小雪                           | 1位・倉田真由美 2位・冨家規政           | 里見☆しのぶ        |
| 489                | 8月1日             | 里見☆しのぶ、大門三郎、左時枝、山本竜二                          | 1位・里見☆しのぶ 2位・山本竜二          | 里見☆しのぶ        |
| 490                | 8月2日             | 里見☆しのぶ、大門三郎、左時枝、山本竜二                          | 1位・里見☆しのぶ 2位・山本竜二          | 里見☆しのぶ        |
| 491                | 8月3日             | 倉田真由美、里見☆しのぶ、冨家規政、山本竜二                      |                                         | 里見☆しのぶ        |
| 492                | 8月6日             | 扇ひろ子、高原兄、中村由利子、成世昌平                           | 1位・成世昌平 2位・中村由利子           | ラサール石井       |
| 493                | 8月7日             | 扇ひろ子、高原兄、中村由利子、成世昌平                           | 1位・成世昌平 2位・中村由利子           | ラサール石井       |
| 494                | 8月8日             | アントニオ古賀、茅島成美、やしまひろみ、ラサール石井             | 1位・ラサール石井 2位・アントニオ古賀   | ラサール石井       |
| 495                | 8月9日             | アントニオ古賀、茅島成美、やしまひろみ、ラサール石井             | 1位・ラサール石井 2位・アントニオ古賀   | ラサール石井       |
| 496                | 8月10日            | アントニオ古賀、中村由利子、成世昌平、ラサール石井               |                                         | ラサール石井       |
| 497                | 8月13日            | 相島一之、紅晴美、トモ（テツandトモ）、松岡ゆみこ                | 1位・松岡ゆみこ 2位・トモ               | トモ               |
| 498                | 8月14日            | 相島一之、紅晴美、トモ（テツandトモ）、松岡ゆみこ                | 1位・松岡ゆみこ 2位・トモ               | トモ               |
| 499                | 8月15日            | カーニバル三浦、つのだ☆ひろ、水沢アキ、渡辺陽子                  | 1位・つのだ☆ひろ 2位・カーニバル三浦    | トモ               |
| 500                | 8月16日            | カーニバル三浦、つのだ☆ひろ、水沢アキ、渡辺陽子                  | 1位・つのだ☆ひろ 2位・カーニバル三浦    | トモ               |
| 501                | 8月17日            | カーニバル三浦、つのだ☆ひろ、トモ、松岡ゆみこ                    |                                         | トモ               |
| 502                | 8月20日            | 北山みつき、じゅん（じゅん&ネネ）、谷沢健一、レッド吉田（TIM）   | 1位・レッド吉田 2位・北山みつき         | 山口ひろみ         |
| 503                | 8月21日            | 北山みつき、じゅん（じゅん&ネネ）、谷沢健一、レッド吉田（TIM）   | 1位・レッド吉田 2位・北山みつき         | 山口ひろみ         |
| 504                | 8月22日            | 剛たつひと、篠塚建次郎、田嶋陽子、山口ひろみ                     | 1位・山口ひろみ 2位・剛たつひと         | 山口ひろみ         |
| 505                | 8月23日            | 剛たつひと、篠塚建次郎、田嶋陽子、山口ひろみ                     | 1位・山口ひろみ 2位・剛たつひと         | 山口ひろみ         |
| 506                | 8月24日            | 北山みつき、剛たつひと、山口ひろみ、レッド吉田                   |                                         | 山口ひろみ         |
| 510                | 9月3日             | 浅見小四郎、紅ちかこ、津嘉山正種、南條瑞江                       | 1位・浅見小四郎 2位・紅ちかこ           | 隆大介             |
| 511                | 9月4日             | 浅見小四郎、紅ちかこ、津嘉山正種、南條瑞江                       | 1位・浅見小四郎 2位・紅ちかこ           | 隆大介             |
| 512                | 9月5日             | あべ静江、大橋惠子、隆大介、竜雷太                               | 1位・隆大介 2位・竜雷太                 | 隆大介             |
| 513                | 9月6日             | あべ静江、大橋惠子、隆大介、竜雷太                               | 1位・隆大介 2位・竜雷太                 | 隆大介             |
| 514                | 9月7日             | 浅見小四郎、紅ちかこ、隆大介、竜雷太                             |                                         | 隆大介             |
| 515                | 9月10日            | 丘みつ子、ケイ・アンナ、ブラザートム、松田洋治                   | 1位・丘みつ子 2位・松田洋治             | 松田洋治           |
| 516                | 9月11日            | 丘みつ子、ケイ・アンナ、ブラザートム、松田洋治                   | 1位・丘みつ子 2位・松田洋治             | 松田洋治           |
| 517                | 9月12日            | 岡本信人、小松みどり、藤田朋子、渡辺正行                         | 1位・岡本信人 2位・藤田朋子             | 松田洋治           |
| 518                | 9月13日            | 岡本信人、小松みどり、藤田朋子、渡辺正行                         | 1位・岡本信人 2位・藤田朋子             | 松田洋治           |
| 519                | 9月14日            | 丘みつ子、岡本信人、藤田朋子、松田洋治                           |                                         | 松田洋治           |
| 520                | 9月17日            | 大沢逸美、小金沢昇司、大至、松岡きっこ                           | 1位・大沢逸美 2位・大至                 | 大沢逸美           |
| 521                | 9月18日            | 大沢逸美、小金沢昇司、大至、松岡きっこ                           | 1位・大沢逸美 2位・大至                 | 大沢逸美           |
| 522                | 9月19日            | あいざき進也、荒木由美子、仲野元子、ユリオカ超特Q                | 1位・あいざき進也 2位・ユリオカ超特Q    | 大沢逸美           |
| 523                | 9月20日            | あいざき進也、荒木由美子、仲野元子、ユリオカ超特Q                | 1位・あいざき進也 2位・ユリオカ超特Q    | 大沢逸美           |
| 524                | 9月21日            | あいざき進也、大沢逸美、大至、ユリオカ超特Q                      |                                         | 大沢逸美           |
| 525                | 9月24日            | 大信田礼子、神田陽子、酒井くにお、Mr.マリック                    | 1位・大信田礼子 2位・Mr.マリック        | 梶原しげる         |
| 526                | 9月25日            | 大信田礼子、神田陽子、酒井くにお、Mr.マリック                    | 1位・大信田礼子 2位・Mr.マリック        | 梶原しげる         |
| 527                | 9月26日            | 阿川泰子、梶原しげる、酒井とおる、しのへけい子                   | 1位・梶原しげる 2位・しのへけい子       | 梶原しげる         |
| 528                | 9月27日            | 阿川泰子、梶原しげる、酒井とおる、しのへけい子                   | 1位・梶原しげる 2位・しのへけい子       | 梶原しげる         |
| 529                | 9月28日            | 大信田礼子、梶原しげる、しのへけい子、Mr.マリック                |                                         | 梶原しげる         |
| 530                | 10月1日            | 岡野あつこ、唐沢民賢、剛（中川家）、畑中葉子                     | 1位・剛 2位・畑中葉子                   | 畑中葉子           |
| 531                | 10月2日            | 岡野あつこ、唐沢民賢、剛（中川家）、畑中葉子                     | 1位・剛 2位・畑中葉子                   | 畑中葉子           |
| 532                | 10月3日            | 木下結子、ジェリー藤尾、冨永みーな、本並健治                     | 1位・冨永みーな 2位・木下結子           | 畑中葉子           |
| 533                | 10月4日            | 木下結子、ジェリー藤尾、冨永みーな、本並健治                     | 1位・冨永みーな 2位・木下結子           | 畑中葉子           |
| 534                | 10月5日            | 木下結子、剛、冨永みーな、畑中葉子                               |                                         | 畑中葉子           |
| 535                | 10月8日            | 池上季実子、桂雀々、谷隼人、森口博子                             | 1位・森口博子 2位・池上季実子           | 斉藤とも子         |
| 536                | 10月9日            | 池上季実子、桂雀々、谷隼人、森口博子                             | 1位・森口博子 2位・池上季実子           | 斉藤とも子         |
| 537                | 10月10日           | 小田啓義、川﨑麻世、斉藤とも子、西村知美                         | 1位・斉藤とも子 2位・西村知美           | 斉藤とも子         |
| 538                | 10月11日           | 小田啓義、川﨑麻世、斉藤とも子、西村知美                         | 1位・斉藤とも子 2位・西村知美           | 斉藤とも子         |
| 539                | 10月12日           | 池上季実子、斉藤とも子、西村知美、森口博子                       |                                         | 斉藤とも子         |
| 540                | 10月15日           | 倉石功、中原果南、宮路オサム、村上理子                           | 1位・村上理子 2位・倉石功               | 倉石功             |
| 541                | 10月16日           | 倉石功、中原果南、宮路オサム、村上理子                           | 1位・村上理子 2位・倉石功               | 倉石功             |
| 542                | 10月17日           | 井上都、大石吾朗、水町レイコ、村上ショージ                       | 1位・大石吾朗 2位・村上ショージ         | 倉石功             |
| 543                | 10月18日           | 井上都、大石吾朗、水町レイコ、村上ショージ                       | 1位・大石吾朗 2位・村上ショージ         | 倉石功             |
| 544                | 10月19日           | 大石吾朗、倉石功、村上ショージ、村上理子                         |                                         | 倉石功             |
| 545                | 10月22日           | 朝倉伸二、小牧ユカ、藤川真千子、真島茂樹                         | 1位・小牧ユカ 2位・朝倉伸二             | みわ優子           |
| 546                | 10月23日           | 朝倉伸二、小牧ユカ、藤川真千子、真島茂樹                         | 1位・小牧ユカ 2位・朝倉伸二             | みわ優子           |
| 547                | 10月24日           | 国生さゆり、鶴岡雅義、不破万作、みわ優子                         | 1位・鶴岡雅義 2位・みわ優子             | みわ優子           |
| 548                | 10月25日           | 国生さゆり、鶴岡雅義、不破万作、みわ優子                         | 1位・鶴岡雅義 2位・みわ優子             | みわ優子           |
| 549                | 10月26日           | 朝倉伸二、小牧ユカ、鶴岡雅義、みわ優子                           |                                         | みわ優子           |
| 550                | 10月29日           | 岡まゆみ、西方裕之、間寛平、林寛子                               | 1位・岡まゆみ 2位・林寛子               | 立川談笑           |
| 551                | 10月30日           | 岡まゆみ、西方裕之、間寛平、林寛子                               | 1位・岡まゆみ 2位・林寛子               | 立川談笑           |
| 552                | 10月31日           | 小沢象、立川談笑、春やすこ、緑川アコ                             | 1位・立川談笑 2位・春やすこ             | 立川談笑           |
| 553                | 11月1日            | 小沢象、立川談笑、春やすこ、緑川アコ                             | 1位・立川談笑 2位・春やすこ             | 立川談笑           |
| 554                | 11月2日            | 岡まゆみ、立川談笑、林寛子、春やすこ                             |                                         | 立川談笑           |
| 555                | 11月5日            | 大島さと子、木下隆行（TKO）、仲雅美、橋本志穂                    | 1位・橋本志穂 2位・大島さと子           | 橋本志穂           |
| 556                | 11月6日            | 大島さと子、木下隆行（TKO）、仲雅美、橋本志穂                    | 1位・橋本志穂 2位・大島さと子           | 橋本志穂           |
| 557                | 11月7日            | いっこく堂、小沢真珠、榊原るみ、原田大二郎                       | 1位・いっこく堂 2位・原田大二郎         | 橋本志穂           |
| 558                | 11月8日            | いっこく堂、小沢真珠、榊原るみ、原田大二郎                       | 1位・いっこく堂 2位・原田大二郎         | 橋本志穂           |
| 559                | 11月9日            | いっこく堂、大島さと子、橋本志穂、原田大二郎                     |                                         | 橋本志穂           |
| 560                | 11月12日           | 氏神一番、江藤博利、北原ミレイ、マリアン                         | 1位・氏神一番 2位・江藤博利             | ピーター           |
| 561                | 11月13日           | 氏神一番、江藤博利、北原ミレイ、マリアン                         | 1位・氏神一番 2位・江藤博利             | ピーター           |
| 562                | 11月14日           | 小桜京子、JAGUAR、天龍源一郎、ピーター                           | 1位・ピーター 2位・小桜京子             | ピーター           |
| 563                | 11月15日           | 小桜京子、JAGUAR、天龍源一郎、ピーター                           | 1位・ピーター 2位・小桜京子             | ピーター           |
| 564                | 11月16日           | 氏神一番、江藤博利、小桜京子、ピーター                           |                                         | ピーター           |
| 565                | 11月19日           | 井上高志、多岐川舞子、中島はるみ、ノブ（ノブ&フッキー）          | 1位・中島はるみ 2位・多岐川舞子         | 多岐川舞子         |
| 566                | 11月20日           | 井上高志、多岐川舞子、中島はるみ、ノブ（ノブ&フッキー）          | 1位・中島はるみ 2位・多岐川舞子         | 多岐川舞子         |
| 567                | 11月21日           | あいはら友子、秋川リサ、真矢、貴闘力                             | 1位・貴闘力 2位・秋川リサ               | 多岐川舞子         |
| 568                | 11月22日           | あいはら友子、秋川リサ、真矢、貴闘力                             | 1位・貴闘力 2位・秋川リサ               | 多岐川舞子         |
| 569                | 11月23日           | 秋川リサ、貴闘力、多岐川舞子、中島はるみ                         |                                         | 多岐川舞子         |
| 570                | 11月26日           | 団長安田（安田大サーカス）、中田博久、林マヤ、真木柚布子         | 1位・団長安田 2位・真木柚布子           | 団長安田           |
| 571                | 11月27日           | 団長安田（安田大サーカス）、中田博久、林マヤ、真木柚布子         | 1位・団長安田 2位・真木柚布子           | 団長安田           |
| 572                | 11月28日           | 礒貝洋光、新田恵利、フッキー（ノブ&フッキー）、若原瞳            | 1位・新田恵利 2位・若原瞳               | 団長安田           |
| 573                | 11月29日           | 礒貝洋光、新田恵利、フッキー（ノブ&フッキー）、若原瞳            | 1位・新田恵利 2位・若原瞳               | 団長安田           |
| 574                | 11月30日           | 団長安田、新田恵利、真木柚布子、若原瞳                           |                                         | 団長安田           |
| 575                | 12月3日            | 佐野圭亮、姿月あさと、ダンカン、渡辺友子                         | 1位・佐野圭亮 2位・ダンカン             | 佐野圭亮           |
| 576                | 12月4日            | 佐野圭亮、姿月あさと、ダンカン、渡辺友子                         | 1位・佐野圭亮 2位・ダンカン             | 佐野圭亮           |
| 577                | 12月5日            | 堺すすむ、服部真湖、マック鈴木、三笠優子                         | 1位・堺すすむ 2位・マック鈴木           | 佐野圭亮           |
| 578                | 12月6日            | 堺すすむ、服部真湖、マック鈴木、三笠優子                         | 1位・堺すすむ 2位・マック鈴木           | 佐野圭亮           |
| 579                | 12月7日            | 堺すすむ、佐野圭亮、ダンカン、マック鈴木                         |                                         | 佐野圭亮           |
| 580                | 12月10日           | かとうれいこ、島津悦子、山口君（コント山口君と竹田君）、湯原昌幸 | 1位・島津悦子 2位・山口君               | モト冬樹           |
| 581                | 12月11日           | かとうれいこ、島津悦子、山口君（コント山口君と竹田君）、湯原昌幸 | 1位・島津悦子 2位・山口君               | モト冬樹           |
| 582                | 12月12日           | ふとがね金太、牧野美千子、モト冬樹、山本みどり                   | 1位・ふとがね金太 2位・モト冬樹         | モト冬樹           |
| 583                | 12月13日           | ふとがね金太、牧野美千子、モト冬樹、山本みどり                   | 1位・ふとがね金太 2位・モト冬樹         | モト冬樹           |
| 584                | 12月14日           | 島津悦子、ふとがね金太、モト冬樹、山口君                         |                                         | モト冬樹           |
| 585                | 12月17日           | 栗田貫一、比企理恵、見栄晴、佑希梨奈                             | 1位・比企理恵 2位・見栄晴               | 見栄晴             |
| 586                | 12月18日           | 栗田貫一、比企理恵、見栄晴、佑希梨奈                             | 1位・比企理恵 2位・見栄晴               | 見栄晴             |
| 587                | 12月19日           | 田中律子、津山登志子、ビューティーこくぶ、ゆうき哲也             | 1位・田中律子 2位・ビューティーこくぶ   | 見栄晴             |
| 588                | 12月20日           | 田中律子、津山登志子、ビューティーこくぶ、ゆうき哲也             | 1位・田中律子 2位・ビューティーこくぶ   | 見栄晴             |
| 589                | 12月21日           | 田中律子、比企理恵、ビューティーこくぶ、見栄晴                   |                                         | 見栄晴             |
| 590                | 12月24日           | 岡安弥生、北野まち子、須間一也、角盈男                           | 1位・岡安弥生 2位・須間一也             | 須間一也           |
| 591                | 12月25日           | 岡安弥生、北野まち子、須間一也、角盈男                           | 1位・岡安弥生 2位・須間一也             | 須間一也           |
| 592                | 12月26日           | 石黒彩、岡たつや、早瀬久美、槙原寛己                             | 1位・槙原寛己 2位・石黒彩               | 須間一也           |
| 593                | 12月27日           | 石黒彩、岡たつや、早瀬久美、槙原寛己                             | 1位・槙原寛己 2位・石黒彩               | 須間一也           |
| 594                | 12月28日           | 石黒彩、岡安弥生、須間一也、槙原寛己                             |                                         | 須間一也           |

#### 2019年
| 2019年（平成31年/令和元年） | 2019年（平成31年/令和元年） | 2019年（平成31年/令和元年）                                            | 2019年（平成31年/令和元年）           | 2019年（平成31年/令和元年） |
| 回                          | 放送日                      | パネラー                                                               | 上位2名（1位のパネラーは脳ベル賞）    | 週間チャンピオン            |
| --------------------------- | --------------------------- | ---------------------------------------------------------------------- | ------------------------------------- | --------------------------- |
| 595                         | 1月7日                      | 小林綾子、佐野稔、辻よしなり、マダム路子                               | 1位・佐野稔 2位・小林綾子             | 佐藤正宏                    |
| 596                         | 1月8日                      | 小林綾子、佐野稔、辻よしなり、マダム路子                               | 1位・佐野稔 2位・小林綾子             | 佐藤正宏                    |
| 597                         | 1月9日                      | 佐藤正宏、玉利かおる、藤野とし恵、渕正信                               | 1位・佐藤正宏 2位・渕正信             | 佐藤正宏                    |
| 598                         | 1月10日                     | 佐藤正宏、玉利かおる、藤野とし恵、渕正信                               | 1位・佐藤正宏 2位・渕正信             | 佐藤正宏                    |
| 599                         | 1月11日                     | 小林綾子、佐藤正宏、佐野稔、渕正信                                     |                                       | 佐藤正宏                    |
| 600                         | 1月14日                     | 伊東孝明、谷しげる、中山エミリ、速水典子                               | 1位・速水典子 2位・谷しげる           | 宮川一朗太                  |
| 601                         | 1月15日                     | 伊東孝明、谷しげる、中山エミリ、速水典子                               | 1位・速水典子 2位・谷しげる           | 宮川一朗太                  |
| 602                         | 1月16日                     | ENRIQUE、大竹七未、早苗ネネ（じゅん&ネネ）、宮川一朗太                 | 1位・宮川一朗太 2位・ENRIQUE          | 宮川一朗太                  |
| 603                         | 1月17日                     | ENRIQUE、大竹七未、早苗ネネ（じゅん&ネネ）、宮川一朗太                 | 1位・宮川一朗太 2位・ENRIQUE          | 宮川一朗太                  |
| 604                         | 1月18日                     | ENRIQUE、谷しげる、速水典子、宮川一朗太                                |                                       | 宮川一朗太                  |
| 605                         | 1月21日                     | 天宮良、近藤雄介、竹内都子（ピンクの電話）、水谷ケイ                   | 1位・近藤雄介 2位・竹内都子           | 近藤雄介                    |
| 606                         | 1月22日                     | 天宮良、近藤雄介、竹内都子（ピンクの電話）、水谷ケイ                   | 1位・近藤雄介 2位・竹内都子           | 近藤雄介                    |
| 607                         | 1月23日                     | 岡安泰樹、白都真理、南部虎弾、ブル中野                                 | 1位・岡安泰樹 2位・白都真理           | 近藤雄介                    |
| 608                         | 1月24日                     | 岡安泰樹、白都真理、南部虎弾、ブル中野                                 | 1位・岡安泰樹 2位・白都真理           | 近藤雄介                    |
| 609                         | 1月25日                     | 岡安泰樹、近藤雄介、白都真理、竹内都子                                 |                                       | 近藤雄介                    |
| 615                         | 2月4日                      | 池谷幸雄、松野明美、山本博、ヨーコ ゼッターランド                      | 1位・池谷幸雄 2位・山本博             | 池谷幸雄                    |
| 616                         | 2月5日                      | 池谷幸雄、松野明美、山本博、ヨーコ ゼッターランド                      | 1位・池谷幸雄 2位・山本博             | 池谷幸雄                    |
| 617                         | 2月6日                      | 松鶴家千とせ、中島ゆたか、星光子、松井誠                               | 1位・星光子 2位・松井誠               | 池谷幸雄                    |
| 618                         | 2月7日                      | 松鶴家千とせ、中島ゆたか、星光子、松井誠                               | 1位・星光子 2位・松井誠               | 池谷幸雄                    |
| 619                         | 2月8日                      | 池谷幸雄、星光子、松井誠、山本博                                       |                                       | 池谷幸雄                    |
| 620                         | 2月11日                     | 岩本公水、大木凡人、岡本知高、瀬川瑛子                                 | 1位・岡本知高 2位・岩本公水           | 岩本公水                    |
| 621                         | 2月12日                     | 岩本公水、大木凡人、岡本知高、瀬川瑛子                                 | 1位・岡本知高 2位・岩本公水           | 岩本公水                    |
| 622                         | 2月13日                     | 尾台あけみ、風見しんご、きゃんひとみ、徳光和夫                         | 1位・風見しんご 2位・徳光和夫         | 岩本公水                    |
| 623                         | 2月14日                     | 尾台あけみ、風見しんご、きゃんひとみ、徳光和夫                         | 1位・風見しんご 2位・徳光和夫         | 岩本公水                    |
| 624                         | 2月15日                     | 岩本公水、岡本知高、風見しんご、徳光和夫                               |                                       | 岩本公水                    |
| 625                         | 2月18日                     | 川相昌弘、竹田君（コント山口君と竹田君）、千愛、長崎宏子               | 1位・長崎宏子 2位・千愛               | 千愛                        |
| 626                         | 2月19日                     | 川相昌弘、竹田君（コント山口君と竹田君）、千愛、長崎宏子               | 1位・長崎宏子 2位・千愛               | 千愛                        |
| 627                         | 2月20日                     | アジャコング、勝恵子、なべやかん、錦野旦                               | 1位・なべやかん 2位・勝恵子           | 千愛                        |
| 628                         | 2月21日                     | アジャコング、勝恵子、なべやかん、錦野旦                               | 1位・なべやかん 2位・勝恵子           | 千愛                        |
| 629                         | 2月22日                     | 勝恵子、千愛、長崎宏子、なべやかん                                     |                                       | 千愛                        |
| 630                         | 2月25日                     | 安達有里、ハチミツ二郎（東京ダイナマイト）、藤原喜明、松尾紀子         | 1位・ハチミツ二郎 2位・安達有里       | 金原亭世之介                |
| 631                         | 2月26日                     | 安達有里、ハチミツ二郎（東京ダイナマイト）、藤原喜明、松尾紀子         | 1位・ハチミツ二郎 2位・安達有里       | 金原亭世之介                |
| 632                         | 2月27日                     | 春日宏美、片岡五郎、金原亭世之介、杉浦幸                               | 1位・春日宏美 2位・金原亭世之介       | 金原亭世之介                |
| 633                         | 2月28日                     | 春日宏美、片岡五郎、金原亭世之介、杉浦幸                               | 1位・春日宏美 2位・金原亭世之介       | 金原亭世之介                |
| 634                         | 3月1日                      | 安達有里、春日宏美、金原亭世之介、ハチミツ二郎                         |                                       | 金原亭世之介                |
| 635                         | 3月4日                      | 大間ジロー、早川絵美、真壁刀義、森若里子                               | 1位・早川絵美 2位・森若里子           | キューティー鈴木            |
| 636                         | 3月5日                      | 大間ジロー、早川絵美、真壁刀義、森若里子                               | 1位・早川絵美 2位・森若里子           | キューティー鈴木            |
| 637                         | 3月6日                      | 緒方賢一、キューティー鈴木、長谷直美、渡辺徹                           | 1位・長谷直美 2位・キューティー鈴木   | キューティー鈴木            |
| 638                         | 3月7日                      | 緒方賢一、キューティー鈴木、長谷直美、渡辺徹                           | 1位・長谷直美 2位・キューティー鈴木   | キューティー鈴木            |
| 639                         | 3月8日                      | キューティー鈴木、長谷直美、早川絵美、森若里子                         |                                       | キューティー鈴木            |
| 640                         | 3月11日                     | 小沢一敬（スピードワゴン）、沢田亜矢子、山本ゆかり、ヨネスケ           | 1位・小沢一敬 2位・沢田亜矢子         | 小沢一敬                    |
| 641                         | 3月12日                     | 小沢一敬（スピードワゴン）、沢田亜矢子、山本ゆかり、ヨネスケ           | 1位・小沢一敬 2位・沢田亜矢子         | 小沢一敬                    |
| 642                         | 3月13日                     | 丘みつ子、小橋建太、野々村真、光浦靖子                                 | 1位・野々村真 2位・光浦靖子           | 小沢一敬                    |
| 643                         | 3月14日                     | 丘みつ子、小橋建太、野々村真、光浦靖子                                 | 1位・野々村真 2位・光浦靖子           | 小沢一敬                    |
| 644                         | 3月15日                     | 小沢一敬、沢田亜矢子、野々村真、光浦靖子                               |                                       | 小沢一敬                    |
| 645                         | 3月18日                     | 梅田智子、さとう珠緒、住田隆、宮脇健                                   | 1位・さとう珠緒 2位・住田隆           | 住田隆                      |
| 646                         | 3月19日                     | 梅田智子、さとう珠緒、住田隆、宮脇健                                   | 1位・さとう珠緒 2位・住田隆           | 住田隆                      |
| 647                         | 3月20日                     | 角川博、棚橋弘至、渚あき、渡部絵美                                     | 1位・渡部絵美 2位・渚あき             | 住田隆                      |
| 648                         | 3月21日                     | 角川博、棚橋弘至、渚あき、渡部絵美                                     | 1位・渡部絵美 2位・渚あき             | 住田隆                      |
| 649                         | 3月22日                     | さとう珠緒、住田隆、渚あき、渡部絵美                                   |                                       | 住田隆                      |
| 650                         | 3月25日                     | 赤松芳朋、筒井巧、床嶋佳子、畑中葉子                                   | 1位・床嶋佳子 2位・筒井巧             | 渋谷天外                    |
| 651                         | 3月26日                     | 赤松芳朋、筒井巧、床嶋佳子、畑中葉子                                   | 1位・床嶋佳子 2位・筒井巧             | 渋谷天外                    |
| 652                         | 3月27日                     | 桑名晴子、小錦八十吉、渋谷天外、松本典子                               | 1位・松本典子 2位・渋谷天外           | 渋谷天外                    |
| 653                         | 3月28日                     | 桑名晴子、小錦八十吉、渋谷天外、松本典子                               | 1位・松本典子 2位・渋谷天外           | 渋谷天外                    |
| 654                         | 3月29日                     | 渋谷天外、筒井巧、床嶋佳子、松本典子                                   |                                       | 渋谷天外                    |
| 655                         | 4月1日                      | 赤ペン瀧川、ウイリー沖山、尾崎魔弓、中尾ミエ                           | 1位・赤ペン瀧川 2位・尾崎魔弓         | 葛城ユキ                    |
| 656                         | 4月2日                      | 赤ペン瀧川、ウイリー沖山、尾崎魔弓、中尾ミエ                           | 1位・赤ペン瀧川 2位・尾崎魔弓         | 葛城ユキ                    |
| 657                         | 4月3日                      | 泉谷しげる、片岡亀蔵、葛城ユキ、櫻井淳子                               | 1位・葛城ユキ 2位・片岡亀蔵           | 葛城ユキ                    |
| 658                         | 4月4日                      | 泉谷しげる、片岡亀蔵、葛城ユキ、櫻井淳子                               | 1位・葛城ユキ 2位・片岡亀蔵           | 葛城ユキ                    |
| 659                         | 4月5日                      | 赤ペン瀧川、尾崎魔弓、片岡亀蔵、葛城ユキ                               |                                       | 葛城ユキ                    |
| 660                         | 4月8日                      | 河合雪之丞、西島三重子、濱田のり子、渡辺裕之                           | 1位・西島三重子 2位・河合雪之丞       | 河合雪之丞                  |
| 661                         | 4月9日                      | 河合雪之丞、西島三重子、濱田のり子、渡辺裕之                           | 1位・西島三重子 2位・河合雪之丞       | 河合雪之丞                  |
| 662                         | 4月10日                     | 大森隆志、桑田靖子、林るり子、三ツ木清隆                               | 1位・三ツ木清隆 2位・桑田靖子         | 河合雪之丞                  |
| 663                         | 4月11日                     | 大森隆志、桑田靖子、林るり子、三ツ木清隆                               | 1位・三ツ木清隆 2位・桑田靖子         | 河合雪之丞                  |
| 664                         | 4月12日                     | 河合雪之丞、桑田靖子、西島三重子、三ツ木清隆                           |                                       | 河合雪之丞                  |
| 665                         | 4月15日                     | 金児憲史、パッパラー河合、みといせい子、山下直子                       | 1位・パッパラー河合 2位・みといせい子 | パッパラー河合              |
| 666                         | 4月16日                     | 金児憲史、パッパラー河合、みといせい子、山下直子                       | 1位・パッパラー河合 2位・みといせい子 | パッパラー河合              |
| 667                         | 4月17日                     | たいらいさお、花島皆子、本田泰人、水沢アキ                             | 1位・たいらいさお 2位・本田泰人       | パッパラー河合              |
| 668                         | 4月18日                     | たいらいさお、花島皆子、本田泰人、水沢アキ                             | 1位・たいらいさお 2位・本田泰人       | パッパラー河合              |
| 669                         | 4月19日                     | たいらいさお、パッパラー河合、本田泰人、みといせい子                   |                                       | パッパラー河合              |
| 670                         | 4月22日                     | 飯田覚士、古都清乃、ほいけんた、松岡きっこ                             | 1位・飯田覚士 2位・ほいけんた         | 小野恵子                    |
| 671                         | 4月23日                     | 飯田覚士、古都清乃、ほいけんた、松岡きっこ                             | 1位・飯田覚士 2位・ほいけんた         | 小野恵子                    |
| 672                         | 4月24日                     | 井上聡（次長課長）、小野恵子、芹洋子、日高てん（チャーリーカンパニー） | 1位・井上聡 2位・小野恵子             | 小野恵子                    |
| 673                         | 4月25日                     | 井上聡（次長課長）、小野恵子、芹洋子、日高てん（チャーリーカンパニー） | 1位・井上聡 2位・小野恵子             | 小野恵子                    |
| 674                         | 4月26日                     | 飯田覚士、井上聡、小野恵子、ほいけんた                                 |                                       | 小野恵子                    |
| 675                         | 4月29日                     | 桂文治、川内天子、長井みつる、星ようこ                                 | 1位・桂文治 2位・川内天子             | 合田雅吏                    |
| 676                         | 4月30日                     | 桂文治、川内天子、長井みつる、星ようこ                                 | 1位・桂文治 2位・川内天子             | 合田雅吏                    |
| 677                         | 5月1日                      | 石原詢子、合田雅吏、田中健、藤田弓子                                   | 1位・石原詢子 2位・合田雅吏           | 合田雅吏                    |
| 678                         | 5月2日                      | 石原詢子、合田雅吏、田中健、藤田弓子                                   | 1位・石原詢子 2位・合田雅吏           | 合田雅吏                    |
| 679                         | 5月3日                      | 石原詢子、桂文治、川内天子、合田雅吏                                   |                                       | 合田雅吏                    |
| 680                         | 5月6日                      | 今村良樹、大下八郎、さこみちよ、豊田真奈美                             | 1位・今村良樹 2位・さこみちよ         | 今村良樹                    |
| 681                         | 5月7日                      | 今村良樹、大下八郎、さこみちよ、豊田真奈美                             | 1位・今村良樹 2位・さこみちよ         | 今村良樹                    |
| 682                         | 5月8日                      | 青木美保、黒田福美、ぼんちおさむ、和田静男                             | 1位・青木美保 2位・黒田福美           | 今村良樹                    |
| 683                         | 5月9日                      | 青木美保、黒田福美、ぼんちおさむ、和田静男                             | 1位・青木美保 2位・黒田福美           | 今村良樹                    |
| 684                         | 5月10日                     | 青木美保、今村良樹、黒田福美、さこみちよ                               |                                       | 今村良樹                    |
| 685                         | 5月13日                     | 相原愛、東てる美、野村将希、湯江タケユキ                               | 1位・野村将希 2位・相原愛             | 西村知美                    |
| 686                         | 5月14日                     | 相原愛、東てる美、野村将希、湯江タケユキ                               | 1位・野村将希 2位・相原愛             | 西村知美                    |
| 687                         | 5月15日                     | 大瀬康一、西村知美、ピース（ゆーとぴあ）、柳家小菊                     | 1位・柳家小菊 2位・西村知美           | 西村知美                    |
| 688                         | 5月16日                     | 大瀬康一、西村知美、ピース（ゆーとぴあ）、柳家小菊                     | 1位・柳家小菊 2位・西村知美           | 西村知美                    |
| 689                         | 5月17日                     | 相原愛、西村知美、野村将希、柳家小菊                                   |                                       | 西村知美                    |
| 690                         | 5月20日                     | 氏神一番、木之元亮、水田竜子、山田美保子                               | 1位・水田竜子 2位・木之元亮           | 村口史子                    |
| 691                         | 5月21日                     | 氏神一番、木之元亮、水田竜子、山田美保子                               | 1位・水田竜子 2位・木之元亮           | 村口史子                    |
| 692                         | 5月22日                     | 千堂あきほ、藤原浩、ホープ師匠（ゆーとぴあ）、村口史子                 | 1位・千堂あきほ 2位・村口史子         | 村口史子                    |
| 693                         | 5月23日                     | 千堂あきほ、藤原浩、ホープ師匠（ゆーとぴあ）、村口史子                 | 1位・千堂あきほ 2位・村口史子         | 村口史子                    |
| 694                         | 5月24日                     | 木之元亮、千堂あきほ、水田竜子、村口史子                               |                                       | 村口史子                    |
| 695                         | 5月27日                     | 岡元あつこ、桂右團治、冨家規政、ラッキィ池田                           | 1位・桂右團治 2位・岡元あつこ         | 桂右團治                    |
| 696                         | 5月28日                     | 岡元あつこ、桂右團治、冨家規政、ラッキィ池田                           | 1位・桂右團治 2位・岡元あつこ         | 桂右團治                    |
| 697                         | 5月29日                     | 入絵加奈子、小倉久寛、汐美真帆、武蔵                                   | 1位・小倉久寛 2位・汐美真帆           | 桂右團治                    |
| 698                         | 5月30日                     | 入絵加奈子、小倉久寛、汐美真帆、武蔵                                   | 1位・小倉久寛 2位・汐美真帆           | 桂右團治                    |
| 699                         | 5月31日                     | 岡元あつこ、小倉久寛、桂右團治、汐美真帆                               |                                       | 桂右團治                    |
| 700                         | 6月3日                      | デビル雅美、永田耕一、奈美悦子、平井善之（アメリカザリガニ）           | 1位・デビル雅美 2位・平井善之         | 松田賢二                    |
| 701                         | 6月4日                      | デビル雅美、永田耕一、奈美悦子、平井善之（アメリカザリガニ）           | 1位・デビル雅美 2位・平井善之         | 松田賢二                    |
| 702                         | 6月5日                      | 門倉有希、立川ぜん馬、寺田理恵子、松田賢二                             | 1位・立川ぜん馬 2位・松田賢二         | 松田賢二                    |
| 703                         | 6月6日                      | 門倉有希、立川ぜん馬、寺田理恵子、松田賢二                             | 1位・立川ぜん馬 2位・松田賢二         | 松田賢二                    |
| 704                         | 6月7日                      | 立川ぜん馬、デビル雅美、平井善之、松田賢二                             |                                       | 松田賢二                    |
| 708                         | 6月17日                     | 相原勇、さいたまんぞう、杉村暁、前田治                                 | 1位・相原勇 2位・さいたまんぞう       | Sister MAYO                 |
| 709                         | 6月18日                     | 相原勇、さいたまんぞう、杉村暁、前田治                                 | 1位・相原勇 2位・さいたまんぞう       | Sister MAYO                 |
| 710                         | 6月19日                     | 小田井涼平（純烈）、Sister MAYO、島田洋八、山咲千里                    | 1位・Sister MAYO 2位・山咲千里        | Sister MAYO                 |
| 711                         | 6月20日                     | 小田井涼平（純烈）、Sister MAYO、島田洋八、山咲千里                    | 1位・Sister MAYO 2位・山咲千里        | Sister MAYO                 |
| 712                         | 6月21日                     | 相原勇、さいたまんぞう、Sister MAYO、山咲千里                          |                                       | Sister MAYO                 |
| 713                         | 6月24日                     | 伊藤かずえ、川端槇二、柴田晴代、たかはしごう                           | 1位・川端槇二 2位・たかはしごう       | たかはしごう                |
| 714                         | 6月25日                     | 伊藤かずえ、川端槇二、柴田晴代、たかはしごう                           | 1位・川端槇二 2位・たかはしごう       | たかはしごう                |
| 715                         | 6月26日                     | 鏡五郎、剛（中川家）、菜月ひとみ、マッハ文朱                           | 1位・マッハ文朱 2位・剛               | たかはしごう                |
| 716                         | 6月27日                     | 鏡五郎、剛（中川家）、菜月ひとみ、マッハ文朱                           | 1位・マッハ文朱 2位・剛               | たかはしごう                |
| 717                         | 6月28日                     | 川端槇二、たかはしごう、剛、マッハ文朱                                 |                                       | たかはしごう                |
| 718                         | 7月1日                      | イジリー岡田、後藤ルミ子、寺泉憲、渡辺めぐみ                           | 1位・イジリー岡田 2位・後藤ルミ子     | 岡まゆみ                    |
| 719                         | 7月2日                      | イジリー岡田、後藤ルミ子、寺泉憲、渡辺めぐみ                           | 1位・イジリー岡田 2位・後藤ルミ子     | 岡まゆみ                    |
| 720                         | 7月3日                      | 岡まゆみ、小原初美、木下隆行（TKO）、KINYA                             | 1位・小原初美 2位・岡まゆみ           | 岡まゆみ                    |
| 721                         | 7月4日                      | 岡まゆみ、小原初美、木下隆行（TKO）、KINYA                             | 1位・小原初美 2位・岡まゆみ           | 岡まゆみ                    |
| 722                         | 7月5日                      | イジリー岡田、岡まゆみ、小原初美、後藤ルミ子                           |                                       | 岡まゆみ                    |
| 723                         | 7月8日                      | 青山和子、神谷明、五嶋りさ、柳家三三                                   | 1位・神谷明 2位・青山和子             | 田辺一乃                    |
| 724                         | 7月9日                      | 青山和子、神谷明、五嶋りさ、柳家三三                                   | 1位・神谷明 2位・青山和子             | 田辺一乃                    |
| 725                         | 7月10日                     | 大石まどか、川崎憲次郎、田辺一乃、柳沢超                               | 1位・田辺一乃 2位・柳沢超             | 田辺一乃                    |
| 726                         | 7月11日                     | 大石まどか、川崎憲次郎、田辺一乃、柳沢超                               | 1位・田辺一乃 2位・柳沢超             | 田辺一乃                    |
| 727                         | 7月12日                     | 青山和子、神谷明、田辺一乃、柳沢超                                     |                                       | 田辺一乃                    |
| 728                         | 7月15日                     | 扇ひろ子、中野浩一、彦摩呂、水沢有美                                   | 1位・扇ひろ子 2位・中野浩一           | 松村雄基                    |
| 729                         | 7月16日                     | 扇ひろ子、中野浩一、彦摩呂、水沢有美                                   | 1位・扇ひろ子 2位・中野浩一           | 松村雄基                    |
| 730                         | 7月17日                     | 芦川よしみ、穴井夕子、林与一、松村雄基                                 | 1位・芦川よしみ 2位・松村雄基         | 松村雄基                    |
| 731                         | 7月18日                     | 芦川よしみ、穴井夕子、林与一、松村雄基                                 | 1位・芦川よしみ 2位・松村雄基         | 松村雄基                    |
| 732                         | 7月19日                     | 芦川よしみ、扇ひろ子、中野浩一、松村雄基                               |                                       | 松村雄基                    |
| 733                         | 7月22日                     | 古閑正美、白井貴子、つぶやきシロー、根本りつ子                         | 1位・つぶやきシロー 2位・古閑正美     | 八木裕                      |
| 734                         | 7月23日                     | 古閑正美、白井貴子、つぶやきシロー、根本りつ子                         | 1位・つぶやきシロー 2位・古閑正美     | 八木裕                      |
| 735                         | 7月24日                     | 岩崎ひろし、ナンシー久美、八木裕、山田邦子                             | 1位・八木裕 2位・ナンシー久美         | 八木裕                      |
| 736                         | 7月25日                     | 岩崎ひろし、ナンシー久美、八木裕、山田邦子                             | 1位・八木裕 2位・ナンシー久美         | 八木裕                      |
| 737                         | 7月26日                     | 古閑正美、つぶやきシロー、ナンシー久美、八木裕                         |                                       | 八木裕                      |
| 738                         | 7月29日                     | 真行寺君枝、鈴木壮麻、林家ペー、祭小春                                 | 1位・鈴木壮麻 2位・林家ペー           | 吉川精一                    |
| 739                         | 7月30日                     | 真行寺君枝、鈴木壮麻、林家ペー、祭小春                                 | 1位・鈴木壮麻 2位・林家ペー           | 吉川精一                    |
| 740                         | 7月31日                     | 春風亭一之輔、つちやかおり、マイラ・ケイ、吉川精一                     | 1位・春風亭一之輔 2位・吉川精一       | 吉川精一                    |
| 741                         | 8月1日                      | 春風亭一之輔、つちやかおり、マイラ・ケイ、吉川精一                     | 1位・春風亭一之輔 2位・吉川精一       | 吉川精一                    |
| 742                         | 8月2日                      | 春風亭一之輔、鈴木壮麻、林家ペー、吉川精一                             |                                       | 吉川精一                    |
| 743                         | 8月5日                      | アツシ（ニューロティカ）、小野寺昭、さくら（さくらと一郎）、三宅藤九郎 | 1位・三宅藤九郎 2位・さくら           | 赤座美代子                  |
| 744                         | 8月6日                      | アツシ（ニューロティカ）、小野寺昭、さくら（さくらと一郎）、三宅藤九郎 | 1位・三宅藤九郎 2位・さくら           | 赤座美代子                  |
| 745                         | 8月7日                      | 赤座美代子、大竹修造、はねだえりか、マイケル富岡                       | 1位・はねだえりか 2位・赤座美代子     | 赤座美代子                  |
| 746                         | 8月8日                      | 赤座美代子、大竹修造、はねだえりか、マイケル富岡                       | 1位・はねだえりか 2位・赤座美代子     | 赤座美代子                  |
| 747                         | 8月9日                      | 赤座美代子、さくら、はねだえりか、三宅藤九郎                           |                                       | 赤座美代子                  |
| 748                         | 8月12日                     | 小野花子、高樹澪、つまみ枝豆、鶴久政治                                 | 1位・鶴久政治 2位・高樹澪             | 鶴久政治                    |
| 749                         | 8月13日                     | 小野花子、高樹澪、つまみ枝豆、鶴久政治                                 | 1位・鶴久政治 2位・高樹澪             | 鶴久政治                    |
| 750                         | 8月14日                     | 安倍里葎子、菊田あや子、沢竜二、原田龍二                               | 1位・安倍里葎子 2位・菊田あや子       | 鶴久政治                    |
| 751                         | 8月15日                     | 安倍里葎子、菊田あや子、沢竜二、原田龍二                               | 1位・安倍里葎子 2位・菊田あや子       | 鶴久政治                    |
| 752                         | 8月16日                     | 安倍里葎子、菊田あや子、高樹澪、鶴久政治                               |                                       | 鶴久政治                    |
| 753                         | 8月19日                     | かとうかず子、佐竹雅昭、沢田知可子、真砂京之介                         | 1位・佐竹雅昭 2位・かとうかず子       | 武田久美子                  |
| 754                         | 8月20日                     | かとうかず子、佐竹雅昭、沢田知可子、真砂京之介                         | 1位・佐竹雅昭 2位・かとうかず子       | 武田久美子                  |
| 755                         | 8月21日                     | いまみちともたか、宇佐美恵子、小松政夫、武田久美子                     | 1位・宇佐美恵子 2位・武田久美子       | 武田久美子                  |
| 756                         | 8月22日                     | いまみちともたか、宇佐美恵子、小松政夫、武田久美子                     | 1位・宇佐美恵子 2位・武田久美子       | 武田久美子                  |
| 757                         | 8月23日                     | 宇佐美恵子、かとうかず子、佐竹雅昭、武田久美子                         |                                       | 武田久美子                  |
| 758                         | 8月26日                     | 川﨑麻世、富田京子、山崎千佳代、横内正                                 | 1位・川﨑麻世 2位・山崎千佳代         | 山崎千佳代                  |
| 759                         | 8月27日                     | 川﨑麻世、富田京子、山崎千佳代、横内正                                 | 1位・川﨑麻世 2位・山崎千佳代         | 山崎千佳代                  |
| 760                         | 8月28日                     | 茅島成美、川上麻衣子、千葉和臣、新田純一                               | 1位・川上麻衣子 2位・千葉和臣         | 山崎千佳代                  |
| 761                         | 8月29日                     | 茅島成美、川上麻衣子、千葉和臣、新田純一                               | 1位・川上麻衣子 2位・千葉和臣         | 山崎千佳代                  |
| 762                         | 8月30日                     | 川上麻衣子、川﨑麻世、千葉和臣、山崎千佳代                             |                                       | 山崎千佳代                  |
| 766                         | 9月9日                      | 内海和子、上村香子、中村ゆうじ、竜雷太                                 | 1位・竜雷太 2位・中村ゆうじ           | 神保美喜                    |
| 767                         | 9月10日                     | 内海和子、上村香子、中村ゆうじ、竜雷太                                 | 1位・竜雷太 2位・中村ゆうじ           | 神保美喜                    |
| 768                         | 9月11日                     | 石橋正次、神保美喜、浜畑賢吉、水乃亮                                   | 1位・石橋正次 2位・神保美喜           | 神保美喜                    |
| 769                         | 9月12日                     | 石橋正次、神保美喜、浜畑賢吉、水乃亮                                   | 1位・石橋正次 2位・神保美喜           | 神保美喜                    |
| 770                         | 9月13日                     | 石橋正次、神保美喜、中村ゆうじ、竜雷太                                 |                                       | 神保美喜                    |
| 771                         | 9月16日                     | 大鶴義丹、清水国明、とも（りんともシスターズ）、花井愛子               | 1位・清水国明 2位・花井愛子           | 花井愛子                    |
| 772                         | 9月17日                     | 大鶴義丹、清水国明、とも（りんともシスターズ）、花井愛子               | 1位・清水国明 2位・花井愛子           | 花井愛子                    |
| 773                         | 9月18日                     | 西崎幸広、林寛子、平野雅昭、三門柳                                     | 1位・林寛子 2位・西崎幸広             | 花井愛子                    |
| 774                         | 9月19日                     | 西崎幸広、林寛子、平野雅昭、三門柳                                     | 1位・林寛子 2位・西崎幸広             | 花井愛子                    |
| 775                         | 9月20日                     | 清水国明、西崎幸広、花井愛子、林寛子                                   |                                       | 花井愛子                    |
| 776                         | 9月23日                     | 伊藤克信、さわち美欧、西口久美子、山下洵一郎                           | 1位・伊藤克信 2位・さわち美欧         | 岩井友見                    |
| 777                         | 9月24日                     | 伊藤克信、さわち美欧、西口久美子、山下洵一郎                           | 1位・伊藤克信 2位・さわち美欧         | 岩井友見                    |
| 778                         | 9月25日                     | 岩井友見、小川ローザ、4代目三遊亭金馬、はなわ                          | 1位・岩井友見 2位・4代目三遊亭金馬    | 岩井友見                    |
| 779                         | 9月26日                     | 岩井友見、小川ローザ、4代目三遊亭金馬、はなわ                          | 1位・岩井友見 2位・4代目三遊亭金馬    | 岩井友見                    |
| 780                         | 9月27日                     | 伊藤克信、岩井友見、さわち美欧、4代目三遊亭金馬                        |                                       | 岩井友見                    |
| 781                         | 9月30日                     | 青空球児（青空球児・好児）、桑江知子、中牟田俊男、保科有里             | 1位・保科有里 2位・桑江知子           | 保科有里                    |
| 782                         | 10月1日                     | 青空球児（青空球児・好児）、桑江知子、中牟田俊男、保科有里             | 1位・保科有里 2位・桑江知子           | 保科有里                    |
| 783                         | 10月2日                     | 大橋惠子、岡崎友紀、川原ひろし、つのだ☆ひろ                            | 1位・岡崎友紀 2位・川原ひろし         | 保科有里                    |
| 784                         | 10月3日                     | 大橋惠子、岡崎友紀、川原ひろし、つのだ☆ひろ                            | 1位・岡崎友紀 2位・川原ひろし         | 保科有里                    |
| 785                         | 10月4日                     | 岡崎友紀、川原ひろし、桑江知子、保科有里                               |                                       | 保科有里                    |
| 786                         | 10月7日                     | 井手らっきょ、北原ミレイ、長谷部香苗、御木裕                           | 1位・長谷部香苗 2位・井手らっきょ     | 仁科貴                      |
| 787                         | 10月8日                     | 井手らっきょ、北原ミレイ、長谷部香苗、御木裕                           | 1位・長谷部香苗 2位・井手らっきょ     | 仁科貴                      |
| 788                         | 10月9日                     | 桂竜士、榊原るみ、東海林のり子、仁科貴                                 | 1位・仁科貴 2位・榊原るみ             | 仁科貴                      |
| 789                         | 10月10日                    | 桂竜士、榊原るみ、東海林のり子、仁科貴                                 | 1位・仁科貴 2位・榊原るみ             | 仁科貴                      |
| 790                         | 10月11日                    | 井手らっきょ、榊原るみ、仁科貴、長谷部香苗                             |                                       | 仁科貴                      |
| 791                         | 10月14日                    | 麻乃佳世、岩本恭生、なべおさみ、長谷川かずき                           | 1位・長谷川かずき 2位・麻乃佳世       | 麻乃佳世                    |
| 792                         | 10月15日                    | 麻乃佳世、岩本恭生、なべおさみ、長谷川かずき                           | 1位・長谷川かずき 2位・麻乃佳世       | 麻乃佳世                    |
| 793                         | 10月16日                    | 河田キイチ、白都真理、藤田朋子、藤巻潤                                 | 1位・河田キイチ 2位・藤田朋子         | 麻乃佳世                    |
| 794                         | 10月17日                    | 河田キイチ、白都真理、藤田朋子、藤巻潤                                 | 1位・河田キイチ 2位・藤田朋子         | 麻乃佳世                    |
| 795                         | 10月18日                    | 麻乃佳世、河田キイチ、長谷川かずき、藤田朋子                           |                                       | 麻乃佳世                    |
| 796                         | 10月21日                    | 新井晴み、坂東彌十郎、肥後克広、山田敏代                               | 1位・坂東彌十郎 2位・新井晴み         | 斉藤絵里                    |
| 797                         | 10月22日                    | 新井晴み、坂東彌十郎、肥後克広、山田敏代                               | 1位・坂東彌十郎 2位・新井晴み         | 斉藤絵里                    |
| 798                         | 10月23日                    | 兎本有紀、斉藤絵里、山本寛之、吉満寛人                                 | 1位・斉藤絵里 2位・兎本有紀           | 斉藤絵里                    |
| 799                         | 10月24日                    | 兎本有紀、斉藤絵里、山本寛之、吉満寛人                                 | 1位・斉藤絵里 2位・兎本有紀           | 斉藤絵里                    |
| 800                         | 10月25日                    | 新井晴み、兎本有紀、斉藤絵里、坂東彌十郎                               |                                       | 斉藤絵里                    |
| 801                         | 10月28日                    | 小松みゆき、谷沢健一、りん（りんともシスターズ）、渡洋史               | 1位・小松みゆき 2位・渡洋史           | 小松みゆき                  |
| 802                         | 10月29日                    | 小松みゆき、谷沢健一、りん（りんともシスターズ）、渡洋史               | 1位・小松みゆき 2位・渡洋史           | 小松みゆき                  |
| 803                         | 10月30日                    | 赤塩正樹（H2O）、白石まるみ、蝶野正洋、ロミ・山田                      | 1位・白石まるみ 2位・赤塩正樹         | 小松みゆき                  |
| 804                         | 10月31日                    | 赤塩正樹（H2O）、白石まるみ、蝶野正洋、ロミ・山田                      | 1位・白石まるみ 2位・赤塩正樹         | 小松みゆき                  |
| 805                         | 11月1日                     | 赤塩正樹、小松みゆき、白石まるみ、渡洋史                               |                                       | 小松みゆき                  |
| 806                         | 11月4日                     | 大木凡人、JAGUAR、天龍源一郎、マリアン                                 | 1位・大木凡人 2位・天龍源一郎         | 氏神一番                    |
| 807                         | 11月5日                     | 大木凡人、JAGUAR、天龍源一郎、マリアン                                 | 1位・大木凡人 2位・天龍源一郎         | 氏神一番                    |
| 808                         | 11月6日                     | 氏神一番、小桜京子、島崎俊郎、林家ペー                                 | 1位・氏神一番 2位・小桜京子           | 氏神一番                    |
| 809                         | 11月7日                     | 氏神一番、小桜京子、島崎俊郎、林家ペー                                 | 1位・氏神一番 2位・小桜京子           | 氏神一番                    |
| 810                         | 11月8日                     | 氏神一番、大木凡人、小桜京子、天龍源一郎                               |                                       | 氏神一番                    |
| 811                         | 11月11日                    | 井上高志、角川博、田中方子、西崎緑                                     | 1位・田中方子 2位・西崎緑             | 森恵                        |
| 812                         | 11月12日                    | 井上高志、角川博、田中方子、西崎緑                                     | 1位・田中方子 2位・西崎緑             | 森恵                        |
| 813                         | 11月13日                    | 芦屋雁三郎、高見恭子、仲町浩二、森恵                                   | 1位・高見恭子 2位・森恵               | 森恵                        |
| 814                         | 11月14日                    | 芦屋雁三郎、高見恭子、仲町浩二、森恵                                   | 1位・高見恭子 2位・森恵               | 森恵                        |
| 815                         | 11月15日                    | 高見恭子、田中方子、西崎緑、森恵                                       |                                       | 森恵                        |
| 816                         | 11月18日                    | 木村友衛、高橋真美、濱口優（よゐこ）、村上信夫                         | 1位・高橋真美 2位・村上信夫           | 村上信夫                    |
| 817                         | 11月19日                    | 木村友衛、高橋真美、濱口優（よゐこ）、村上信夫                         | 1位・高橋真美 2位・村上信夫           | 村上信夫                    |
| 818                         | 11月20日                    | 風間ルミ、桂竹丸、国広富之、若山かずさ                                 | 1位・国広富之 2位・風間ルミ           | 村上信夫                    |
| 819                         | 11月21日                    | 風間ルミ、桂竹丸、国広富之、若山かずさ                                 | 1位・国広富之 2位・風間ルミ           | 村上信夫                    |
| 820                         | 11月22日                    | 風間ルミ、国広富之、高橋真美、村上信夫                                 |                                       | 村上信夫                    |
| 821                         | 11月25日                    | 秋山準、佐藤蛾次郎、遠野舞子、藤田三保子                               | 1位・藤田三保子 2位・秋山準           | 山口勝平                    |
| 822                         | 11月26日                    | 秋山準、佐藤蛾次郎、遠野舞子、藤田三保子                               | 1位・藤田三保子 2位・秋山準           | 山口勝平                    |
| 823                         | 11月27日                    | 服部浩子、松本梨香、山口勝平、渡辺正行                                 | 1位・山口勝平 2位・服部浩子           | 山口勝平                    |
| 824                         | 11月28日                    | 服部浩子、松本梨香、山口勝平、渡辺正行                                 | 1位・山口勝平 2位・服部浩子           | 山口勝平                    |
| 825                         | 11月29日                    | 秋山準、服部浩子、藤田三保子、山口勝平                                 |                                       | 山口勝平                    |
| 826                         | 12月2日                     | 浅利香津代、木村匡也、SATSUKI、村野武範                                | 1位・SATSUKI 2位・木村匡也            | 木村匡也                    |
| 827                         | 12月3日                     | 浅利香津代、木村匡也、SATSUKI、村野武範                                | 1位・SATSUKI 2位・木村匡也            | 木村匡也                    |
| 828                         | 12月4日                     | 石橋美彩、田中由美子、剛（中川家）、仲雅美                             | 1位・剛 2位・石橋美彩                 | 木村匡也                    |
| 829                         | 12月5日                     | 石橋美彩、田中由美子、剛（中川家）、仲雅美                             | 1位・剛 2位・石橋美彩                 | 木村匡也                    |
| 830                         | 12月6日                     | 石橋美彩、木村匡也、SATSUKI、剛（中川家）                              |                                       | 木村匡也                    |
| 831                         | 12月9日                     | 有野晋哉（よゐこ）、白川和子、春風亭柳橋、松井紀美江                   | 1位・白川和子 2位・有野晋哉           | 岸田里佳                    |
| 832                         | 12月10日                    | 有野晋哉（よゐこ）、白川和子、春風亭柳橋、松井紀美江                   | 1位・白川和子 2位・有野晋哉           | 岸田里佳                    |
| 833                         | 12月11日                    | 大川栄子、川口ひろし、岸田里佳、水野哲                                 | 1位・岸田里佳 2位・大川栄子           | 岸田里佳                    |
| 834                         | 12月12日                    | 大川栄子、川口ひろし、岸田里佳、水野哲                                 | 1位・岸田里佳 2位・大川栄子           | 岸田里佳                    |
| 835                         | 12月13日                    | 有野晋哉（よゐこ）、大川栄子、岸田里佳、白川和子                       |                                       | 岸田里佳                    |
| 836                         | 12月16日                    | 秋川百合、桑山哲也、小柳"Cherry"昌法、南美希子                         | 1位・秋川百合 2位・桑山哲也           | 三遊亭絵馬                  |
| 837                         | 12月17日                    | 秋川百合、桑山哲也、小柳"Cherry"昌法、南美希子                         | 1位・秋川百合 2位・桑山哲也           | 三遊亭絵馬                  |
| 838                         | 12月18日                    | 三遊亭絵馬、なかざわけんじ、林家木久扇、マダムシンコ                   | 1位・なかざわけんじ 2位・三遊亭絵馬   | 三遊亭絵馬                  |
| 839                         | 12月19日                    | 三遊亭絵馬、なかざわけんじ、林家木久扇、マダムシンコ                   | 1位・なかざわけんじ 2位・三遊亭絵馬   | 三遊亭絵馬                  |
| 840                         | 12月20日                    | 秋川百合、桑山哲也、三遊亭絵馬、なかざわけんじ                         |                                       | 三遊亭絵馬                  |
| 841                         | 12月23日                    | 井田國彦、上杉香緒里、江藤潤、吉沢京子                                 | 1位・江藤潤 2位・上杉香緒里           | 江藤潤                      |
| 842                         | 12月24日                    | 井田國彦、上杉香緒里、江藤潤、吉沢京子                                 | 1位・江藤潤 2位・上杉香緒里           | 江藤潤                      |
| 843                         | 12月25日                    | 入山学、冨田恵子、平川志朗、ホーン・ユキ                               | 1位・入山学 2位・平川志朗             | 江藤潤                      |
| 844                         | 12月26日                    | 入山学、冨田恵子、平川志朗、ホーン・ユキ                               | 1位・入山学 2位・平川志朗             | 江藤潤                      |
| 845                         | 12月27日                    | 入山学、上杉香緒里、江藤潤、平川志朗                                   |                                       | 江藤潤                      |

#### 2020年
| 2020年（令和2年）                                                  | 2020年（令和2年） | 2020年（令和2年）                                                          | 2020年（令和2年）                         | 2020年（令和2年） |
| 回                                                                 | 放送日            | パネラー                                                                   | 上位2名（1位のパネラーは脳ベル賞）        | 週間チャンピオン  |
| ------------------------------------------------------------------ | ----------------- | -------------------------------------------------------------------------- | ----------------------------------------- | ----------------- |
| 846                                                                | 1月6日            | 小川はる子、藤野とし恵、堀江淳、柳家松太郎                                 | 1位・堀江淳 2位・小川はる子               | マイク眞木        |
| 847                                                                | 1月7日            | 小川はる子、藤野とし恵、堀江淳、柳家松太郎                                 | 1位・堀江淳 2位・小川はる子               | マイク眞木        |
| 848                                                                | 1月8日            | うつみ宮土理、ケント・フリック、西舘好子、マイク眞木                       | 1位・マイク眞木 2位・ケント・フリック     | マイク眞木        |
| 849                                                                | 1月9日            | うつみ宮土理、ケント・フリック、西舘好子、マイク眞木                       | 1位・マイク眞木 2位・ケント・フリック     | マイク眞木        |
| 850                                                                | 1月10日           | 小川はる子、ケント・フリック、堀江淳、マイク眞木                           |                                           | マイク眞木        |
| 851                                                                | 1月13日           | 大森ヒロシ、斎藤とく子（チャレンジャー）、中沢初絵、皆川おさむ             | 1位・中沢初絵 2位・皆川おさむ             | 谷ちえ子          |
| 852                                                                | 1月14日           | 大森ヒロシ、斎藤とく子（チャレンジャー）、中沢初絵、皆川おさむ             | 1位・中沢初絵 2位・皆川おさむ             | 谷ちえ子          |
| 853                                                                | 1月15日           | 谷ちえ子、はたのぼる、フラワーメグ、元木大介                               | 1位・谷ちえ子 2位・フラワーメグ           | 谷ちえ子          |
| 854                                                                | 1月16日           | 谷ちえ子、はたのぼる、フラワーメグ、元木大介                               | 1位・谷ちえ子 2位・フラワーメグ           | 谷ちえ子          |
| 855                                                                | 1月17日           | 谷ちえ子、中沢初絵、フラワーメグ、皆川おさむ                               |                                           | 谷ちえ子          |
| 856                                                                | 1月20日           | 應蘭芳、大原がおり、ダニエル・カール、薬師寺保栄                           | 1位・ダニエル・カール 2位・大原がおり     | 大原がおり        |
| 857                                                                | 1月21日           | 應蘭芳、大原がおり、ダニエル・カール、薬師寺保栄                           | 1位・ダニエル・カール 2位・大原がおり     | 大原がおり        |
| 858                                                                | 1月22日           | 黒沢博、佐藤陽子、萩原佐代子、山口良一                                     | 1位・山口良一 2位・萩原佐代子             | 大原がおり        |
| 859                                                                | 1月23日           | 黒沢博、佐藤陽子、萩原佐代子、山口良一                                     | 1位・山口良一 2位・萩原佐代子             | 大原がおり        |
| 860                                                                | 1月24日           | 大原がおり、ダニエル・カール、萩原佐代子、山口良一                         |                                           | 大原がおり        |
| 866                                                                | 2月3日            | 伊藤咲子、小宮孝泰、夏樹陽子、錦野旦                                       | 1位・小宮孝泰 2位・夏樹陽子               | 小宮孝泰          |
| 867                                                                | 2月4日            | 伊藤咲子、小宮孝泰、夏樹陽子、錦野旦                                       | 1位・小宮孝泰 2位・夏樹陽子               | 小宮孝泰          |
| 868                                                                | 2月5日            | 梶浦梶子、齊藤明雄、中山ラビ、森脇健児                                     | 1位・森脇健児 2位・中山ラビ               | 小宮孝泰          |
| 869                                                                | 2月6日            | 梶浦梶子、齊藤明雄、中山ラビ、森脇健児                                     | 1位・森脇健児 2位・中山ラビ               | 小宮孝泰          |
| 870                                                                | 2月7日            | 小宮孝泰、中山ラビ、夏樹陽子、森脇健児                                     |                                           | 小宮孝泰          |
| 871                                                                | 2月10日           | 冠徹弥、木ノ葉のこ、野村将希、松前ひろ子                                   | 1位・野村将希 2位・松前ひろ子             | 田中律子          |
| 872                                                                | 2月11日           | 冠徹弥、木ノ葉のこ、野村将希、松前ひろ子                                   | 1位・野村将希 2位・松前ひろ子             | 田中律子          |
| 873                                                                | 2月12日           | 大場久美子、小橋建太、田中律子、徳光和夫                                   | 1位・田中律子 2位・大場久美子             | 田中律子          |
| 874                                                                | 2月13日           | 大場久美子、小橋建太、田中律子、徳光和夫                                   | 1位・田中律子 2位・大場久美子             | 田中律子          |
| 875                                                                | 2月14日           | 大場久美子、田中律子、野村将希、松前ひろ子                                 |                                           | 田中律子          |
| 876                                                                | 2月17日           | 岡本椛里、葛城ユキ、秦真司、柳原哲也（アメリカザリガニ）                   | 1位・岡本椛里 2位・柳原哲也               | 風見しんご        |
| 877                                                                | 2月18日           | 岡本椛里、葛城ユキ、秦真司、柳原哲也（アメリカザリガニ）                   | 1位・岡本椛里 2位・柳原哲也               | 風見しんご        |
| 878                                                                | 2月19日           | 風見しんご、神田松鯉、早瀬久美、蘭華                                       | 1位・早瀬久美 2位・風見しんご             | 風見しんご        |
| 879                                                                | 2月20日           | 風見しんご、神田松鯉、早瀬久美、蘭華                                       | 1位・早瀬久美 2位・風見しんご             | 風見しんご        |
| 880                                                                | 2月21日           | 岡本椛里、風見しんご、早瀬久美、柳原哲也（アメリカザリガニ）               |                                           | 風見しんご        |
| 881                                                                | 2月24日           | 和泉節子、大出俊、タージン、myun（Myunとyayo〜）                           | 1位・タージン 2位・myun                   | タージン          |
| 882                                                                | 2月25日           | 和泉節子、大出俊、タージン、myun（Myunとyayo〜）                           | 1位・タージン 2位・myun                   | タージン          |
| 883                                                                | 2月26日           | 荒井洸子、きたはら。いづみ、鈴木正幸、村上雅則                             | 1位・鈴木正幸 2位・きたはら。いづみ       | タージン          |
| 884                                                                | 2月27日           | 荒井洸子、きたはら。いづみ、鈴木正幸、村上雅則                             | 1位・鈴木正幸 2位・きたはら。いづみ       | タージン          |
| 885                                                                | 2月28日           | きたはら。いづみ、鈴木正幸、タージン、myun（Myunとyayo〜）                 |                                           | タージン          |
| 886                                                                | 3月2日            | 高橋洋子、高原兄、比企理恵、森章二                                         | 1位・比企理恵 2位・高原兄                 | 高原兄            |
| 887                                                                | 3月3日            | 高橋洋子、高原兄、比企理恵、森章二                                         | 1位・比企理恵 2位・高原兄                 | 高原兄            |
| 888                                                                | 3月4日            | 児島美ゆき、真田せつこ、辻よしなり、西方裕之                               | 1位・西方裕之 2位・辻よしなり             | 高原兄            |
| 889                                                                | 3月5日            | 児島美ゆき、真田せつこ、辻よしなり、西方裕之                               | 1位・西方裕之 2位・辻よしなり             | 高原兄            |
| 890                                                                | 3月6日            | 高原兄、辻よしなり、西方裕之、比企理恵                                     |                                           | 高原兄            |
| 891                                                                | 3月9日            | 青芝フック、獣神サンダー・ライガー、玉利かおる、みずき舞                   | 1位・みずき舞 2位・獣神サンダー・ライガー | 中村繁之          |
| 892                                                                | 3月10日           | 青芝フック、獣神サンダー・ライガー、玉利かおる、みずき舞                   | 1位・みずき舞 2位・獣神サンダー・ライガー | 中村繁之          |
| 893                                                                | 3月11日           | 庄野真代、瀧川鯉昇、中村繁之、吉岡美穂                                     | 1位・吉岡美穂 2位・中村繁之               | 中村繁之          |
| 894                                                                | 3月12日           | 庄野真代、瀧川鯉昇、中村繁之、吉岡美穂                                     | 1位・吉岡美穂 2位・中村繁之               | 中村繁之          |
| 895                                                                | 3月13日           | 獣神サンダー・ライガー、中村繁之、みずき舞、吉岡美穂                       |                                           | 中村繁之          |
| 896                                                                | 3月16日           | 栗原由佳、床嶋佳子、町田政則、武藤敬司                                     | 1位・栗原由佳 2位・武藤敬司               | 武藤敬司          |
| 897                                                                | 3月17日           | 栗原由佳、床嶋佳子、町田政則、武藤敬司                                     | 1位・栗原由佳 2位・武藤敬司               | 武藤敬司          |
| 898                                                                | 3月18日           | 大八木淳史、沢井小次郎、松旭斎美智、星奈優里                               | 1位・星奈優里 2位・大八木淳史             | 武藤敬司          |
| 899                                                                | 3月19日           | 大八木淳史、沢井小次郎、松旭斎美智、星奈優里                               | 1位・星奈優里 2位・大八木淳史             | 武藤敬司          |
| 900                                                                | 3月20日           | 大八木淳史、栗原由佳、星奈優里、武藤敬司                                   |                                           | 武藤敬司          |
| 901                                                                | 3月23日           | 五十嵐めぐみ、梶三和子、クリス松村、山本晋也                               | 1位・クリス松村 2位・五十嵐めぐみ         | クリス松村        |
| 902                                                                | 3月24日           | 五十嵐めぐみ、梶三和子、クリス松村、山本晋也                               | 1位・クリス松村 2位・五十嵐めぐみ         | クリス松村        |
| 903                                                                | 3月25日           | 池上季実子、姿憲子、タケ・ウケタ、長友仍世（infix）                        | 1位・池上季実子 2位・長友仍世             | クリス松村        |
| 904                                                                | 3月26日           | 池上季実子、姿憲子、タケ・ウケタ、長友仍世（infix）                        | 1位・池上季実子 2位・長友仍世             | クリス松村        |
| 905                                                                | 3月27日           | 五十嵐めぐみ、池上季実子、クリス松村、長友仍世（infix）                    |                                           | クリス松村        |
| 906                                                                | 3月30日           | 小沢仁志、さつきりせ、内藤誠、真咲よう子                                   | 1位・さつきりせ 2位・小沢仁志             | 林家正楽          |
| 907                                                                | 3月31日           | 小沢仁志、さつきりせ、内藤誠、真咲よう子                                   | 1位・さつきりせ 2位・小沢仁志             | 林家正楽          |
| 908                                                                | 4月1日            | 生稲晃子、榊原利彦、林家正楽、松平直子                                     | 1位・榊原利彦 2位・林家正楽               | 林家正楽          |
| 909                                                                | 4月2日            | 生稲晃子、榊原利彦、林家正楽、松平直子                                     | 1位・榊原利彦 2位・林家正楽               | 林家正楽          |
| 910                                                                | 4月3日            | 小沢仁志、榊原利彦、さつきりせ、林家正楽                                   |                                           | 林家正楽          |
| 911                                                                | 4月6日            | 黒沢年雄、ちはる、辻本厚子、ミスターちん                                   | 1位・ミスターちん 2位・ちはる             | ミスターちん      |
| 912                                                                | 4月7日            | 黒沢年雄、ちはる、辻本厚子、ミスターちん                                   | 1位・ミスターちん 2位・ちはる             | ミスターちん      |
| 913                                                                | 4月8日            | 晃（元フィンガー5）、中野英雄、渚まゆみ、山田邦子                          | 1位・山田邦子 2位・中野英雄               | ミスターちん      |
| 914                                                                | 4月9日            | 晃（元フィンガー5）、中野英雄、渚まゆみ、山田邦子                          | 1位・山田邦子 2位・中野英雄               | ミスターちん      |
| 915                                                                | 4月10日           | ちはる、中野英雄、ミスターちん、山田邦子                                   |                                           | ミスターちん      |
| 916                                                                | 4月13日           | 川奈美弥生、三笑亭夢太朗、杉田かおる、ダンディ坂野                         | 1位・三笑亭夢太朗 2位・ダンディ坂野       | 椿鬼奴            |
| 917                                                                | 4月14日           | 川奈美弥生、三笑亭夢太朗、杉田かおる、ダンディ坂野                         | 1位・三笑亭夢太朗 2位・ダンディ坂野       | 椿鬼奴            |
| 918                                                                | 4月15日           | 神川しほ、柴田光太郎、椿鬼奴、原田伸郎                                     | 1位・柴田光太郎 2位・椿鬼奴               | 椿鬼奴            |
| 919                                                                | 4月16日           | 神川しほ、柴田光太郎、椿鬼奴、原田伸郎                                     | 1位・柴田光太郎 2位・椿鬼奴               | 椿鬼奴            |
| 920                                                                | 4月17日           | 三笑亭夢太朗、柴田光太郎、ダンディ坂野、椿鬼奴                             |                                           | 椿鬼奴            |
| 921                                                                | 4月20日           | ギャオス内藤、鈴木史子、曾我廼家寛太郎、高橋ひとみ                         | 1位・ギャオス内藤 2位・曾我廼家寛太郎     | 曾我廼家寛太郎    |
| 922                                                                | 4月21日           | ギャオス内藤、鈴木史子、曾我廼家寛太郎、高橋ひとみ                         | 1位・ギャオス内藤 2位・曾我廼家寛太郎     | 曾我廼家寛太郎    |
| 923                                                                | 4月22日           | 木山裕策、辻沢杏子、中山エミリ、柳家小さん                                 | 1位・木山裕策 2位・中山エミリ             | 曾我廼家寛太郎    |
| 924                                                                | 4月23日           | 木山裕策、辻沢杏子、中山エミリ、柳家小さん                                 | 1位・木山裕策 2位・中山エミリ             | 曾我廼家寛太郎    |
| 925                                                                | 4月24日           | ギャオス内藤、木山裕策、曾我廼家寛太郎、中山エミリ                         |                                           | 曾我廼家寛太郎    |
| 926                                                                | 4月27日           | あいざき進也、賀川ゆき絵、北林早苗、藤木孝                                 | 1位・藤木孝 2位・あいざき進也             | あいざき進也      |
| 927                                                                | 4月28日           | あいざき進也、賀川ゆき絵、北林早苗、藤木孝                                 | 1位・藤木孝 2位・あいざき進也             | あいざき進也      |
| 928                                                                | 4月29日           | 叶純子、小林綾子、つるの剛士、和田青児                                     | 1位・小林綾子 2位・和田青児               | あいざき進也      |
| 929                                                                | 4月30日           | 叶純子、小林綾子、つるの剛士、和田青児                                     | 1位・小林綾子 2位・和田青児               | あいざき進也      |
| 930                                                                | 5月1日            | あいざき進也、小林綾子、藤木孝、和田青児                                   |                                           | あいざき進也      |
| 931                                                                | 5月4日            | おりも政夫、響野夏子、高野浩幸、山田まりや                                 | 1位・おりも政夫 2位・響野夏子             | おりも政夫        |
| 932                                                                | 5月5日            | おりも政夫、響野夏子、高野浩幸、山田まりや                                 | 1位・おりも政夫 2位・響野夏子             | おりも政夫        |
| 933                                                                | 5月6日            | AYA（PINK SAPPHIRE）、嵯峨聖子、笹入舟作、西寄ひがし                       | 1位・嵯峨聖子 2位・AYA                    | おりも政夫        |
| 934                                                                | 5月7日            | AYA（PINK SAPPHIRE）、嵯峨聖子、笹入舟作、西寄ひがし                       | 1位・嵯峨聖子 2位・AYA                    | おりも政夫        |
| 935                                                                | 5月8日            | AYA（PINK SAPPHIRE）、おりも政夫、響野夏子、嵯峨聖子                       |                                           | おりも政夫        |
| 5月11日～6月26日まで新型コロナウイルス感染拡大による特別編に変更。 |                   |                                                                            |                                           |                   |
| 971                                                                | 6月29日           | 叶高（サーカス）、コウメ太夫、遠山景織子、ブル中野                         | 1位・ブル中野 2位・叶高                   | 城之内早苗        |
| 972                                                                | 6月30日           | 叶高（サーカス）、コウメ太夫、遠山景織子、ブル中野                         | 1位・ブル中野 2位・叶高                   | 城之内早苗        |
| 973                                                                | 7月1日            | 飯田哲也、城之内早苗、田中ケロ、間下このみ                                 | 1位・城之内早苗 2位・飯田哲也             | 城之内早苗        |
| 974                                                                | 7月2日            | 飯田哲也、城之内早苗、田中ケロ、間下このみ                                 | 1位・城之内早苗 2位・飯田哲也             | 城之内早苗        |
| 975                                                                | 7月3日            | 飯田哲也、叶高、城之内早苗、ブル中野                                       |                                           | 城之内早苗        |
| 976                                                                | 7月6日            | 氏神一番、神取忍、白井光浩、丸山圭子                                       | 1位・白井光浩 2位・氏神一番               | 小沢和義          |
| 977                                                                | 7月7日            | 氏神一番、神取忍、白井光浩、丸山圭子                                       | 1位・白井光浩 2位・氏神一番               | 小沢和義          |
| 978                                                                | 7月8日            | 池畑慎之介、石川浩司、小沢和義、小牧りさ                                   | 1位・池畑慎之介 2位・小沢和義             | 小沢和義          |
| 979                                                                | 7月9日            | 池畑慎之介、石川浩司、小沢和義、小牧りさ                                   | 1位・池畑慎之介 2位・小沢和義             | 小沢和義          |
| 980                                                                | 7月10日           | 池畑慎之介、小沢和義、氏神一番、白井光浩                                   |                                           | 小沢和義          |
| 981                                                                | 7月13日           | 植村喜八郎、団長安田（安田大サーカス）、藤本恭子、水沢アキ                 | 1位・植村喜八郎 2位・藤本恭子             | 八木さおり        |
| 982                                                                | 7月14日           | 植村喜八郎、団長安田（安田大サーカス）、藤本恭子、水沢アキ                 | 1位・植村喜八郎 2位・藤本恭子             | 八木さおり        |
| 983                                                                | 7月15日           | 小沢真珠、釜本邦茂、河合雪之丞、八木さおり                                 | 1位・八木さおり 2位・河合雪之丞           | 八木さおり        |
| 984                                                                | 7月16日           | 小沢真珠、釜本邦茂、河合雪之丞、八木さおり                                 | 1位・八木さおり 2位・河合雪之丞           | 八木さおり        |
| 985                                                                | 7月17日           | 植村喜八郎、河合雪之丞、藤本恭子、八木さおり                               |                                           | 八木さおり        |
| 986                                                                | 7月20日           | 宍戸マサル、神野美伽、寺田理恵子、平野謙                                   | 1位・寺田理恵子 2位・平野謙               | 石原詢子          |
| 987                                                                | 7月21日           | 宍戸マサル、神野美伽、寺田理恵子、平野謙                                   | 1位・寺田理恵子 2位・平野謙               | 石原詢子          |
| 988                                                                | 7月22日           | アツシ（ニューロティカ）、石原詢子、小野進也、熊谷真実                     | 1位・石原詢子 2位・熊谷真実               | 石原詢子          |
| 989                                                                | 7月23日           | アツシ（ニューロティカ）、石原詢子、小野進也、熊谷真実                     | 1位・石原詢子 2位・熊谷真実               | 石原詢子          |
| 990                                                                | 7月24日           | 石原詢子、熊谷真実、寺田理恵子、平野謙                                     |                                           | 石原詢子          |
| 991                                                                | 7月27日           | 伊東ゆかり、髙城靖雄、武野功雄、田辺鶴瑛                                   | 1位・武野功雄 2位・伊東ゆかり             | 武野功雄          |
| 992                                                                | 7月28日           | 伊東ゆかり、髙城靖雄、武野功雄、田辺鶴瑛                                   | 1位・武野功雄 2位・伊東ゆかり             | 武野功雄          |
| 993                                                                | 7月29日           | 東てる美、冠二郎、ジェームス西田、山口ひろみ                               | 1位・山口ひろみ 2位・東てる美             | 武野功雄          |
| 994                                                                | 7月30日           | 東てる美、冠二郎、ジェームス西田、山口ひろみ                               | 1位・山口ひろみ 2位・東てる美             | 武野功雄          |
| 995                                                                | 7月31日           | 東てる美、伊東ゆかり、武野功雄、山口ひろみ                                 |                                           | 武野功雄          |
| 996                                                                | 8月3日            | 駒井千佳子、せんだみつお、千秋、千原せいじ（千原兄弟）                     | 1位・駒井千佳子 2位・千秋                 | 駒井千佳子        |
| 997                                                                | 8月4日            | 駒井千佳子、せんだみつお、千秋、千原せいじ（千原兄弟）                     | 1位・駒井千佳子 2位・千秋                 | 駒井千佳子        |
| 998                                                                | 8月5日            | 坂下千里子、松鶴家千とせ、田子千尋、山咲千里                               | 1位・坂下千里子 2位・山咲千里             | 駒井千佳子        |
| 999                                                                | 8月6日            | 坂下千里子、松鶴家千とせ、田子千尋、山咲千里                               | 1位・坂下千里子 2位・山咲千里             | 駒井千佳子        |
| 1000                                                               | 8月7日            | 駒井千佳子、坂下千里子、千秋、山咲千里                                     |                                           | 駒井千佳子        |
| 1001                                                               | 8月10日           | 黒部幸英、西堀亮（マシンガンズ）、久本朋子、三井ゆり                       | 1位・久本朋子 2位・西堀亮                 | 久本朋子          |
| 1002                                                               | 8月11日           | 黒部幸英、西堀亮（マシンガンズ）、久本朋子、三井ゆり                       | 1位・久本朋子 2位・西堀亮                 | 久本朋子          |
| 1003                                                               | 8月12日           | 丘みつ子、キラーカーン、宍戸開、マリアン                                   | 1位・マリアン 2位・宍戸開                 | 久本朋子          |
| 1004                                                               | 8月13日           | 丘みつ子、キラーカーン、宍戸開、マリアン                                   | 1位・マリアン 2位・宍戸開                 | 久本朋子          |
| 1005                                                               | 8月14日           | 宍戸開、西堀亮（マシンガンズ）、久本朋子、マリアン                         |                                           | 久本朋子          |
| 1006                                                               | 8月17日           | 岩崎ひろし、黒木じゅん、櫻井智、沢田聖子                                   | 1位・黒木じゅん 2位・岩崎ひろし           | 玉袋筋太郎        |
| 1007                                                               | 8月18日           | 岩崎ひろし、黒木じゅん、櫻井智、沢田聖子                                   | 1位・黒木じゅん 2位・岩崎ひろし           | 玉袋筋太郎        |
| 1008                                                               | 8月19日           | 田渕岩夫、玉袋筋太郎、長沢久美子、藤田朋子                                 | 1位・藤田朋子 2位・玉袋筋太郎             | 玉袋筋太郎        |
| 1009                                                               | 8月20日           | 田渕岩夫、玉袋筋太郎、長沢久美子、藤田朋子                                 | 1位・藤田朋子 2位・玉袋筋太郎             | 玉袋筋太郎        |
| 1010                                                               | 8月21日           | 岩崎ひろし、黒木じゅん、玉袋筋太郎、藤田朋子                               |                                           | 玉袋筋太郎        |
| 1011                                                               | 8月24日           | イジリー岡田、松岡まり子、宮路オサム、山崎美貴                             | 1位・山崎美貴 2位・イジリー岡田           | 山崎美貴          |
| 1012                                                               | 8月25日           | イジリー岡田、松岡まり子、宮路オサム、山崎美貴                             | 1位・山崎美貴 2位・イジリー岡田           | 山崎美貴          |
| 1013                                                               | 8月26日           | 木本武宏（TKO）、島本須美、杉浦未幸、松本匡史                              | 1位・島本須美 2位・木本武宏               | 山崎美貴          |
| 1014                                                               | 8月27日           | 木本武宏（TKO）、島本須美、杉浦未幸、松本匡史                              | 1位・島本須美 2位・木本武宏               | 山崎美貴          |
| 1015                                                               | 8月28日           | イジリー岡田、木本武宏（TKO）、島本須美、山崎美貴                          |                                           | 山崎美貴          |
| 1019                                                               | 9月7日            | かとうかず子、栗田よう子、野沢聡、彦摩呂                                   | 1位・かとうかず子 2位・彦摩呂             | ホリ              |
| 1020                                                               | 9月8日            | かとうかず子、栗田よう子、野沢聡、彦摩呂                                   | 1位・かとうかず子 2位・彦摩呂             | ホリ              |
| 1021                                                               | 9月9日            | 東ちづる、大河内志保、林与一、ホリ                                         | 1位・ホリ 2位・東ちづる                   | ホリ              |
| 1022                                                               | 9月10日           | 東ちづる、大河内志保、林与一、ホリ                                         | 1位・ホリ 2位・東ちづる                   | ホリ              |
| 1023                                                               | 9月11日           | 東ちづる、かとうかず子、彦摩呂、ホリ                                       |                                           | ホリ              |
| 1024                                                               | 9月14日           | かとうれいこ、つぶやきシロー、半田浩二、和田幾子                           | 1位・半田浩二 2位・かとうれいこ           | かとうれいこ      |
| 1025                                                               | 9月15日           | かとうれいこ、つぶやきシロー、半田浩二、和田幾子                           | 1位・半田浩二 2位・かとうれいこ           | かとうれいこ      |
| 1026                                                               | 9月16日           | 鈴木ほのか、高道、寺田農、中田有紀                                         | 1位・寺田農 2位・中田有紀                 | かとうれいこ      |
| 1027                                                               | 9月17日           | 鈴木ほのか、高道、寺田農、中田有紀                                         | 1位・寺田農 2位・中田有紀                 | かとうれいこ      |
| 1028                                                               | 9月18日           | かとうれいこ、寺田農、中田有紀、半田浩二                                   |                                           | かとうれいこ      |
| 1029                                                               | 9月21日           | 岡まゆみ、畠山明子、藤原いくろう、渡辺正行                                 | 1位・藤原いくろう 2位・畠山明子           | 藤原いくろう      |
| 1030                                                               | 9月22日           | 岡まゆみ、畠山明子、藤原いくろう、渡辺正行                                 | 1位・藤原いくろう 2位・畠山明子           | 藤原いくろう      |
| 1031                                                               | 9月23日           | 5代目三遊亭金馬、高橋みゆき、高橋慶彦、日野美歌                            | 1位・日野美歌 2位・5代目三遊亭金馬        | 藤原いくろう      |
| 1032                                                               | 9月24日           | 5代目三遊亭金馬、高橋みゆき、高橋慶彦、日野美歌                            | 1位・日野美歌 2位・5代目三遊亭金馬        | 藤原いくろう      |
| 1033                                                               | 9月25日           | 5代目三遊亭金馬、畠山明子、日野美歌、藤原いくろう                          |                                           | 藤原いくろう      |
| 1034                                                               | 9月28日           | 大沢逸美、杏しのぶ（オヨネーズ）、三善英史、山路徹                         | 1位・山路徹 2位・大沢逸美                 | 山路徹            |
| 1035                                                               | 9月29日           | 大沢逸美、杏しのぶ（オヨネーズ）、三善英史、山路徹                         | 1位・山路徹 2位・大沢逸美                 | 山路徹            |
| 1036                                                               | 9月30日           | 藍美代子、上原和（玉川カルテット）、古城都、三上寛                         | 1位・上原和 2位・藍美代子                 | 山路徹            |
| 1037                                                               | 10月1日           | 藍美代子、上原和（玉川カルテット）、古城都、三上寛                         | 1位・上原和 2位・藍美代子                 | 山路徹            |
| 1038                                                               | 10月2日           | 藍美代子、上原和（玉川カルテット）、大沢逸美、山路徹                       |                                           | 山路徹            |
| 1039                                                               | 10月5日           | 伊藤つかさ、大村崑、倉石功、大和悠河                                       | 1位・大和悠河 2位・倉石功                 | 三夏紳            |
| 1040                                                               | 10月6日           | 伊藤つかさ、大村崑、倉石功、大和悠河                                       | 1位・大和悠河 2位・倉石功                 | 三夏紳            |
| 1041                                                               | 10月7日           | 瀬川瑛子、真由子、三夏紳、山田雅人                                         | 1位・三夏紳 2位・真由子                   | 三夏紳            |
| 1042                                                               | 10月8日           | 瀬川瑛子、真由子、三夏紳、山田雅人                                         | 1位・三夏紳 2位・真由子                   | 三夏紳            |
| 1043                                                               | 10月9日           | 倉石功、真由子、三夏紳、大和悠河                                           |                                           | 三夏紳            |
| 1044                                                               | 10月12日          | ENRIQUE（BARBEE BOYS）、岡本依子、ギュウゾウ（電撃ネットワーク）、澤井孝子 | 1位・岡本依子 2位・ENRIQUE                | ENRIQUE           |
| 1045                                                               | 10月13日          | ENRIQUE（BARBEE BOYS）、岡本依子、ギュウゾウ（電撃ネットワーク）、澤井孝子 | 1位・岡本依子 2位・ENRIQUE                | ENRIQUE           |
| 1046                                                               | 10月14日          | 白崎映美、水谷八重子、モロ師岡、安田春雄                                   | 1位・モロ師岡 2位・白崎映美               | ENRIQUE           |
| 1047                                                               | 10月15日          | 白崎映美、水谷八重子、モロ師岡、安田春雄                                   | 1位・モロ師岡 2位・白崎映美               | ENRIQUE           |
| 1048                                                               | 10月16日          | ENRIQUE（BARBEE BOYS）、岡本依子、白崎映美、モロ師岡                       |                                           | ENRIQUE           |
| 1049                                                               | 10月19日          | 飯田基祐、小林孝至、橘ゆかり、永井みゆき                                   | 1位・橘ゆかり 2位・飯田基祐               | 水谷あつし        |
| 1050                                                               | 10月20日          | 飯田基祐、小林孝至、橘ゆかり、永井みゆき                                   | 1位・橘ゆかり 2位・飯田基祐               | 水谷あつし        |
| 1051                                                               | 10月21日          | 麻丘めぐみ、茅島成美、水谷あつし、山根公路（DEEN）                         | 1位・山根公路 2位・水谷あつし             | 水谷あつし        |
| 1052                                                               | 10月22日          | 麻丘めぐみ、茅島成美、水谷あつし、山根公路（DEEN）                         | 1位・山根公路 2位・水谷あつし             | 水谷あつし        |
| 1053                                                               | 10月23日          | 飯田基祐、橘ゆかり、水谷あつし、山根公路（DEEN）                           |                                           | 水谷あつし        |
| 1054                                                               | 10月26日          | 池上季実子、伊藤かずえ、山下大輔、ラジバンダリ西井                         | 1位・伊藤かずえ 2位・ラジバンダリ西井     | 伊藤かずえ        |
| 1055                                                               | 10月27日          | 池上季実子、伊藤かずえ、山下大輔、ラジバンダリ西井                         | 1位・伊藤かずえ 2位・ラジバンダリ西井     | 伊藤かずえ        |
| 1056                                                               | 10月28日          | 安藤和津、瀬下尚人、藤田よしこ、ぷりんすマーブル（AURA）                   | 1位・藤田よしこ 2位・安藤和津             | 伊藤かずえ        |
| 1057                                                               | 10月29日          | 安藤和津、瀬下尚人、藤田よしこ、ぷりんすマーブル（AURA）                   | 1位・藤田よしこ 2位・安藤和津             | 伊藤かずえ        |
| 1058                                                               | 10月30日          | 安藤和津、伊藤かずえ、藤田よしこ、ラジバンダリ西井                         |                                           | 伊藤かずえ        |
| 1059                                                               | 11月2日           | 奥山えいじ、中西良太、星ようこ、若原瞳                                     | 1位・中西良太 2位・若原瞳                 | 中西良太          |
| 1060                                                               | 11月3日           | 奥山えいじ、中西良太、星ようこ、若原瞳                                     | 1位・中西良太 2位・若原瞳                 | 中西良太          |
| 1061                                                               | 11月4日           | 北原ミレイ、丹波義隆、能町みね子、二葉しげる（玉川カルテット）             | 1位・能町みね子 2位・丹波義隆             | 中西良太          |
| 1062                                                               | 11月5日           | 北原ミレイ、丹波義隆、能町みね子、二葉しげる（玉川カルテット）             | 1位・能町みね子 2位・丹波義隆             | 中西良太          |
| 1063                                                               | 11月6日           | 丹波義隆、中西良太、能町みね子、若原瞳                                     |                                           | 中西良太          |
| 1064                                                               | 11月9日           | 寺泉憲、浜博也、マッハ文朱、やすみりえ                                     | 1位・寺泉憲 2位・浜博也                   | 浜博也            |
| 1065                                                               | 11月10日          | 寺泉憲、浜博也、マッハ文朱、やすみりえ                                     | 1位・寺泉憲 2位・浜博也                   | 浜博也            |
| 1066                                                               | 11月11日          | 菊田早苗、姿月あさと、神保美喜、日出郎                                     | 1位・姿月あさと 2位・神保美喜             | 浜博也            |
| 1067                                                               | 11月12日          | 菊田早苗、姿月あさと、神保美喜、日出郎                                     | 1位・姿月あさと 2位・神保美喜             | 浜博也            |
| 1068                                                               | 11月13日          | 姿月あさと、神保美喜、寺泉憲、浜博也                                       |                                           | 浜博也            |
| 1069                                                               | 11月16日          | 石山雄大、大峯麻友、角川博、友近                                           | 1位・大峯麻友 2位・友近                   | 大峯麻友          |
| 1070                                                               | 11月17日          | 石山雄大、大峯麻友、角川博、友近                                           | 1位・大峯麻友 2位・友近                   | 大峯麻友          |
| 1071                                                               | 11月18日          | 斉藤祐子、中島久之、マックン（パックンマックン）、MINAKO（米米CLUB）       | 1位・マックン 2位・MINAKO                 | 大峯麻友          |
| 1072                                                               | 11月19日          | 斉藤祐子、中島久之、マックン（パックンマックン）、MINAKO（米米CLUB）       | 1位・マックン 2位・MINAKO                 | 大峯麻友          |
| 1073                                                               | 11月20日          | 大峯麻友、友近、マックン（パックンマックン）、MINAKO（米米CLUB）           |                                           | 大峯麻友          |
| 1074                                                               | 11月23日          | 伊藤智恵理、倉本美津留、谷隼人、野村真美                                   | 1位・谷隼人 2位・伊藤智恵理               | 葉月パル          |
| 1075                                                               | 11月24日          | 伊藤智恵理、倉本美津留、谷隼人、野村真美                                   | 1位・谷隼人 2位・伊藤智恵理               | 葉月パル          |
| 1076                                                               | 11月25日          | 穐吉次代、蜷川みほ、葉月パル、山咲トオル                                   | 1位・葉月パル 2位・蜷川みほ               | 葉月パル          |
| 1077                                                               | 11月26日          | 穐吉次代、蜷川みほ、葉月パル、山咲トオル                                   | 1位・葉月パル 2位・蜷川みほ               | 葉月パル          |
| 1078                                                               | 11月27日          | 伊藤智恵理、谷隼人、蜷川みほ、葉月パル                                     |                                           | 葉月パル          |
| 1079                                                               | 11月30日          | 翔（横浜銀蝿40th）、竹原慎二、はねだえりか、山田美保子                     | 1位・翔 2位・山田美保子                   | 松尾伴内          |
| 1080                                                               | 12月1日           | 翔（横浜銀蝿40th）、竹原慎二、はねだえりか、山田美保子                     | 1位・翔 2位・山田美保子                   | 松尾伴内          |
| 1081                                                               | 12月2日           | あめくみちこ、伊吹剛、中島唱子、松尾伴内                                   | 1位・中島唱子 2位・松尾伴内               | 松尾伴内          |
| 1082                                                               | 12月3日           | あめくみちこ、伊吹剛、中島唱子、松尾伴内                                   | 1位・中島唱子 2位・松尾伴内               | 松尾伴内          |
| 1083                                                               | 12月4日           | 翔（横浜銀蝿40th）、中島唱子、松尾伴内、山田美保子                         |                                           | 松尾伴内          |
| 1084                                                               | 12月7日           | 高橋利道、田中綾子、デビット伊東、渡辺めぐみ                               | 1位・デビット伊東 2位・田中綾子           | 田中綾子          |
| 1085                                                               | 12月8日           | 高橋利道、田中綾子、デビット伊東、渡辺めぐみ                               | 1位・デビット伊東 2位・田中綾子           | 田中綾子          |
| 1086                                                               | 12月9日           | 上杉祥三、笑福亭笑瓶、刀根麻理子、鳥居かほり                               | 1位・鳥居かほり 2位・笑福亭笑瓶           | 田中綾子          |
| 1087                                                               | 12月10日          | 上杉祥三、笑福亭笑瓶、刀根麻理子、鳥居かほり                               | 1位・鳥居かほり 2位・笑福亭笑瓶           | 田中綾子          |
| 1088                                                               | 12月11日          | 笑福亭笑瓶、田中綾子、デビット伊東、鳥居かほり                             |                                           | 田中綾子          |
| 1089                                                               | 12月14日          | 佐藤弘道、ダンプ松本、長谷川哲夫、紫とも                                   | 1位・紫とも 2位・佐藤弘道                 | 松尾貴史          |
| 1090                                                               | 12月15日          | 佐藤弘道、ダンプ松本、長谷川哲夫、紫とも                                   | 1位・紫とも 2位・佐藤弘道                 | 松尾貴史          |
| 1091                                                               | 12月16日          | カルーセル麻紀、保科有里、松尾貴史、やくみつる                             | 1位・やくみつる 2位・松尾貴史             | 松尾貴史          |
| 1092                                                               | 12月17日          | カルーセル麻紀、保科有里、松尾貴史、やくみつる                             | 1位・やくみつる 2位・松尾貴史             | 松尾貴史          |
| 1093                                                               | 12月18日          | 佐藤弘道、松尾貴史、紫とも、やくみつる                                     |                                           | 松尾貴史          |
| 1094                                                               | 12月21日          | 井上公造、岡安由美子、岸田敏志、南美川洋子                                 | 1位・岡安由美子 2位・岸田敏志             | 山本みどり        |
| 1095                                                               | 12月22日          | 井上公造、岡安由美子、岸田敏志、南美川洋子                                 | 1位・岡安由美子 2位・岸田敏志             | 山本みどり        |
| 1096                                                               | 12月23日          | 江夏豊、姿晴香、松村邦洋、山本みどり                                       | 1位・山本みどり 2位・松村邦洋             | 山本みどり        |
| 1097                                                               | 12月24日          | 江夏豊、姿晴香、松村邦洋、山本みどり                                       | 1位・山本みどり 2位・松村邦洋             | 山本みどり        |
| 1098                                                               | 12月25日          | 岡安由美子、岸田敏志、松村邦洋、山本みどり                                 |                                           | 山本みどり        |

#### 2021年
| 2021年（令和3年） | 2021年（令和3年） | 2021年（令和3年）                                                        | 2021年（令和3年）                     | 2021年（令和3年）  |
| 回                | 放送日            | パネラー                                                                 | 上位2名（1位のパネラーは脳ベル賞）    | 週間チャンピオン   |
| ----------------- | ----------------- | ------------------------------------------------------------------------ | ------------------------------------- | ------------------ |
| 1099              | 1月4日            | クミコ、タブレット純、はるな愛、螢雪次朗                                 | 1位・タブレット純 2位・クミコ         | クミコ             |
| 1100              | 1月5日            | クミコ、タブレット純、はるな愛、螢雪次朗                                 | 1位・タブレット純 2位・クミコ         | クミコ             |
| 1101              | 1月6日            | アンディ小山、川﨑麻世、北原佐和子、坂木優子                             | 1位・川﨑麻世 2位・坂木優子           | クミコ             |
| 1102              | 1月7日            | アンディ小山、川﨑麻世、北原佐和子、坂木優子                             | 1位・川﨑麻世 2位・坂木優子           | クミコ             |
| 1103              | 1月8日            | 川﨑麻世、クミコ、坂木優子、タブレット純                                 |                                       | クミコ             |
| 1104              | 1月11日           | 安部理津子、大堀こういち、金原亭馬生、原めぐみ                           | 1位・原めぐみ 2位・金原亭馬生         | 原めぐみ           |
| 1105              | 1月12日           | 安部理津子、大堀こういち、金原亭馬生、原めぐみ                           | 1位・原めぐみ 2位・金原亭馬生         | 原めぐみ           |
| 1106              | 1月13日           | 織田みさ穂、小島良喜、桜木健一、牧野美千子                               | 1位・桜木健一 2位・小島良喜           | 原めぐみ           |
| 1107              | 1月14日           | 織田みさ穂、小島良喜、桜木健一、牧野美千子                               | 1位・桜木健一 2位・小島良喜           | 原めぐみ           |
| 1108              | 1月15日           | 金原亭馬生、小島良喜、桜木健一、原めぐみ                                 |                                       | 原めぐみ           |
| 1109              | 1月18日           | 鈴木幸恵、中島ゆたか、槙原寛己、ラサール石井                             | 1位・ラサール石井 2位・槙原博己       | 槙原寛己           |
| 1110              | 1月19日           | 鈴木幸恵、中島ゆたか、槙原寛己、ラサール石井                             | 1位・ラサール石井 2位・槙原博己       | 槙原寛己           |
| 1111              | 1月20日           | 麻倉未稀、黒田知永子、桜井マッハ速人、清水アキラ                         | 1位・黒田知永子 2位・麻倉未稀         | 槙原寛己           |
| 1112              | 1月21日           | 麻倉未稀、黒田知永子、桜井マッハ速人、清水アキラ                         | 1位・黒田知永子 2位・麻倉未稀         | 槙原寛己           |
| 1113              | 1月22日           | 麻倉未稀、黒田知永子、槙原寛己、ラサール石井                             |                                       | 槙原寛己           |
| 1114              | 1月25日           | 伊勢浩二（BOOMER）、大河内奈々子、衣笠拳次、原悦子                       | 1位・大河内奈々子 2位・原悦子         | 大河内奈々子       |
| 1115              | 1月26日           | 伊勢浩二（BOOMER）、大河内奈々子、衣笠拳次、原悦子                       | 1位・大河内奈々子 2位・原悦子         | 大河内奈々子       |
| 1116              | 1月27日           | 川神あい、剛（中川家）、中丸新将、林マヤ                                 | 1位・林マヤ 2位・剛                   | 大河内奈々子       |
| 1117              | 1月28日           | 川神あい、剛（中川家）、中丸新将、林マヤ                                 | 1位・林マヤ 2位・剛                   | 大河内奈々子       |
| 1118              | 1月29日           | 大河内奈々子、剛（中川家）、林マヤ、原悦子                               |                                       | 大河内奈々子       |
| 1119              | 2月1日            | 沢田みなみ、なべおさみ、みんなのれっず（AURA）、山口かおる               | 1位・みんなのれっず 2位・なべおさみ   | 西川美也子         |
| 1120              | 2月2日            | 沢田みなみ、なべおさみ、みんなのれっず（AURA）、山口かおる               | 1位・みんなのれっず 2位・なべおさみ   | 西川美也子         |
| 1121              | 2月3日            | 加納竜、ささきいさお、西川美也子、細川ふみえ                             | 1位・西川美也子 2位・ささきいさお     | 西川美也子         |
| 1122              | 2月4日            | 加納竜、ささきいさお、西川美也子、細川ふみえ                             | 1位・西川美也子 2位・ささきいさお     | 西川美也子         |
| 1123              | 2月5日            | ささきいさお、なべおさみ、西川美也子、みんなのれっず（AURA）             |                                       | 西川美也子         |
| 1124              | 2月8日            | 荒木由美子、小沢直平、冠徹弥、黒川泰子                                   | 1位・冠徹弥 2位・黒川泰子             | 冠徹弥             |
| 1125              | 2月9日            | 荒木由美子、小沢直平、冠徹弥、黒川泰子                                   | 1位・冠徹弥 2位・黒川泰子             | 冠徹弥             |
| 1126              | 2月10日           | 小坂明子、鈴木壮麻、丹羽貞仁、原久美子                                   | 1位・丹羽貞仁 2位・鈴木壮麻           | 冠徹弥             |
| 1127              | 2月11日           | 小坂明子、鈴木壮麻、丹羽貞仁、原久美子                                   | 1位・丹羽貞仁 2位・鈴木壮麻           | 冠徹弥             |
| 1128              | 2月12日           | 冠徹弥、黒川泰子、丹羽貞仁、鈴木壮麻                                     |                                       | 冠徹弥             |
| 1129              | 2月15日           | 加藤晴彦、嶋大輔、清水よし子（ピンクの電話）、畑中葉子                   | 1位・清水よし子 2位・加藤晴彦         | 清水よし子         |
| 1130              | 2月16日           | 加藤晴彦、嶋大輔、清水よし子（ピンクの電話）、畑中葉子                   | 1位・清水よし子 2位・加藤晴彦         | 清水よし子         |
| 1131              | 2月17日           | 篠井英介、杉浦幸、早瀬ひとみ、宮脇健                                     | 1位・篠井英介 2位・早瀬ひとみ         | 清水よし子         |
| 1132              | 2月18日           | 篠井英介、杉浦幸、早瀬ひとみ、宮脇健                                     | 1位・篠井英介 2位・早瀬ひとみ         | 清水よし子         |
| 1133              | 2月19日           | 加藤晴彦、篠井英介、清水よし子（ピンクの電話）、早瀬ひとみ               |                                       | 清水よし子         |
| 1134              | 2月22日           | カズ・カタヤマ、田中律子、藤崎奈々子、武藤敬司                           | 1位・武藤敬司 2位・田中律子           | 石橋保             |
| 1135              | 2月23日           | カズ・カタヤマ、田中律子、藤崎奈々子、武藤敬司                           | 1位・武藤敬司 2位・田中律子           | 石橋保             |
| 1136              | 2月24日           | 石橋保、中村玉緒、西村知美、吉田照美                                     | 1位・石橋保 2位・吉田照美             | 石橋保             |
| 1137              | 2月25日           | 石橋保、中村玉緒、西村知美、吉田照美                                     | 1位・石橋保 2位・吉田照美             | 石橋保             |
| 1138              | 2月26日           | 石橋保、田中律子、武藤敬司、吉田照美                                     |                                       | 石橋保             |
| 1139              | 3月1日            | 黒須洋嗣、原田徳子、南美希子、山口智充                                   | 1位・南美希子 2位・黒須洋嗣           | 黒須洋嗣           |
| 1140              | 3月2日            | 黒須洋嗣、原田徳子、南美希子、山口智充                                   | 1位・南美希子 2位・黒須洋嗣           | 黒須洋嗣           |
| 1141              | 3月3日            | 井上あずみ、衛藤浩一（THE GOOD-BYE）、松村雄基、保田圭                   | 1位・松村雄基 2位・保田圭             | 黒須洋嗣           |
| 1142              | 3月4日            | 井上あずみ、衛藤浩一（THE GOOD-BYE）、松村雄基、保田圭                   | 1位・松村雄基 2位・保田圭             | 黒須洋嗣           |
| 1143              | 3月5日            | 黒須洋嗣、松村雄基、南美希子、保田圭                                     |                                       | 黒須洋嗣           |
| 1144              | 3月8日            | 風見しんご、加藤紀子、金田賢一、長谷直美                                 | 1位・加藤紀子 2位・長谷直美           | 佐伯日菜子         |
| 1145              | 3月9日            | 風見しんご、加藤紀子、金田賢一、長谷直美                                 | 1位・加藤紀子 2位・長谷直美           | 佐伯日菜子         |
| 1146              | 3月10日           | 川野太郎、佐伯日菜子、田中健、藤吉久美子                                 | 1位・佐伯日菜子 2位・川野太郎         | 佐伯日菜子         |
| 1147              | 3月11日           | 川野太郎、佐伯日菜子、田中健、藤吉久美子                                 | 1位・佐伯日菜子 2位・川野太郎         | 佐伯日菜子         |
| 1148              | 3月12日           | 加藤紀子、川野太郎、佐伯日菜子、長谷直美                                 |                                       | 佐伯日菜子         |
| 1149              | 3月15日           | 石井明美、神田香織、平浩二、宮川一朗太                                   | 1位・神田香織 2位・宮川一朗太         | 山村美智           |
| 1150              | 3月16日           | 石井明美、神田香織、平浩二、宮川一朗太                                   | 1位・神田香織 2位・宮川一朗太         | 山村美智           |
| 1151              | 3月17日           | 松下恵、山口君（コント山口君と竹田君）、山村美智、隆大介                 | 1位・松下恵 2位・山村美智             | 山村美智           |
| 1152              | 3月18日           | 松下恵、山口君（コント山口君と竹田君）、山村美智、隆大介                 | 1位・松下恵 2位・山村美智             | 山村美智           |
| 1153              | 3月19日           | 神田香織、松下恵、宮川一朗太、山村美智                                   |                                       | 山村美智           |
| 1154              | 3月22日           | 長州小力、比企理恵、布施博、まほろば遊                                   | 1位・比企理恵 2位・布施博             | 柳亭楽輔           |
| 1155              | 3月23日           | 長州小力、比企理恵、布施博、まほろば遊                                   | 1位・比企理恵 2位・布施博             | 柳亭楽輔           |
| 1156              | 3月24日           | 青木美保、松田賢二、矢部美穂、柳亭楽輔                                   | 1位・松田賢二 2位・柳亭楽輔           | 柳亭楽輔           |
| 1157              | 3月25日           | 青木美保、松田賢二、矢部美穂、柳亭楽輔                                   | 1位・松田賢二 2位・柳亭楽輔           | 柳亭楽輔           |
| 1158              | 3月26日           | 比企理恵、布施博、松田賢二、柳亭楽輔                                     |                                       | 柳亭楽輔           |
| 1159              | 3月29日           | 久保田篤、高見恭子、武田修宏、葉山レイコ                                 | 1位・高見恭子 2位・葉山レイコ         | たいせい           |
| 1160              | 3月30日           | 久保田篤、高見恭子、武田修宏、葉山レイコ                                 | 1位・高見恭子 2位・葉山レイコ         | たいせい           |
| 1161              | 3月31日           | 穴井夕子、たいせい（シャ乱Q）、田山涼成、床嶋佳子                        | 1位・たいせい 2位・床嶋佳子           | たいせい           |
| 1162              | 4月1日            | 穴井夕子、たいせい（シャ乱Q）、田山涼成、床嶋佳子                        | 1位・たいせい 2位・床嶋佳子           | たいせい           |
| 1163              | 4月2日            | たいせい（シャ乱Q）、高見恭子、床嶋佳子、葉山レイコ                      |                                       | たいせい           |
| 1164              | 4月5日            | 安藤麻吹、江藤博利、木村理恵、堤大二郎                                   | 1位・安藤麻吹 2位・堤大二郎           | イリア             |
| 1165              | 4月6日            | 安藤麻吹、江藤博利、木村理恵、堤大二郎                                   | 1位・安藤麻吹 2位・堤大二郎           | イリア             |
| 1166              | 4月7日            | イリア（ジューシィ・フルーツ）、たいらいさお、新田純一、野々村俊恵       | 1位・イリア 2位・野々村俊恵           | イリア             |
| 1167              | 4月8日            | イリア（ジューシィ・フルーツ）、たいらいさお、新田純一、野々村俊恵       | 1位・イリア 2位・野々村俊恵           | イリア             |
| 1168              | 4月9日            | 安藤麻吹、イリア（ジューシィ・フルーツ）、堤大二郎、野々村俊恵           |                                       | イリア             |
| 1169              | 4月12日           | 金田喜稔、黒田アーサー、長谷川まさ子、松井紀美江                         | 1位・黒田アーサー 2位・長谷川まさ子   | 黒田アーサー       |
| 1170              | 4月13日           | 金田喜稔、黒田アーサー、長谷川まさ子、松井紀美江                         | 1位・黒田アーサー 2位・長谷川まさ子   | 黒田アーサー       |
| 1171              | 4月14日           | 沢田亜矢子、冨永みーな、ニコラス・ペタス、三浦浩一                       | 1位・三浦浩一 2位・沢田亜矢子         | 黒田アーサー       |
| 1172              | 4月15日           | 沢田亜矢子、冨永みーな、ニコラス・ペタス、三浦浩一                       | 1位・三浦浩一 2位・沢田亜矢子         | 黒田アーサー       |
| 1173              | 4月16日           | 黒田アーサー、沢田亜矢子、長谷川まさ子、三浦浩一                         |                                       | 黒田アーサー       |
| 1174              | 4月19日           | うつみ宮土理、嘉門タツオ、川俣しのぶ、佐戸井けん太                       | 1位・佐戸井けん太 2位・川俣しのぶ     | 佐戸井けん太       |
| 1175              | 4月20日           | うつみ宮土理、嘉門タツオ、川俣しのぶ、佐戸井けん太                       | 1位・佐戸井けん太 2位・川俣しのぶ     | 佐戸井けん太       |
| 1176              | 4月21日           | 岡田美里、つちやかおり、前田日明、六平直政                               | 1位・つちやかおり 2位・岡田美里       | 佐戸井けん太       |
| 1177              | 4月22日           | 岡田美里、つちやかおり、前田日明、六平直政                               | 1位・つちやかおり 2位・岡田美里       | 佐戸井けん太       |
| 1178              | 4月23日           | 岡田美里、川俣しのぶ、佐戸井けん太、つちやかおり                         |                                       | 佐戸井けん太       |
| 1179              | 4月26日           | 桂宮治、串田アキラ、山田邦子、雪野智世                                   | 1位・桂宮治 2位・串田アキラ           | 桂宮治             |
| 1180              | 4月27日           | 桂宮治、串田アキラ、山田邦子、雪野智世                                   | 1位・桂宮治 2位・串田アキラ           | 桂宮治             |
| 1181              | 4月28日           | 阿川泰子、ダイナマイト関西、増田晋、山下真司                             | 1位・増田晋 2位・ダイナマイト関西     | 桂宮治             |
| 1182              | 4月29日           | 阿川泰子、ダイナマイト関西、増田晋、山下真司                             | 1位・増田晋 2位・ダイナマイト関西     | 桂宮治             |
| 1183              | 4月30日           | 桂宮治、串田アキラ、ダイナマイト関西、増田晋                             |                                       | 桂宮治             |
| 1184              | 5月3日            | 大川栄子、佐渡稔、柴田光太郎、橋本志穂                                   | 1位・柴田光太郎 2位・橋本志穂         | 柴田光太郎         |
| 1185              | 5月4日            | 大川栄子、佐渡稔、柴田光太郎、橋本志穂                                   | 1位・柴田光太郎 2位・橋本志穂         | 柴田光太郎         |
| 1186              | 5月5日            | 音無美紀子、木下ほうか、奈良富士子、山田明郷                             | 1位・音無美紀子 2位・奈良富士子       | 柴田光太郎         |
| 1187              | 5月6日            | 音無美紀子、木下ほうか、奈良富士子、山田明郷                             | 1位・音無美紀子 2位・奈良富士子       | 柴田光太郎         |
| 1188              | 5月7日            | 音無美紀子、柴田光太郎、奈良富士子、橋本志穂                             |                                       | 柴田光太郎         |
| 1189              | 5月10日           | 石野真子、江木俊夫、芹洋子、真栄田賢（スリムクラブ）                     | 1位・真栄田賢 2位・石野真子           | 島田秀平           |
| 1190              | 5月11日           | 石野真子、江木俊夫、芹洋子、真栄田賢（スリムクラブ）                     | 1位・真栄田賢 2位・石野真子           | 島田秀平           |
| 1191              | 5月12日           | 大林素子、島田秀平、中尾ミエ、ふとがね金太                               | 1位・島田秀平 2位・ふとがね金太       | 島田秀平           |
| 1192              | 5月13日           | 大林素子、島田秀平、中尾ミエ、ふとがね金太                               | 1位・島田秀平 2位・ふとがね金太       | 島田秀平           |
| 1193              | 5月14日           | 石野真子、島田秀平、ふとがね金太、真栄田賢（スリムクラブ）               |                                       | 島田秀平           |
| 1194              | 5月17日           | 斉藤レイ、ねづっち、野村将希、平山みき                                   | 1位・平山みき 2位・斉藤レイ           | 平山みき           |
| 1195              | 5月18日           | 斉藤レイ、ねづっち、野村将希、平山みき                                   | 1位・平山みき 2位・斉藤レイ           | 平山みき           |
| 1196              | 5月19日           | 大西結花、川内天子、美樹克彦、薬師寺保栄                                 | 1位・美樹克彦 2位・川内天子           | 平山みき           |
| 1197              | 5月20日           | 大西結花、川内天子、美樹克彦、薬師寺保栄                                 | 1位・美樹克彦 2位・川内天子           | 平山みき           |
| 1198              | 5月21日           | 川内天子、斉藤レイ、平山みき、美樹克彦                                   |                                       | 平山みき           |
| 1199              | 5月24日           | 入山学、江口ともみ、ドン小西、なかじままり                               | 1位・なかじままり 2位・江口ともみ     | 山下容莉枝         |
| 1200              | 5月25日           | 入山学、江口ともみ、ドン小西、なかじままり                               | 1位・なかじままり 2位・江口ともみ     | 山下容莉枝         |
| 1201              | 5月26日           | 黒谷友香、三宅恵介、山口良一、山下容莉枝                                 | 1位・山下容莉枝 2位・三宅恵介         | 山下容莉枝         |
| 1202              | 5月27日           | 黒谷友香、三宅恵介、山口良一、山下容莉枝                                 | 1位・山下容莉枝 2位・三宅恵介         | 山下容莉枝         |
| 1203              | 5月28日           | 江口ともみ、なかじままり、三宅恵介、山下容莉枝                           |                                       | 山下容莉枝         |
| 1204              | 5月31日           | 天野勝弘、錦野旦、林寛子、美貴じゅん子                                   | 1位・天野勝弘 2位・美貴じゅん子       | 天野勝弘           |
| 1205              | 6月1日            | 天野勝弘、錦野旦、林寛子、美貴じゅん子                                   | 1位・天野勝弘 2位・美貴じゅん子       | 天野勝弘           |
| 1206              | 6月2日            | 岡本信人、直江喜一、早瀬久美、真琴つばさ                                 | 1位・早瀬久美 2位・岡本信人           | 天野勝弘           |
| 1207              | 6月3日            | 岡本信人、直江喜一、早瀬久美、真琴つばさ                                 | 1位・早瀬久美 2位・岡本信人           | 天野勝弘           |
| 1208              | 6月4日            | 天野勝弘、岡本信人、早瀬久美、美貴じゅん子                               |                                       | 天野勝弘           |
| 1212              | 6月14日           | 石井愃一、立枝歩、西尾まり、森脇健児                                     | 1位・西尾まり 2位・立枝歩             | 西尾まり           |
| 1213              | 6月15日           | 石井愃一、立枝歩、西尾まり、森脇健児                                     | 1位・西尾まり 2位・立枝歩             | 西尾まり           |
| 1214              | 6月16日           | エド山口、高橋真美、中島はるみ、中野浩一                                 | 1位・高橋真美 2位・中野浩一           | 西尾まり           |
| 1215              | 6月17日           | エド山口、高橋真美、中島はるみ、中野浩一                                 | 1位・高橋真美 2位・中野浩一           | 西尾まり           |
| 1216              | 6月18日           | 高橋真美、立枝歩、中野浩一、西尾まり                                     |                                       | 西尾まり           |
| 1217              | 6月21日           | 石橋正次、小林千絵、鶴久政治、山口ひろみ                                 | 1位・小林千絵 2位・鶴久政治           | 真島茂樹           |
| 1218              | 6月22日           | 石橋正次、小林千絵、鶴久政治、山口ひろみ                                 | 1位・小林千絵 2位・鶴久政治           | 真島茂樹           |
| 1219              | 6月23日           | 末次美沙緒、ニック・ニューサ、本田理沙、真島茂樹                         | 1位・真島茂樹 2位・本田理沙           | 真島茂樹           |
| 1220              | 6月24日           | 末次美沙緒、ニック・ニューサ、本田理沙、真島茂樹                         | 1位・真島茂樹 2位・本田理沙           | 真島茂樹           |
| 1221              | 6月25日           | 小林千絵、鶴久政治、本田理沙、真島茂樹                                   |                                       | 真島茂樹           |
| 1222              | 6月28日           | 入山アキ子、九十九一、奈美悦子、三沢またろう                             | 1位・三沢またろう 2位・入山アキ子     | 入山アキ子         |
| 1223              | 6月29日           | 入山アキ子、九十九一、奈美悦子、三沢またろう                             | 1位・三沢またろう 2位・入山アキ子     | 入山アキ子         |
| 1224              | 6月30日           | 古村比呂、田中康夫、天龍源一郎、西口久美子                               | 1位・西口久美子 2位・古村比呂         | 入山アキ子         |
| 1225              | 7月1日            | 古村比呂、田中康夫、天龍源一郎、西口久美子                               | 1位・西口久美子 2位・古村比呂         | 入山アキ子         |
| 1226              | 7月2日            | 入山アキ子、古村比呂、西口久美子、三沢またろう                           |                                       | 入山アキ子         |
| 1227              | 7月5日            | 東てる美、クリス松村、黒田福美、羽場裕一                                 | 1位・クリス松村 2位・東てる美         | 久保田磨希         |
| 1228              | 7月6日            | 東てる美、クリス松村、黒田福美、羽場裕一                                 | 1位・クリス松村 2位・東てる美         | 久保田磨希         |
| 1229              | 7月7日            | 大石吾朗、久保田磨希、斉藤暁、三浦リカ                                   | 1位・久保田磨希 2位・大石吾朗         | 久保田磨希         |
| 1230              | 7月8日            | 大石吾朗、久保田磨希、斉藤暁、三浦リカ                                   | 1位・久保田磨希 2位・大石吾朗         | 久保田磨希         |
| 1231              | 7月9日            | 東てる美、大石吾朗、久保田磨希、クリス松村                               |                                       | 久保田磨希         |
| 1232              | 7月12日           | 井上聡（次長課長）、小林綾子、斉藤こず恵、春海四方                       | 1位・小林綾子 2位・春海四方           | 春海四方           |
| 1233              | 7月13日           | 井上聡（次長課長）、小林綾子、斉藤こず恵、春海四方                       | 1位・小林綾子 2位・春海四方           | 春海四方           |
| 1234              | 7月14日           | ガッツ石松、田中星児、森公美子、芳本美代子                               | 1位・田中星児 2位・森公美子           | 春海四方           |
| 1235              | 7月15日           | ガッツ石松、田中星児、森公美子、芳本美代子                               | 1位・田中星児 2位・森公美子           | 春海四方           |
| 1236              | 7月16日           | 小林綾子、田中星児、春海四方、森公美子                                   |                                       | 春海四方           |
| 1237              | 7月19日           | 大場久美子、高杉亘、松澤一之、マルシア                                   | 1位・高杉亘 2位・大場久美子           | サンプラザ中野くん |
| 1238              | 7月20日           | 大場久美子、高杉亘、松澤一之、マルシア                                   | 1位・高杉亘 2位・大場久美子           | サンプラザ中野くん |
| 1239              | 7月21日           | 大石継太、サンプラザ中野くん、服部真湖、芳村真理                         | 1位・サンプラザ中野くん 2位・服部真湖 | サンプラザ中野くん |
| 1240              | 7月22日           | 大石継太、サンプラザ中野くん、服部真湖、芳村真理                         | 1位・サンプラザ中野くん 2位・服部真湖 | サンプラザ中野くん |
| 1241              | 7月23日           | 大場久美子、サンプラザ中野くん、高杉亘、服部真湖                         |                                       | サンプラザ中野くん |
| 1242              | 7月26日           | ダンディ坂野、八波一起、藤田弓子、水町レイコ                             | 1位・八波一起 2位・ダンディ坂野       | 山川豊             |
| 1243              | 7月27日           | ダンディ坂野、八波一起、藤田弓子、水町レイコ                             | 1位・八波一起 2位・ダンディ坂野       | 山川豊             |
| 1244              | 7月28日           | 遠山俊也、七瀬なつみ、春やすこ、山川豊                                   | 1位・春やすこ 2位・山川豊             | 山川豊             |
| 1245              | 7月29日           | 遠山俊也、七瀬なつみ、春やすこ、山川豊                                   | 1位・春やすこ 2位・山川豊             | 山川豊             |
| 1246              | 7月30日           | ダンディ坂野、八波一起、春やすこ、山川豊                                 |                                       | 山川豊             |
| 1247              | 8月2日            | 伊藤咲子、岡田理江、ノブ（ノブ&フッキー）、美勇士                        | 1位・ノブ 2位・美勇士                 | ノブ               |
| 1248              | 8月3日            | 伊藤咲子、岡田理江、ノブ（ノブ&フッキー）、美勇士                        | 1位・ノブ 2位・美勇士                 | ノブ               |
| 1249              | 8月4日            | 赤星昇一郎、藤野とし恵、ふせえり、森本英世                               | 1位・藤野とし恵 2位・森本英世         | ノブ               |
| 1250              | 8月5日            | 赤星昇一郎、藤野とし恵、ふせえり、森本英世                               | 1位・藤野とし恵 2位・森本英世         | ノブ               |
| 1251              | 8月6日            | ノブ（ノブ&フッキー）、美勇士、藤野とし恵、森本英世                      |                                       | ノブ               |
| 1252              | 8月9日            | 梅宮クラウディア、川上麻衣子、渋谷哲平、ハチミツ二郎（東京ダイナマイト） | 1位・川上麻衣子 2位・ハチミツ二郎     | 川上麻衣子         |
| 1253              | 8月10日           | 梅宮クラウディア、川上麻衣子、渋谷哲平、ハチミツ二郎（東京ダイナマイト） | 1位・川上麻衣子 2位・ハチミツ二郎     | 川上麻衣子         |
| 1254              | 8月11日           | 井倉光一、池畑慎之介、大石まどか、笑福亭羽光                             | 1位・井倉光一 2位・池畑慎之介         | 川上麻衣子         |
| 1255              | 8月12日           | 井倉光一、池畑慎之介、大石まどか、笑福亭羽光                             | 1位・井倉光一 2位・池畑慎之介         | 川上麻衣子         |
| 1256              | 8月13日           | 井倉光一、池畑慎之介、川上麻衣子、ハチミツ二郎（東京ダイナマイト）       |                                       | 川上麻衣子         |
| 1257              | 8月16日           | 大神いずみ、大森隆志、原田伸郎、真理アンヌ                               | 1位・原田伸郎 2位・真理アンヌ         | アントキの猪木     |
| 1258              | 8月17日           | 大神いずみ、大森隆志、原田伸郎、真理アンヌ                               | 1位・原田伸郎 2位・真理アンヌ         | アントキの猪木     |
| 1259              | 8月18日           | アントキの猪木、飯田圭織、さくら（さくらと一郎）、徳光和夫               | 1位・徳光和夫 2位・アントキの猪木     | アントキの猪木     |
| 1260              | 8月19日           | アントキの猪木、飯田圭織、さくら（さくらと一郎）、徳光和夫               | 1位・徳光和夫 2位・アントキの猪木     | アントキの猪木     |
| 1261              | 8月20日           | アントキの猪木、徳光和夫、原田伸郎、真理アンヌ                           |                                       | アントキの猪木     |
| 1262              | 8月23日           | 大島さと子、原田大二郎、藤田朋子、山口粧太                               | 1位・大島さと子 2位・藤田朋子         | 藤田朋子           |
| 1263              | 8月24日           | 大島さと子、原田大二郎、藤田朋子、山口粧太                               | 1位・大島さと子 2位・藤田朋子         | 藤田朋子           |
| 1264              | 8月25日           | 梅宮アンナ、大木凡人、国広富之、姿憲子                                   | 1位・国広富之 2位・梅宮アンナ         | 藤田朋子           |
| 1265              | 8月26日           | 梅宮アンナ、大木凡人、国広富之、姿憲子                                   | 1位・国広富之 2位・梅宮アンナ         | 藤田朋子           |
| 1266              | 8月27日           | 梅宮アンナ、大島さと子、国広富之、藤田朋子                               |                                       | 藤田朋子           |
| 1270              | 9月6日            | 網浜直子、岡崎友紀、長江英和、南部虎弾（電撃ネットワーク）               | 1位・岡崎友紀 2位・長江英和           | 岡崎友紀           |
| 1271              | 9月7日            | 網浜直子、岡崎友紀、長江英和、南部虎弾（電撃ネットワーク）               | 1位・岡崎友紀 2位・長江英和           | 岡崎友紀           |
| 1272              | 9月8日            | 阿知波悟美、外波山文明、仁科亜季子、柳沢超                               | 1位・仁科亜季子 2位・阿知波悟美       | 岡崎友紀           |
| 1273              | 9月9日            | 阿知波悟美、外波山文明、仁科亜季子、柳沢超                               | 1位・仁科亜季子 2位・阿知波悟美       | 岡崎友紀           |
| 1274              | 9月10日           | 阿知波悟美、岡崎友紀、長江英和、仁科亜季子                               |                                       | 岡崎友紀           |
| 1275              | 9月13日           | 伊丹幸雄、大桃美代子、野路由紀子、ふじいあきら                           | 1位・大桃美代子 2位・ふじいあきら     | ふじいあきら       |
| 1276              | 9月14日           | 伊丹幸雄、大桃美代子、野路由紀子、ふじいあきら                           | 1位・大桃美代子 2位・ふじいあきら     | ふじいあきら       |
| 1277              | 9月15日           | 大浦龍宇一、岡まゆみ、岡元あつこ、村上ショージ                           | 1位・岡まゆみ 2位・岡元あつこ         | ふじいあきら       |
| 1278              | 9月16日           | 大浦龍宇一、岡まゆみ、岡元あつこ、村上ショージ                           | 1位・岡まゆみ 2位・岡元あつこ         | ふじいあきら       |
| 1279              | 9月17日           | 大桃美代子、岡まゆみ、岡元あつこ、ふじいあきら                           |                                       | ふじいあきら       |
| 1280              | 9月20日           | 桑野信義、重田千穂子、舞の海秀平、松野有里巳                             | 1位・松野有里巳 2位・重田千穂子       | 彦摩呂             |
| 1281              | 9月21日           | 桑野信義、重田千穂子、舞の海秀平、松野有里巳                             | 1位・松野有里巳 2位・重田千穂子       | 彦摩呂             |
| 1282              | 9月22日           | 大久保運、片岡京子、竹内都子（ピンクの電話）、彦摩呂                     | 1位・彦摩呂 2位・片岡京子             | 彦摩呂             |
| 1283              | 9月23日           | 大久保運、片岡京子、竹内都子（ピンクの電話）、彦摩呂                     | 1位・彦摩呂 2位・片岡京子             | 彦摩呂             |
| 1284              | 9月24日           | 片岡京子、重田千穂子、彦摩呂、松野有里巳                                 |                                       | 彦摩呂             |
| 1285              | 9月27日           | あいざき進也、大鶴義丹、北岡夢子、杉田かおる                             | 1位・あいざき進也 2位・大鶴義丹       | 大鶴義丹           |
| 1286              | 9月28日           | あいざき進也、大鶴義丹、北岡夢子、杉田かおる                             | 1位・あいざき進也 2位・大鶴義丹       | 大鶴義丹           |
| 1287              | 9月29日           | 北野大、栗田よう子、山田美保子、ラッシャー板前                           | 1位・栗田よう子 2位・山田美保子       | 大鶴義丹           |
| 1288              | 9月30日           | 北野大、栗田よう子、山田美保子、ラッシャー板前                           | 1位・栗田よう子 2位・山田美保子       | 大鶴義丹           |
| 1289              | 10月1日           | あいざき進也、大鶴義丹、栗田よう子、山田美保子                           |                                       | 大鶴義丹           |
| 1290              | 10月4日           | 石原詢子、佐伯貴弘、髙田恭子、湯原昌幸                                   | 1位・佐伯貴弘 2位・石原詢子           | 佐伯貴弘           |
| 1291              | 10月5日           | 石原詢子、佐伯貴弘、髙田恭子、湯原昌幸                                   | 1位・佐伯貴弘 2位・石原詢子           | 佐伯貴弘           |
| 1292              | 10月6日           | 赤座美代子、一条聖矢、近藤サト、横山ひろし                               | 1位・赤座美代子 2位・近藤サト         | 佐伯貴弘           |
| 1293              | 10月7日           | 赤座美代子、一条聖矢、近藤サト、横山ひろし                               | 1位・赤座美代子 2位・近藤サト         | 佐伯貴弘           |
| 1294              | 10月8日           | 赤座美代子、石原詢子、近藤サト、佐伯貴弘                                 |                                       | 佐伯貴弘           |
| 1295              | 10月11日          | 伊藤かずえ、桑山哲也、御木裕、弓純子                                     | 1位・桑山哲也 2位・伊藤かずえ         | 桑山哲也           |
| 1296              | 10月12日          | 伊藤かずえ、桑山哲也、御木裕、弓純子                                     | 1位・桑山哲也 2位・伊藤かずえ         | 桑山哲也           |
| 1297              | 10月13日          | かとうれいこ、金井夕子、タケ小山、ビートきよし                           | 1位・金井夕子 2位・かとうれいこ       | 桑山哲也           |
| 1298              | 10月14日          | かとうれいこ、金井夕子、タケ小山、ビートきよし                           | 1位・金井夕子 2位・かとうれいこ       | 桑山哲也           |
| 1299              | 10月15日          | 伊藤かずえ、かとうれいこ、金井夕子、桑山哲也                             |                                       | 桑山哲也           |
| 1300              | 10月18日          | 小牧ユカ、合田雅吏、天山広吉、みずき舞                                   | 1位・合田雅吏 2位・天山広吉           | 中村繁之           |
| 1301              | 10月19日          | 小牧ユカ、合田雅吏、天山広吉、みずき舞                                   | 1位・合田雅吏 2位・天山広吉           | 中村繁之           |
| 1302              | 10月20日          | 辻沢杏子、中村繁之、西寄ひがし、春けいこ                                 | 1位・中村繁之 2位・西寄ひがし         | 中村繁之           |
| 1303              | 10月21日          | 辻沢杏子、中村繁之、西寄ひがし、春けいこ                                 | 1位・中村繁之 2位・西寄ひがし         | 中村繁之           |
| 1304              | 10月22日          | 合田雅吏、天山広吉、中村繁之、西寄ひがし                                 |                                       | 中村繁之           |
| 1305              | 10月25日          | 大東めぐみ、かとうかず子、斉木しげる、新藤栄作                           | 1位・かとうかず子 2位・斉木しげる     | 斉木しげる         |
| 1306              | 10月26日          | 大東めぐみ、かとうかず子、斉木しげる、新藤栄作                           | 1位・かとうかず子 2位・斉木しげる     | 斉木しげる         |
| 1307              | 10月27日          | 北原ミレイ、鶴岡雅義、ラッキィ池田、鰐淵理沙                             | 1位・ラッキィ池田 2位・鰐淵理沙       | 斉木しげる         |
| 1308              | 10月28日          | 北原ミレイ、鶴岡雅義、ラッキィ池田、鰐淵理沙                             | 1位・ラッキィ池田 2位・鰐淵理沙       | 斉木しげる         |
| 1309              | 10月29日          | かとうかず子、斉木しげる、ラッキィ池田、鰐淵理沙                         |                                       | 斉木しげる         |
| 1310              | 11月1日           | 大沢逸美、古閑正美、萩尾みどり、渡辺正行                                 | 1位・古閑正美 2位・萩尾みどり         | 古閑正美           |
| 1311              | 11月2日           | 大沢逸美、古閑正美、萩尾みどり、渡辺正行                                 | 1位・古閑正美 2位・萩尾みどり         | 古閑正美           |
| 1312              | 11月3日           | あべ静江、小柳友貴美、堀内孝雄、湯江タケユキ                             | 1位・あべ静江 2位・堀内孝雄           | 古閑正美           |
| 1313              | 11月4日           | あべ静江、小柳友貴美、堀内孝雄、湯江タケユキ                             | 1位・あべ静江 2位・堀内孝雄           | 古閑正美           |
| 1314              | 11月5日           | あべ静江、古閑正美、萩尾みどり、堀内孝雄                                 |                                       | 古閑正美           |
| 1315              | 11月8日           | 尾形明美、河相我聞、難波圭一、吉岡美穂                                   | 1位・尾形明美 2位・難波圭一           | 団長安田           |
| 1316              | 11月9日           | 尾形明美、河相我聞、難波圭一、吉岡美穂                                   | 1位・尾形明美 2位・難波圭一           | 団長安田           |
| 1317              | 11月10日          | 五十嵐めぐみ、佳山明生、鈴木蘭々、団長安田（安田大サーカス）             | 1位・団長安田 2位・佳山明生           | 団長安田           |
| 1318              | 11月11日          | 五十嵐めぐみ、佳山明生、鈴木蘭々、団長安田（安田大サーカス）             | 1位・団長安田 2位・佳山明生           | 団長安田           |
| 1319              | 11月12日          | 尾形明美、佳山明生、団長安田（安田大サーカス）、難波圭一                 |                                       | 団長安田           |
| 1320              | 11月15日          | 芦川誠、一色采子、島田洋八、瀬川瑛子                                     | 1位・芦川誠 2位・一色采子             | 芦川よしみ         |
| 1321              | 11月16日          | 芦川誠、一色采子、島田洋八、瀬川瑛子                                     | 1位・芦川誠 2位・一色采子             | 芦川よしみ         |
| 1322              | 11月17日          | 芦川よしみ、姿月あさと、剛（中川家）、和田青児                           | 1位・剛 2位・芦川よしみ               | 芦川よしみ         |
| 1323              | 11月18日          | 芦川よしみ、姿月あさと、剛（中川家）、和田青児                           | 1位・剛 2位・芦川よしみ               | 芦川よしみ         |
| 1324              | 11月19日          | 芦川誠、芦川よしみ、一色采子、剛（中川家）                               |                                       | 芦川よしみ         |
| 1325              | 11月22日          | 麻丘めぐみ、金山一彦、降矢由美子、渡洋史                                 | 1位・降矢由美子 2位・渡洋史           | 降矢由美子         |
| 1326              | 11月23日          | 麻丘めぐみ、金山一彦、降矢由美子、渡洋史                                 | 1位・降矢由美子 2位・渡洋史           | 降矢由美子         |
| 1327              | 11月24日          | アグネス・チャン、おりも政夫、林泰文、渡部絵美                           | 1位・林泰文 2位・アグネス・チャン     | 降矢由美子         |
| 1328              | 11月25日          | アグネス・チャン、おりも政夫、林泰文、渡部絵美                           | 1位・林泰文 2位・アグネス・チャン     | 降矢由美子         |
| 1329              | 11月26日          | アグネス・チャン、林泰文、降矢由美子、渡洋史                             |                                       | 降矢由美子         |
| 1330              | 11月29日          | 内海美幸、佐藤弘道、須永慶、三宅藤九郎                                   | 1位・内海美幸 2位・三宅藤九郎         | 森田日記           |
| 1331              | 11月30日          | 内海美幸、佐藤弘道、須永慶、三宅藤九郎                                   | 1位・内海美幸 2位・三宅藤九郎         | 森田日記           |
| 1332              | 12月1日           | HIROSHI、冨家規政、古瀬絵理、森田日記                                    | 1位・HIROSHI 2位・森田日記            | 森田日記           |
| 1333              | 12月2日           | HIROSHI、冨家規政、古瀬絵理、森田日記                                    | 1位・HIROSHI 2位・森田日記            | 森田日記           |
| 1334              | 12月3日           | 内海美幸、HIROSHI、三宅藤九郎、森田日記                                  |                                       | 森田日記           |
| 1335              | 12月6日           | 榊原るみ、笑福亭笑瓶、綱島郷太郎、yayo（Myunとyayo〜）                   | 1位・yayo 2位・榊原るみ               | 西山浩司           |
| 1336              | 12月7日           | 榊原るみ、笑福亭笑瓶、綱島郷太郎、yayo（Myunとyayo〜）                   | 1位・yayo 2位・榊原るみ               | 西山浩司           |
| 1337              | 12月8日           | 片岡富枝、才勝、さとう珠緒、西山浩司                                     | 1位・さとう珠緒 2位・西山浩司         | 西山浩司           |
| 1338              | 12月9日           | 片岡富枝、才勝、さとう珠緒、西山浩司                                     | 1位・さとう珠緒 2位・西山浩司         | 西山浩司           |
| 1339              | 12月10日          | 榊原るみ、さとう珠緒、西山浩司、yayo（Myunとyayo〜）                     |                                       | 西山浩司           |
| 1340              | 12月13日          | あご勇、SILVA、竹原慎二、渚あき                                          | 1位・竹原慎二 2位・あご勇             | 三波豊和           |
| 1341              | 12月14日          | あご勇、SILVA、竹原慎二、渚あき                                          | 1位・竹原慎二 2位・あご勇             | 三波豊和           |
| 1342              | 12月15日          | 有野晋哉（よゐこ）、遠山景織子、三波豊和、渡辺めぐみ                     | 1位・三波豊和 2位・遠山景織子         | 三波豊和           |
| 1343              | 12月16日          | 有野晋哉（よゐこ）、遠山景織子、三波豊和、渡辺めぐみ                     | 1位・三波豊和 2位・遠山景織子         | 三波豊和           |
| 1344              | 12月17日          | あご勇、竹原慎二、遠山景織子、三波豊和                                   |                                       | 三波豊和           |
| 1345              | 12月20日          | 大河内志保、西方裕之、秦万里子、藤原喜明                                 | 1位・大河内志保 2位・藤原喜明         | 大河内志保         |
| 1346              | 12月21日          | 大河内志保、西方裕之、秦万里子、藤原喜明                                 | 1位・大河内志保 2位・藤原喜明         | 大河内志保         |
| 1347              | 12月22日          | 和泉節子、神奈月、佐藤祐一、白石まるみ                                   | 1位・白石まるみ 2位・佐藤祐一         | 大河内志保         |
| 1348              | 12月23日          | 和泉節子、神奈月、佐藤祐一、白石まるみ                                   | 1位・白石まるみ 2位・佐藤祐一         | 大河内志保         |
| 1349              | 12月24日          | 大河内志保、佐藤祐一、白石まるみ、藤原喜明                               |                                       | 大河内志保         |

#### 2022年
| 2022年（令和4年） | 2022年（令和4年） | 2022年（令和4年）                                                        | 2022年（令和4年）                        | 2022年（令和4年） |
| 回                | 放送日            | パネラー                                                                 | 上位2名（1位のパネラーは脳ベル賞）       | 週間チャンピオン  |
| ----------------- | ----------------- | ------------------------------------------------------------------------ | ---------------------------------------- | ----------------- |
| 1350              | 1月3日            | 小桜京子、タブレット純、中山エミリ、和田静男                             | 1位・タブレット純 2位・中山エミリ        | 池上季実子        |
| 1351              | 1月4日            | 小桜京子、タブレット純、中山エミリ、和田静男                             | 1位・タブレット純 2位・中山エミリ        | 池上季実子        |
| 1352              | 1月5日            | 池上季実子、坂本一生、林家木久扇、吉沢京子                               | 1位・池上季実子 2位・吉沢京子            | 池上季実子        |
| 1353              | 1月6日            | 池上季実子、坂本一生、林家木久扇、吉沢京子                               | 1位・池上季実子 2位・吉沢京子            | 池上季実子        |
| 1354              | 1月7日            | 池上季実子、タブレット純、中山エミリ、吉沢京子                           |                                          | 池上季実子        |
| 1355              | 1月10日           | 梅垣義明、岡本椛里、久宝留理子、徳光正行                                 | 1位・徳光正行 2位・梅垣義明              | 徳光正行          |
| 1356              | 1月11日           | 梅垣義明、岡本椛里、久宝留理子、徳光正行                                 | 1位・徳光正行 2位・梅垣義明              | 徳光正行          |
| 1357              | 1月12日           | 大沢樹生、尾崎魔弓、冨田恵子、福澤重文                                   | 1位・大沢樹生 2位・尾崎魔弓              | 徳光正行          |
| 1358              | 1月13日           | 大沢樹生、尾崎魔弓、冨田恵子、福澤重文                                   | 1位・大沢樹生 2位・尾崎魔弓              | 徳光正行          |
| 1359              | 1月14日           | 梅垣義明、大沢樹生、尾崎魔弓、徳光正行                                   |                                          | 徳光正行          |
| 1360              | 1月17日           | 逸見太郎、早苗ネネ（じゅん&ネネ）、西崎緑、山咲トオル                    | 1位・逸見太郎 2位・早苗ネネ              | 早苗ネネ          |
| 1361              | 1月18日           | 逸見太郎、早苗ネネ（じゅん&ネネ）、西崎緑、山咲トオル                    | 1位・逸見太郎 2位・早苗ネネ              | 早苗ネネ          |
| 1362              | 1月19日           | 相本久美子、池田親興、香川けんじ（コントD51）、千堂あきほ                | 1位・相本久美子 2位・池田親興            | 早苗ネネ          |
| 1363              | 1月20日           | 相本久美子、池田親興、香川けんじ（コントD51）、千堂あきほ                | 1位・相本久美子 2位・池田親興            | 早苗ネネ          |
| 1364              | 1月21日           | 相本久美子、池田親興、逸見太郎、早苗ネネ（じゅん&ネネ）                  |                                          | 早苗ネネ          |
| 1365              | 1月24日           | 石倉三郎、緒方賢一、KABA.ちゃん、白川和子                                | 1位・KABA.ちゃん 2位・緒方賢一           | KABA.ちゃん       |
| 1366              | 1月25日           | 石倉三郎、緒方賢一、KABA.ちゃん、白川和子                                | 1位・KABA.ちゃん 2位・緒方賢一           | KABA.ちゃん       |
| 1367              | 1月26日           | 飯星景子、なべおさみ、真由子、宮本正明                                   | 1位・宮本正明 2位・飯星景子              | KABA.ちゃん       |
| 1368              | 1月27日           | 飯星景子、なべおさみ、真由子、宮本正明                                   | 1位・宮本正明 2位・飯星景子              | KABA.ちゃん       |
| 1369              | 1月28日           | 飯星景子、緒方賢一、KABA.ちゃん、宮本正明                                |                                          | KABA.ちゃん       |
| 1370              | 1月31日           | 和泉淳子、清水よし子（ピンクの電話）、三善英史、山根公路（DEEN）         | 1位・山根公路 2位・三善英史              | 来栖あつこ        |
| 1371              | 2月1日            | 和泉淳子、清水よし子（ピンクの電話）、三善英史、山根公路（DEEN）         | 1位・山根公路 2位・三善英史              | 来栖あつこ        |
| 1372              | 2月2日            | 北林早苗、来栖あつこ、ダイアモンド☆ユカイ、堀田眞三                      | 1位・来栖あつこ 2位・ダイアモンド☆ユカイ | 来栖あつこ        |
| 1373              | 2月3日            | 北林早苗、来栖あつこ、ダイアモンド☆ユカイ、堀田眞三                      | 1位・来栖あつこ 2位・ダイアモンド☆ユカイ | 来栖あつこ        |
| 1374              | 2月4日            | 来栖あつこ、ダイアモンド☆ユカイ、三善英史、山根公路（DEEN）              |                                          | 来栖あつこ        |
| 1375              | 2月7日            | 小島聡、佐々木優介（磁石）、澤井孝子、水沢アキ                           | 1位・佐々木優介 2位・水沢アキ            | 佐々木優介        |
| 1376              | 2月8日            | 小島聡、佐々木優介（磁石）、澤井孝子、水沢アキ                           | 1位・佐々木優介 2位・水沢アキ            | 佐々木優介        |
| 1377              | 2月9日            | はしのえみ、畠山みどり、パンチ佐藤、不破万作                             | 1位・はしのえみ 2位・不破万作            | 佐々木優介        |
| 1378              | 2月10日           | はしのえみ、畠山みどり、パンチ佐藤、不破万作                             | 1位・はしのえみ 2位・不破万作            | 佐々木優介        |
| 1379              | 2月11日           | 佐々木優介（磁石）、はしのえみ、不破万作、水沢アキ                       |                                          | 佐々木優介        |
| 1380              | 2月14日           | 茅島成美、中野英雄、夏樹陽子、マギー審司                                 | 1位・夏樹陽子 2位・中野英雄              | 中野英雄          |
| 1381              | 2月15日           | 茅島成美、中野英雄、夏樹陽子、マギー審司                                 | 1位・夏樹陽子 2位・中野英雄              | 中野英雄          |
| 1382              | 2月16日           | 島谷ひとみ、土屋圭輔、永田裕志、松本海希                                 | 1位・島谷ひとみ 2位・松本海希            | 中野英雄          |
| 1383              | 2月17日           | 島谷ひとみ、土屋圭輔、永田裕志、松本海希                                 | 1位・島谷ひとみ 2位・松本海希            | 中野英雄          |
| 1384              | 2月18日           | 島谷ひとみ、中野英雄、夏樹陽子、松本海希                                 |                                          | 中野英雄          |
| 1385              | 2月21日           | 杉浦幸、中牟田俊男（海援隊）、中山圭以子、村澤寿彦                       | 1位・村澤寿彦 2位・中山圭以子            | 中山圭以子        |
| 1386              | 2月22日           | 杉浦幸、中牟田俊男（海援隊）、中山圭以子、村澤寿彦                       | 1位・村澤寿彦 2位・中山圭以子            | 中山圭以子        |
| 1387              | 2月23日           | 赤松芳朋（SOPHIA）、大路恵美、岡森諦、根本りつ子                         | 1位・岡森諦 2位・大路恵美                | 中山圭以子        |
| 1388              | 2月24日           | 赤松芳朋（SOPHIA）、大路恵美、岡森諦、根本りつ子                         | 1位・岡森諦 2位・大路恵美                | 中山圭以子        |
| 1389              | 2月25日           | 大路恵美、岡森諦、中山圭以子、村澤寿彦                                   |                                          | 中山圭以子        |
| 1390              | 2月28日           | 天田益男、高橋ひとみ、はねだえりか、深沢邦之（Take2）                    | 1位・高橋ひとみ 2位・深沢邦之            | 鈴木壮麻          |
| 1391              | 3月1日            | 天田益男、高橋ひとみ、はねだえりか、深沢邦之（Take2）                    | 1位・高橋ひとみ 2位・深沢邦之            | 鈴木壮麻          |
| 1392              | 3月2日            | 丘みつ子、神田松鯉、鈴木壮麻、畑中葉子                                   | 1位・丘みつ子 2位・鈴木壮麻              | 鈴木壮麻          |
| 1393              | 3月3日            | 丘みつ子、神田松鯉、鈴木壮麻、畑中葉子                                   | 1位・丘みつ子 2位・鈴木壮麻              | 鈴木壮麻          |
| 1394              | 3月4日            | 丘みつ子、鈴木壮麻、高橋ひとみ、深沢邦之（Take2）                        |                                          | 鈴木壮麻          |
| 1395              | 3月7日            | 林家三平、林マヤ、松田洋治、Yucca                                        | 1位・松田洋治 2位・林家三平              | 森尾由美          |
| 1396              | 3月8日            | 林家三平、林マヤ、松田洋治、Yucca                                        | 1位・松田洋治 2位・林家三平              | 森尾由美          |
| 1397              | 3月9日            | 鈴木正幸、ノッチ（デンジャラス）、マッハ文朱、森尾由美                   | 1位・森尾由美 2位・マッハ文朱            | 森尾由美          |
| 1398              | 3月10日           | 鈴木正幸、ノッチ（デンジャラス）、マッハ文朱、森尾由美                   | 1位・森尾由美 2位・マッハ文朱            | 森尾由美          |
| 1399              | 3月11日           | 林家三平、松田洋治、マッハ文朱、森尾由美                                 |                                          | 森尾由美          |
| 1405              | 3月21日           | 児島未散、田中律子、丹波義隆、ユリオカ超特Q                              | 1位・児島未散 2位・ユリオカ超特Q         | SATSUKI           |
| 1406              | 3月22日           | 児島未散、田中律子、丹波義隆、ユリオカ超特Q                              | 1位・児島未散 2位・ユリオカ超特Q         | SATSUKI           |
| 1407              | 3月23日           | SATSUKI、三笑亭夢太朗、筒井巧、南美希子                                  | 1位・三笑亭夢太朗 2位・SATSUKI           | SATSUKI           |
| 1408              | 3月24日           | SATSUKI、三笑亭夢太朗、筒井巧、南美希子                                  | 1位・三笑亭夢太朗 2位・SATSUKI           | SATSUKI           |
| 1409              | 3月25日           | 児島未散、SATSUKI、三笑亭夢太朗、ユリオカ超特Q                           |                                          | SATSUKI           |
| 1410              | 3月28日           | 大林素子、KINYA、高橋ジョージ、中川祐子                                  | 1位・大林素子 2位・中川祐子              | 麻木久仁子        |
| 1411              | 3月29日           | 大林素子、KINYA、高橋ジョージ、中川祐子                                  | 1位・大林素子 2位・中川祐子              | 麻木久仁子        |
| 1412              | 3月30日           | 麻木久仁子、菊池麻衣子、せんだみつお、横内正                             | 1位・麻木久仁子 2位・菊池麻衣子          | 麻木久仁子        |
| 1413              | 3月31日           | 麻木久仁子、菊池麻衣子、せんだみつお、横内正                             | 1位・麻木久仁子 2位・菊池麻衣子          | 麻木久仁子        |
| 1414              | 4月1日            | 麻木久仁子、大林素子、菊池麻衣子、中川祐子                               |                                          | 麻木久仁子        |
| 1415              | 4月4日            | 相島一之、仁藤優子、林家ペー、早瀬ひとみ                                 | 1位・仁藤優子 2位・相島一之              | 中西良太          |
| 1416              | 4月5日            | 相島一之、仁藤優子、林家ペー、早瀬ひとみ                                 | 1位・仁藤優子 2位・相島一之              | 中西良太          |
| 1417              | 4月6日            | あめくみちこ、登坂淳一、中西良太、広川ひかる                             | 1位・中西良太 2位・広川ひかる            | 中西良太          |
| 1418              | 4月7日            | あめくみちこ、登坂淳一、中西良太、広川ひかる                             | 1位・中西良太 2位・広川ひかる            | 中西良太          |
| 1419              | 4月8日            | 相島一之、中西良太、仁藤優子、広川ひかる                                 |                                          | 中西良太          |
| 1420              | 4月11日           | 田中美奈子、西尾季隆（X-GUN）、松岡ゆみこ、村野武範                      | 1位・西尾季隆 2位・田中美奈子            | 西尾季隆          |
| 1421              | 4月12日           | 田中美奈子、西尾季隆（X-GUN）、松岡ゆみこ、村野武範                      | 1位・西尾季隆 2位・田中美奈子            | 西尾季隆          |
| 1422              | 4月13日           | 青木美保、川尻哲郎、デビット伊東、比企理恵                               | 1位・青木美保 2位・比企理恵              | 西尾季隆          |
| 1423              | 4月14日           | 青木美保、川尻哲郎、デビット伊東、比企理恵                               | 1位・青木美保 2位・比企理恵              | 西尾季隆          |
| 1424              | 4月15日           | 青木美保、田中美奈子、西尾季隆（X-GUN）、比企理恵                        |                                          | 西尾季隆          |
| 1425              | 4月18日           | 東ちづる、保科有里、宮川俊二、都啓一                                     | 1位・保科有里 2位・東ちづる              | 中原果南          |
| 1426              | 4月19日           | 東ちづる、保科有里、宮川俊二、都啓一                                     | 1位・保科有里 2位・東ちづる              | 中原果南          |
| 1427              | 4月20日           | 風見しんご、梶原善、寺田理恵子、中原果南                                 | 1位・寺田理恵子 2位・中原果南            | 中原果南          |
| 1428              | 4月21日           | 風見しんご、梶原善、寺田理恵子、中原果南                                 | 1位・寺田理恵子 2位・中原果南            | 中原果南          |
| 1429              | 4月22日           | 東ちづる、寺田理恵子、中原果南、保科有里                                 |                                          | 中原果南          |
| 1430              | 4月25日           | 佐々木博之、武井壮、はるな愛、山村美智                                   | 1位・佐々木博之 2位・山村美智            | 佐々木博之        |
| 1431              | 4月26日           | 佐々木博之、武井壮、はるな愛、山村美智                                   | 1位・佐々木博之 2位・山村美智            | 佐々木博之        |
| 1432              | 4月27日           | 小倉久寛、桑田靖子、柴田光太郎、豊田真奈美                               | 1位・桑田靖子 2位・柴田光太郎            | 佐々木博之        |
| 1433              | 4月28日           | 小倉久寛、桑田靖子、柴田光太郎、豊田真奈美                               | 1位・桑田靖子 2位・柴田光太郎            | 佐々木博之        |
| 1434              | 4月29日           | 桑田靖子、佐々木博之、柴田光太郎、山村美智                               |                                          | 佐々木博之        |
| 1435              | 5月2日            | 叶高（サーカス）、工藤順一郎（工藤兄弟）、高見恭子、日野美歌             | 1位・叶高 2位・工藤順一郎                | 工藤順一郎        |
| 1436              | 5月3日            | 叶高（サーカス）、工藤順一郎（工藤兄弟）、高見恭子、日野美歌             | 1位・叶高 2位・工藤順一郎                | 工藤順一郎        |
| 1437              | 5月4日            | 泉♥アキ、和泉元彌、工藤光一郎（工藤兄弟）、床嶋佳子                      | 1位・泉♥アキ 2位・和泉元彌               | 工藤順一郎        |
| 1438              | 5月5日            | 泉♥アキ、和泉元彌、工藤光一郎（工藤兄弟）、床嶋佳子                      | 1位・泉♥アキ 2位・和泉元彌               | 工藤順一郎        |
| 1439              | 5月6日            | 泉♥アキ、和泉元彌、叶高（サーカス）、工藤順一郎（工藤兄弟）              |                                          | 工藤順一郎        |
| 1440              | 5月9日            | 小川ローザ、島崎俊郎、殺陣剛太、中村綾                                   | 1位・島崎俊郎 2位・殺陣剛太              | 殺陣剛太          |
| 1441              | 5月10日           | 小川ローザ、島崎俊郎、殺陣剛太、中村綾                                   | 1位・島崎俊郎 2位・殺陣剛太              | 殺陣剛太          |
| 1442              | 5月11日           | 杉崎美香、高樹澪、野々村真、モト冬樹                                     | 1位・モト冬樹 2位・杉崎美香              | 殺陣剛太          |
| 1443              | 5月12日           | 杉崎美香、高樹澪、野々村真、モト冬樹                                     | 1位・モト冬樹 2位・杉崎美香              | 殺陣剛太          |
| 1444              | 5月13日           | 殺陣剛太、島崎俊郎、杉崎美香、モト冬樹                                   |                                          | 殺陣剛太          |
| 1445              | 5月16日           | 川野太郎、川村ひかる、紅チカコ（くれないぐみ）、ほいけんた               | 1位・ほいけんた 2位・紅チカコ            | ほいけんた        |
| 1446              | 5月17日           | 川野太郎、川村ひかる、紅チカコ（くれないぐみ）、ほいけんた               | 1位・ほいけんた 2位・紅チカコ            | ほいけんた        |
| 1447              | 5月18日           | 大川栄子、加瀬信行、三遊亭金翁、つちやかおり                             | 1位・大川栄子 2位・つちやかおり          | ほいけんた        |
| 1448              | 5月19日           | 大川栄子、加瀬信行、三遊亭金翁、つちやかおり                             | 1位・大川栄子 2位・つちやかおり          | ほいけんた        |
| 1449              | 5月20日           | 大川栄子、紅チカコ（くれないぐみ）、つちやかおり、ほいけんた             |                                          | ほいけんた        |
| 1450              | 5月23日           | 浅香唯、川﨑麻世、喰始、松井紀美江                                       | 1位・川﨑麻世 2位・浅香唯                | 浅香唯            |
| 1451              | 5月24日           | 浅香唯、川﨑麻世、喰始、松井紀美江                                       | 1位・川﨑麻世 2位・浅香唯                | 浅香唯            |
| 1452              | 5月25日           | 竹田高利（コント山口君と竹田君）、寺内章、松本梨香、森澤早苗             | 1位・竹田高利 2位・森澤早苗              | 浅香唯            |
| 1453              | 5月26日           | 竹田高利（コント山口君と竹田君）、寺内章、松本梨香、森澤早苗             | 1位・竹田高利 2位・森澤早苗              | 浅香唯            |
| 1454              | 5月27日           | 浅香唯、川﨑麻世、竹田高利（コント山口君と竹田君）、森澤早苗             |                                          | 浅香唯            |
| 1455              | 5月30日           | 伊勢浩二（BOOMER）、岡田実音、木之元亮、清水節子                         | 1位・岡田実音 2位・清水節子              | 岡田実音          |
| 1456              | 5月31日           | 伊勢浩二（BOOMER）、岡田実音、木之元亮、清水節子                         | 1位・岡田実音 2位・清水節子              | 岡田実音          |
| 1457              | 6月1日            | 梅田智子、大原未登里、金原亭世之介、モロ師岡                             | 1位・モロ師岡 2位・金原亭世之介          | 岡田実音          |
| 1458              | 6月2日            | 梅田智子、大原未登里、金原亭世之介、モロ師岡                             | 1位・モロ師岡 2位・金原亭世之介          | 岡田実音          |
| 1459              | 6月3日            | 岡田実音、金原亭世之介、清水節子、モロ師岡                               |                                          | 岡田実音          |
| 1460              | 6月6日            | カーニバル三浦、小西博之、羽野晶紀、マイラケイ                           | 1位・小西博之 2位・羽野晶紀              | 羽野晶紀          |
| 1461              | 6月7日            | カーニバル三浦、小西博之、羽野晶紀、マイラケイ                           | 1位・小西博之 2位・羽野晶紀              | 羽野晶紀          |
| 1462              | 6月8日            | 神津カンナ、仲雅美、原久美子、ヨネスケ                                   | 1位・ヨネスケ 2位・仲雅美                | 羽野晶紀          |
| 1463              | 6月9日            | 神津カンナ、仲雅美、原久美子、ヨネスケ                                   | 1位・ヨネスケ 2位・仲雅美                | 羽野晶紀          |
| 1464              | 6月10日           | 小西博之、仲雅美、羽野晶紀、ヨネスケ                                     |                                          | 羽野晶紀          |
| 1465              | 6月13日           | 伊藤つかさ、土平ドンペイ、城みちる、田中方子                             | 1位・城みちる 2位・土平ドンペイ          | 藤森夕子          |
| 1466              | 6月14日           | 伊藤つかさ、土平ドンペイ、城みちる、田中方子                             | 1位・城みちる 2位・土平ドンペイ          | 藤森夕子          |
| 1467              | 6月15日           | 青空球児（青空球児・好児）、白崎映美（上々颱風）、藤森夕子、森田まさのり | 1位・森田まさのり 2位・藤森夕子          | 藤森夕子          |
| 1468              | 6月16日           | 青空球児（青空球児・好児）、白崎映美（上々颱風）、藤森夕子、森田まさのり | 1位・森田まさのり 2位・藤森夕子          | 藤森夕子          |
| 1469              | 6月17日           | 城みちる、土平ドンペイ、藤森夕子、森田まさのり                           |                                          | 藤森夕子          |
| 1470              | 6月20日           | 井上高志、大島蓉子、太田貴子、濱口優（よゐこ）                           | 1位・大島蓉子 2位・井上高志              | 小林美江          |
| 1471              | 6月21日           | 井上高志、大島蓉子、太田貴子、濱口優（よゐこ）                           | 1位・大島蓉子 2位・井上高志              | 小林美江          |
| 1472              | 6月22日           | 伊藤剛臣、小林美江、林家カレー子、水野哲                                 | 1位・小林美江 2位・林家カレー子          | 小林美江          |
| 1473              | 6月23日           | 伊藤剛臣、小林美江、林家カレー子、水野哲                                 | 1位・小林美江 2位・林家カレー子          | 小林美江          |
| 1474              | 6月24日           | 井上高志、大島蓉子、小林美江、林家カレー子                               |                                          | 小林美江          |
| 1475              | 6月27日           | 梶浦梶子、つのだ☆ひろ、長谷川公彦、大和悠河                              | 1位・梶浦梶子 2位・つのだ☆ひろ           | 鼓太郎            |
| 1476              | 6月28日           | 梶浦梶子、つのだ☆ひろ、長谷川公彦、大和悠河                              | 1位・梶浦梶子 2位・つのだ☆ひろ           | 鼓太郎            |
| 1477              | 6月29日           | 神取忍、鼓太郎、谷しげる、マダム路子                                     | 1位・鼓太郎 2位・神取忍                  | 鼓太郎            |
| 1478              | 6月30日           | 神取忍、鼓太郎、谷しげる、マダム路子                                     | 1位・鼓太郎 2位・神取忍                  | 鼓太郎            |
| 1479              | 7月1日            | 梶浦梶子、神取忍、鼓太郎、つのだ☆ひろ                                    |                                          | 鼓太郎            |
| 1480              | 7月4日            | 江藤潤、林家きく姫、後藤ルミ子、深沢敦                                   | 1位・深沢敦 2位・林家きく姫              | 林家きく姫        |
| 1481              | 7月5日            | 江藤潤、林家きく姫、後藤ルミ子、深沢敦                                   | 1位・深沢敦 2位・林家きく姫              | 林家きく姫        |
| 1482              | 7月6日            | 五條真由美、田尾安志、花井愛子、武藤敬司                                 | 1位・五條真由美 2位・田尾安志            | 林家きく姫        |
| 1483              | 7月7日            | 五條真由美、田尾安志、花井愛子、武藤敬司                                 | 1位・五條真由美 2位・田尾安志            | 林家きく姫        |
| 1484              | 7月8日            | 五條真由美、田尾安志、林家きく姫、深沢敦                                 |                                          | 林家きく姫        |
| 1485              | 7月11日           | 角川博、Jun（じゅん&ネネ）、瀬下尚人、椿鬼奴                             | 1位・瀬下尚人 2位・椿鬼奴                | 椿鬼奴            |
| 1486              | 7月12日           | 角川博、Jun（じゅん&ネネ）、瀬下尚人、椿鬼奴                             | 1位・瀬下尚人 2位・椿鬼奴                | 椿鬼奴            |
| 1487              | 7月13日           | 市川門之助、小野寺昭、城之内早苗、刀根麻理子                             | 1位・市川門之助 2位・城之内早苗          | 椿鬼奴            |
| 1488              | 7月14日           | 市川門之助、小野寺昭、城之内早苗、刀根麻理子                             | 1位・市川門之助 2位・城之内早苗          | 椿鬼奴            |
| 1489              | 7月15日           | 市川門之助、城之内早苗、瀬下尚人、椿鬼奴                                 |                                          | 椿鬼奴            |
| 1490              | 7月18日           | 王理恵、金谷ヒデユキ、津山登志子、MoJo                                   | 1位・王理恵 2位・金谷ヒデユキ            | 金谷ヒデユキ      |
| 1491              | 7月19日           | 王理恵、金谷ヒデユキ、津山登志子、MoJo                                   | 1位・王理恵 2位・金谷ヒデユキ            | 金谷ヒデユキ      |
| 1492              | 7月20日           | 扇ひろ子、高橋みゆき、ホープ師匠（ゆーとぴあ）、両國宏                   | 1位・両國宏 2位・扇ひろ子                | 金谷ヒデユキ      |
| 1493              | 7月21日           | 扇ひろ子、高橋みゆき、ホープ師匠（ゆーとぴあ）、両國宏                   | 1位・両國宏 2位・扇ひろ子                | 金谷ヒデユキ      |
| 1494              | 7月22日           | 扇ひろ子、王理恵、金谷ヒデユキ、両國宏                                   |                                          | 金谷ヒデユキ      |
| 1495              | 7月25日           | かわいのどか、桑江知子、鶴久政治、三遊亭楽麻呂                           | 1位・桑江知子 2位・鶴久政治              | 沢田聖子          |
| 1496              | 7月26日           | かわいのどか、桑江知子、鶴久政治、三遊亭楽麻呂                           | 1位・桑江知子 2位・鶴久政治              | 沢田聖子          |
| 1497              | 7月27日           | おぼん（おぼん・こぼん）、沢田聖子、林寛子、吉村明宏                     | 1位・林寛子 2位・沢田聖子                | 沢田聖子          |
| 1498              | 7月28日           | おぼん（おぼん・こぼん）、沢田聖子、林寛子、吉村明宏                     | 1位・林寛子 2位・沢田聖子                | 沢田聖子          |
| 1499              | 7月29日           | 桑江知子、沢田聖子、鶴久政治、林寛子                                     |                                          | 沢田聖子          |
| 1500              | 8月1日            | 坂本冬休み、ジャッキーちゃん、ニッチロー、ビトたけし                     | 1位・ジャッキーちゃん 2位・ニッチロー    | プチ・ブルース    |
| 1501              | 8月2日            | 坂本冬休み、ジャッキーちゃん、ニッチロー、ビトたけし                     | 1位・ジャッキーちゃん 2位・ニッチロー    | プチ・ブルース    |
| 1502              | 8月3日            | 英二、小堺一機、まねだ聖子、プチ・ブルース                               | 1位・小堺一機 2位・プチ・ブルース        | プチ・ブルース    |
| 1503              | 8月4日            | 英二、小堺一機、まねだ聖子、プチ・ブルース                               | 1位・小堺一機 2位・プチ・ブルース        | プチ・ブルース    |
| 1504              | 8月5日            | 小堺一機、ジャッキーちゃん、ニッチロー、プチ・ブルース                   |                                          | プチ・ブルース    |
| 1510              | 9月26日           | 氏神一番、北山たけし、武田久美子、奈美悦子                               | 1位・氏神一番 2位・奈美悦子              | 氏神一番          |
| 1511              | 9月27日           | 氏神一番、北山たけし、武田久美子、奈美悦子                               | 1位・氏神一番 2位・奈美悦子              | 氏神一番          |
| 1512              | 9月28日           | 梶原善、小橋建太、竹内都子（ピンクの電話）、早瀬久美                     | 1位・梶原善 2位・小橋建太                | 氏神一番          |
| 1513              | 9月29日           | 梶原善、小橋建太、竹内都子（ピンクの電話）、早瀬久美                     | 1位・梶原善 2位・小橋建太                | 氏神一番          |
| 1514              | 9月30日           | 氏神一番、梶原善、小橋建太、奈美悦子                                     |                                          | 氏神一番          |

### 月曜22時時代

#### ラウンドチャンピオン制
| 2022年（令和4年）10月～2023年（令和5年）1月（ラウンド3まで） | 2022年（令和4年）10月～2023年（令和5年）1月（ラウンド3まで） | 2022年（令和4年）10月～2023年（令和5年）1月（ラウンド3まで） | 2022年（令和4年）10月～2023年（令和5年）1月（ラウンド3まで）                       | 2022年（令和4年）10月～2023年（令和5年）1月（ラウンド3まで） | 2022年（令和4年）10月～2023年（令和5年）1月（ラウンド3まで） |
| 回                                                           | 放送日                                                       | ラウンド                                                     | パネラー                                                                           | 上位2名（1位のパネラーは脳ベル賞）                           | ラウンドチャンピオン                                         |
| ------------------------------------------------------------ | ------------------------------------------------------------ | ------------------------------------------------------------ | ---------------------------------------------------------------------------------- | ------------------------------------------------------------ | ------------------------------------------------------------ |
| 1515                                                         | 10月3日                                                      | ラウンド1                                                    | ノブ（ノブ&フッキー）、伴大介、四元奈生美、ロミ・山田                              | 1位・四元奈生美 2位・ノブ                                    | ノブ                                                         |
| 1516                                                         | 10月10日                                                     | ラウンド1                                                    | ノブ（ノブ&フッキー）、伴大介、四元奈生美、ロミ・山田                              | 1位・四元奈生美 2位・ノブ                                    | ノブ                                                         |
| 1517                                                         | 10月17日                                                     | ラウンド1                                                    | 東貴博（Take2）、イリア（ジューシィ・フルーツ）、沢竜二、藤田弓子                  | 1位・イリア 2位・東貴博                                      | ノブ                                                         |
| 1518                                                         | 10月24日                                                     | ラウンド1                                                    | 東貴博（Take2）、イリア（ジューシィ・フルーツ）、沢竜二、藤田弓子                  | 1位・イリア 2位・東貴博                                      | ノブ                                                         |
| 1519                                                         | 10月31日                                                     | ラウンド1                                                    | 東貴博（Take2）、イリア（ジューシィ・フルーツ）、ノブ（ノブ&フッキー）、四元奈生美 |                                                              | ノブ                                                         |
| 1520                                                         | 11月7日                                                      | ラウンド2                                                    | 成瀬正孝、野村真美、舞の海秀平、山野さと子                                         | 1位・山野さと子 2位・野村真美                                | 山野さと子                                                   |
| 1521                                                         | 11月14日                                                     | ラウンド2                                                    | 成瀬正孝、野村真美、舞の海秀平、山野さと子                                         | 1位・山野さと子 2位・野村真美                                | 山野さと子                                                   |
| 1522                                                         | 11月21日                                                     | ラウンド2                                                    | 川内天子、千葉繁、徳丸純子、山口智充                                               | 1位・千葉繁 2位・山口智充                                    | 山野さと子                                                   |
| 1523                                                         | 11月28日                                                     | ラウンド2                                                    | 川内天子、千葉繁、徳丸純子、山口智充                                               | 1位・千葉繁 2位・山口智充                                    | 山野さと子                                                   |
| 1524                                                         | 12月5日                                                      | ラウンド2                                                    | 千葉繁、野村真美、山口智充、山野さと子                                             |                                                              | 山野さと子                                                   |
| 1525                                                         | 12月12日                                                     | ラウンド3                                                    | 五代高之、こぼん（おぼん・こぼん）、中尾ミエ、野田幹子                             | 1位・野田幹子 2位・こぼん                                    | 野田幹子                                                     |
| 1526                                                         | 12月19日                                                     | ラウンド3                                                    | 五代高之、こぼん（おぼん・こぼん）、中尾ミエ、野田幹子                             | 1位・野田幹子 2位・こぼん                                    | 野田幹子                                                     |
| 1527                                                         | 1月9日                                                       | ラウンド3                                                    | Mr.マリック、岡本依子、カルーセル麻紀、タブレット純                                | 1位・タブレット純 2位・Mr.マリック                           | 野田幹子                                                     |
| 1528                                                         | 1月16日                                                      | ラウンド3                                                    | Mr.マリック、岡本依子、カルーセル麻紀、タブレット純                                | 1位・タブレット純 2位・Mr.マリック                           | 野田幹子                                                     |
| 1529                                                         | 1月23日                                                      | ラウンド3                                                    | Mr.マリック、こぼん（おぼん・こぼん）、タブレット純、野田幹子                      |                                                              | 野田幹子                                                     |

| 2023年（令和5年）1月（ラウンド4以降）～2023年（令和5年）7月（ラウンド7まで） | 2023年（令和5年）1月（ラウンド4以降）～2023年（令和5年）7月（ラウンド7まで） | 2023年（令和5年）1月（ラウンド4以降）～2023年（令和5年）7月（ラウンド7まで） | 2023年（令和5年）1月（ラウンド4以降）～2023年（令和5年）7月（ラウンド7まで） | 2023年（令和5年）1月（ラウンド4以降）～2023年（令和5年）7月（ラウンド7まで） | 2023年（令和5年）1月（ラウンド4以降）～2023年（令和5年）7月（ラウンド7まで） |
| 回                                                                           | 放送日                                                                       | ラウンド                                                                     | パネラー                                                                     | 上位2名（1位のパネラーは脳ベル賞）                                           | ラウンドチャンピオン                                                         |
| ---------------------------------------------------------------------------- | ---------------------------------------------------------------------------- | ---------------------------------------------------------------------------- | ---------------------------------------------------------------------------- | ---------------------------------------------------------------------------- | ---------------------------------------------------------------------------- |
| 1530                                                                         | 1月30日                                                                      | ラウンド4                                                                    | 田山涼成、垂水藤太、室井佑月、森若里子                                       | 1位・垂水藤太 2位・田山涼成                                                  | 田山涼成                                                                     |
| 1531                                                                         | 2月6日                                                                       | ラウンド4                                                                    | 田山涼成、垂水藤太、室井佑月、森若里子                                       | 1位・垂水藤太 2位・田山涼成                                                  | 田山涼成                                                                     |
| 1532                                                                         | 2月13日                                                                      | ラウンド4                                                                    | 伊藤敏博、江本孟紀、加藤紀子、神代知衣                                       | 1位・神代知衣 2位・加藤紀子                                                  | 田山涼成                                                                     |
| 1533                                                                         | 2月20日                                                                      | ラウンド4                                                                    | 伊藤敏博、江本孟紀、加藤紀子、神代知衣                                       | 1位・神代知衣 2位・加藤紀子                                                  | 田山涼成                                                                     |
| 1534                                                                         | 2月27日                                                                      | ラウンド4                                                                    | 加藤紀子、神代知衣、田山涼成、垂水藤太                                       |                                                                              | 田山涼成                                                                     |
| 1535                                                                         | 4月3日                                                                       | ラウンド5                                                                    | 坂本雄次、高橋洋樹、遼河はるひ、横山智佐                                     | 1位・横山智佐 2位・遼河はるひ                                                | イジリー岡田                                                                 |
| 1536                                                                         | 4月10日                                                                      | ラウンド5                                                                    | 坂本雄次、高橋洋樹、遼河はるひ、横山智佐                                     | 1位・横山智佐 2位・遼河はるひ                                                | イジリー岡田                                                                 |
| 1537                                                                         | 4月17日                                                                      | ラウンド5                                                                    | イジリー岡田、井田國彦、茅島成美、小林綾子                                   | 1位・小林綾子 2位・イジリー岡田                                              | イジリー岡田                                                                 |
| 1538                                                                         | 4月24日                                                                      | ラウンド5                                                                    | イジリー岡田、井田國彦、茅島成美、小林綾子                                   | 1位・小林綾子 2位・イジリー岡田                                              | イジリー岡田                                                                 |
| 1539                                                                         | 5月1日                                                                       | ラウンド5                                                                    | イジリー岡田、小林綾子、遼河はるひ、横山智佐                                 |                                                                              | イジリー岡田                                                                 |
| 1540                                                                         | 5月8日                                                                       | ラウンド6                                                                    | 秋川リサ、千葉和臣（海援隊）、直江喜一、松井菜桜子                           | 1位・松井菜桜子 2位・千葉和臣                                                | フッキー                                                                     |
| 1541                                                                         | 5月15日                                                                      | ラウンド6                                                                    | 秋川リサ、千葉和臣（海援隊）、直江喜一、松井菜桜子                           | 1位・松井菜桜子 2位・千葉和臣                                                | フッキー                                                                     |
| 1542                                                                         | 5月22日                                                                      | ラウンド6                                                                    | 下柳剛、瀬川瑛子、フッキー（ノブ&フッキー）、山田邦子                        | 1位・フッキー 2位・山田邦子                                                  | フッキー                                                                     |
| 1543                                                                         | 5月29日                                                                      | ラウンド6                                                                    | 下柳剛、瀬川瑛子、フッキー（ノブ&フッキー）、山田邦子                        | 1位・フッキー 2位・山田邦子                                                  | フッキー                                                                     |
| 1544                                                                         | 6月5日                                                                       | ラウンド6                                                                    | 千葉和臣（海援隊）、フッキー（ノブ&フッキー）、松井菜桜子、山田邦子          |                                                                              | フッキー                                                                     |
| 1545                                                                         | 6月12日                                                                      | ラウンド7                                                                    | 京子スペクター、クリス松村、獣神サンダーライガー、千秋                       | 1位・京子スペクター 2位・クリス松村                                          | 京子スペクター                                                               |
| 1546                                                                         | 6月19日                                                                      | ラウンド7                                                                    | 京子スペクター、クリス松村、獣神サンダーライガー、千秋                       | 1位・京子スペクター 2位・クリス松村                                          | 京子スペクター                                                               |
| 1547                                                                         | 6月26日                                                                      | ラウンド7                                                                    | 沢田亜矢子、鈴木杏樹、パパイヤ鈴木、山下真司                                 | 1位・鈴木杏樹 2位・沢田亜矢子                                                | 京子スペクター                                                               |
| 1548                                                                         | 7月3日                                                                       | ラウンド7                                                                    | 沢田亜矢子、鈴木杏樹、パパイヤ鈴木、山下真司                                 | 1位・鈴木杏樹 2位・沢田亜矢子                                                | 京子スペクター                                                               |
| 1549                                                                         | 7月10日                                                                      | ラウンド7                                                                    | 京子スペクター、クリス松村、沢田亜矢子、鈴木杏樹                             |                                                                              | 京子スペクター                                                               |

#### ラウンドチャンピオン廃止後

##### 2023年10月～2024年8月
| 2023年（令和5年）10月～2024年（令和6年）8月 | 2023年（令和5年）10月～2024年（令和6年）8月 | 2023年（令和5年）10月～2024年（令和6年）8月                                         | 2023年（令和5年）10月～2024年（令和6年）8月 |
| 回                                          | 放送日                                      | パネラー                                                                            | 脳ベル賞                                    |
| ------------------------------------------- | ------------------------------------------- | ----------------------------------------------------------------------------------- | ------------------------------------------- |
| 1555                                        | 10月2日                                     | 浅岡雄也（FIELD OF VIEW）、かとうかず子、すず風金魚（すず風にゃん子・金魚）、鳥谷敬 | 浅岡雄也                                    |
| 1556                                        | 10月9日                                     | 浅岡雄也（FIELD OF VIEW）、かとうかず子、すず風金魚（すず風にゃん子・金魚）、鳥谷敬 | 浅岡雄也                                    |
| 1557                                        | 10月16日                                    | 岩崎良美、高橋みゆき、田中健、万城目学                                              | 万城目学                                    |
| 1558                                        | 10月23日                                    | 岩崎良美、高橋みゆき、田中健、万城目学                                              | 万城目学                                    |
| 1559                                        | 10月30日                                    | 荒木由美子、三遊亭兼好、南美川洋子、ROLLY                                           | ROLLY                                       |
| 1560                                        | 11月6日                                     | 荒木由美子、三遊亭兼好、南美川洋子、ROLLY                                           | ROLLY                                       |
| 1561                                        | 11月13日                                    | 大空眞弓、金子昇、杉浦幸、なぎら健壱                                                | 杉浦幸                                      |
| 1562                                        | 11月20日                                    | 大空眞弓、金子昇、杉浦幸、なぎら健壱                                                | 杉浦幸                                      |
| 1563                                        | 11月27日                                    | 伊嵜充則、掟ポルシェ、しのざき見兆、芳本美代子                                      | 伊嵜充則                                    |
| 1564                                        | 12月4日                                     | 伊嵜充則、掟ポルシェ、しのざき見兆、芳本美代子                                      | 伊嵜充則                                    |
| 1565                                        | 12月11日                                    | 池田明子、西崎幸広、肥後克広（ダチョウ倶楽部）、ライオネス飛鳥                      | 西崎幸広                                    |
| 1566                                        | 12月18日                                    | 池田明子、西崎幸広、肥後克広（ダチョウ倶楽部）、ライオネス飛鳥                      | 西崎幸広                                    |
| 1567                                        | 12月25日                                    | 岡まゆみ、タブレット純、はたけ、マリアン                                            | 岡まゆみ                                    |
| 1568                                        | 1月8日                                      | 岡まゆみ、タブレット純、はたけ、マリアン                                            | 岡まゆみ                                    |
| 1569                                        | 1月15日                                     | 紫城いずみ、DOZAN11、藤田朋子、BOSS★岡                                              | BOSS★岡                                     |
| 1570                                        | 1月22日                                     | 紫城いずみ、DOZAN11、藤田朋子、BOSS★岡                                              | BOSS★岡                                     |
| 1571                                        | 1月29日                                     | 中井美穂、藤波辰爾、マキ上田、吉田豪                                                | マキ上田                                    |
| 1572                                        | 2月5日                                      | 中井美穂、藤波辰爾、マキ上田、吉田豪                                                | マキ上田                                    |
| 1573                                        | 2月12日                                     | 泉晶子、宍戸留美、中村繁之、堀田眞三                                                | 中村繁之                                    |
| 1574                                        | 2月19日                                     | 泉晶子、宍戸留美、中村繁之、堀田眞三                                                | 中村繁之                                    |
| 1575                                        | 4月1日                                      | 大沢逸美、三遊亭わん丈、照英、芹洋子                                                | 大沢逸美                                    |
| 1576                                        | 4月8日                                      | 大沢逸美、三遊亭わん丈、照英、芹洋子                                                | 大沢逸美                                    |
| 1577                                        | 4月15日                                     | かとうれいこ、林家木久扇、水沢アキ、宮川一朗太                                      | 宮川一朗太                                  |
| 1578                                        | 4月22日                                     | かとうれいこ、林家木久扇、水沢アキ、宮川一朗太                                      | 宮川一朗太                                  |
| 1579                                        | 5月6日                                      | 赤座美代子、大川栄策、久保田悠来、清水よし子（ピンクの電話）                        | 清水よし子                                  |
| 1580                                        | 5月13日                                     | 赤座美代子、大川栄策、久保田悠来、清水よし子（ピンクの電話）                        | 清水よし子                                  |
| 1581                                        | 5月20日                                     | 井岡弘樹、竹原慎二、渡嘉敷勝男、内藤大助                                            | 竹原慎二                                    |
| 1582                                        | 5月27日                                     | 北原ミレイ、野村将希、堀井美香、マイケル富岡                                        | 堀井美香                                    |
| 1583                                        | 6月3日                                      | 北原ミレイ、野村将希、堀井美香、マイケル富岡                                        | 堀井美香                                    |
| 1584                                        | 6月10日                                     | ウド鈴木（キャイ～ン）、及川奈央、倉沢淳美、平松伸二                                | 及川奈央                                    |
| 1585                                        | 6月17日                                     | ウド鈴木（キャイ～ン）、及川奈央、倉沢淳美、平松伸二                                | 及川奈央                                    |
| 1586                                        | 6月24日                                     | アグネス・チャン、麻丘めぐみ、麻倉未稀、桑江知子                                    | 麻丘めぐみ                                  |
| 1587                                        | 7月1日                                      | 晃、しまおまほ、笑福亭鶴光、服部真湖                                                | 笑福亭鶴光                                  |
| 1588                                        | 7月8日                                      | 晃、しまおまほ、笑福亭鶴光、服部真湖                                                | 笑福亭鶴光                                  |
| 1589                                        | 7月15日                                     | 大場久美子、G.G.佐藤、長谷直美、松尾伴内                                            | G.G.佐藤                                    |
| 1590                                        | 7月22日                                     | 大場久美子、G.G.佐藤、長谷直美、松尾伴内                                            | G.G.佐藤                                    |
| 1591                                        | 8月5日                                      | 池畑慎之介、越中詩郎、星光子、マキタスポーツ                                        | 池畑慎之介                                  |
| 1592                                        | 8月12日                                     | 池畑慎之介、越中詩郎、星光子、マキタスポーツ                                        | 池畑慎之介                                  |

##### 2024年10月～
| 2024年（令和6年）10月～ | 2024年（令和6年）10月～ | 2024年（令和6年）10月～                                                          | 2024年（令和6年）10月～ |
| 回                      | 放送日                  | パネラー                                                                         | 脳ベル賞                |
| ----------------------- | ----------------------- | -------------------------------------------------------------------------------- | ----------------------- |
| 1596                    | 10月7日                 | 櫻井淳子、柴田理恵、原田大二郎、茂出木浩司                                       | 柴田理恵                |
| 1597                    | 10月14日                | 櫻井淳子、柴田理恵、原田大二郎、茂出木浩司                                       | 柴田理恵                |
| 1598                    | 10月21日                | 北野大、三ツ木清隆、宮村優子、渡辺友子                                           | 三ツ木清隆              |
| 1599                    | 10月28日                | 北野大、三ツ木清隆、宮村優子、渡辺友子                                           | 三ツ木清隆              |
| 1600                    | 11月4日                 | アツシ（ニューロティカ）、氏神一番、コウメ太夫、ハチミツ二郎（東京ダイナマイト） | 氏神一番                |
| 1601                    | 11月11日                | アツシ（ニューロティカ）、氏神一番、コウメ太夫、ハチミツ二郎（東京ダイナマイト） | 氏神一番                |
| 1602                    | 11月18日                | 赤ペン瀧川、ダンプ松本、遠山景織子、三ツ矢雄二                                   | 三ツ矢雄二              |
| 1603                    | 11月25日                | 赤ペン瀧川、ダンプ松本、遠山景織子、三ツ矢雄二                                   | 三ツ矢雄二              |
| 1604                    | 12月16日                | 久宝留理子、沢松奈生子、村田雄浩、ルー大柴                                       | 久宝留理子              |
| 1605                    | 12月23日                | 久宝留理子、沢松奈生子、村田雄浩、ルー大柴                                       | 久宝留理子              |
| 1606                    | 1月6日                  | 大峯麻友、五頭岳夫、タブレット純、西村知美                                       | タブレット純            |
| 1607                    | 1月13日                 | 大峯麻友、五頭岳夫、タブレット純、西村知美                                       | タブレット純            |
| 1608                    | 1月20日                 | 石井明美、永井美奈子、ノッチ（デンジャラス）、布川敏和                           | ノッチ                  |
| 1609                    | 2月3日                  | 阿部祐二、はるな愛、松岡まり子、渡辺正行                                         | 松岡まり子              |
| 1610                    | 2月10日                 | 阿部祐二、はるな愛、松岡まり子、渡辺正行                                         | 松岡まり子              |
| 1611                    | 2月17日                 | いっこく堂、神取忍、倉石功、松本じゅん                                           | 神取忍                  |
| 1612                    | 2月24日                 | いっこく堂、神取忍、倉石功、松本じゅん                                           | 神取忍                  |
| 1613                    | 3月24日                 | 青木美保、一龍斎春水、小倉蒼蛙、佐藤弘道                                         | 小倉蒼蛙                |
| 1614                    | 3月31日                 | 青木美保、一龍斎春水、小倉蒼蛙、佐藤弘道                                         | 小倉蒼蛙                |
| 1615                    | 4月7日                  | 芋洗坂係長、大久保嘉人、皆藤愛子、川上麻衣子                                     | 芋洗坂係長              |
| 1616                    | 4月14日                 | 芋洗坂係長、大久保嘉人、皆藤愛子、川上麻衣子                                     | 芋洗坂係長              |
| 1617                    | 4月21日                 | 大西結花、ジェームス小野田（米米CLUB）、天山広吉、南美川洋子                     | 大西結花                |
| 1618                    | 4月28日                 | 大西結花、ジェームス小野田（米米CLUB）、天山広吉、南美川洋子                     | 大西結花                |
| 1619                    | 5月5日                  | 岡本信人、玉利かおる、ブラザートム、宮前真樹                                     | 岡本信人                |
| 1620                    | 5月12日                 | 岡本信人、玉利かおる、ブラザートム、宮前真樹                                     | 岡本信人                |
| 1621                    | 5月19日                 | 北山たけし、中山秀征、ふとがね金太、美貴じゅん子                                 | 中山秀征                |
| 1622                    | 5月26日                 | 北山たけし、中山秀征、ふとがね金太、美貴じゅん子                                 | 中山秀征                |
| 1623                    | 6月23日                 | 岩崎良美、斉藤暁、さとう珠緒、原口あきまさ                                       | さとう珠緒              |
| 1624                    | 6月30日                 | 岩崎良美、斉藤暁、さとう珠緒、原口あきまさ                                       | さとう珠緒              |
| 1625                    | 7月7日                  | 石井正則、なだぎ武、MIQ、みひろ                                                  | MIQ                     |
| 1626                    | 7月14日                 | 石井正則、なだぎ武、MIQ、みひろ                                                  | MIQ                     |
| 1627                    | 7月21日                 | 鈴木早智子、布施博、MINA（MAX）、元木大介                                        | MINA                    |
| 1628                    | 7月28日                 | 鈴木早智子、布施博、MINA（MAX）、元木大介                                        | MINA                    |
| 1629                    | 8月4日                  | 丘みつ子、坂本一生、林寛子、山口良一                                             | 林寛子                  |
| 1630                    | 8月11日                 | 齊藤明雄、徳光和夫、西崎幸広、星野伸之                                           | 星野伸之                |
| 1631                    | 8月18日                 | 齊藤明雄、徳光和夫、西崎幸広、星野伸之                                           | 星野伸之                |

### 特番
| 特番 | 特番           | 特番 | 特番 |
| 回   | 放送日         | パネラー | 脳ベル賞 |
| ---- | -------------- | --- | --- |
| SP   | 2015年12月30日 | 年忘れに疲れた脳をリフレッシュSP! | 年忘れに疲れた脳をリフレッシュSP! |
| 27   | 2016年4月13日  | 春の紅白脳トレ合戦SP!! （紅組）茅島成美、林寛子、森口博子、湯山玲子 （白組）角川博、野々村真、松村雄基、山本晋也 | （紅組） 茅島成美 林寛子 森口博子 湯山玲子 |
| 43   | 2016年8月3日   | 真夏の納涼対戦SP （紅組）丘みつ子、島崎和歌子、高橋真美 （白組）大木凡人、武藤敬司、山本晋也 | （白組） 大木凡人 武藤敬司 山本晋也 |
| SP   | 2016年10月1日  | 秋だ!帯番組だ!豊作脳トレ合戦3時間SP!! あべ静江&松崎しげる、春やすこ&松村邦洋、小松政夫&三井ゆり、ロミ・山田&渡辺徹 | 春やすこ&松村邦洋 |
| SP   | 2016年10月10日 | 体育の日 アタマもトレーニングSP! | 体育の日 アタマもトレーニングSP! |
| SP   | 2017年1月6日   | 2017新春!珍プレー好プレー大賞 | 2017新春!珍プレー好プレー大賞 |
| SP   | 2017年4月1日   | 第2回グランドチャンピオン大会〜4月の新番組も一挙紹介SP!!〜 パネラー：芦川よしみ、大西結花、金田賢一、川野太郎 ゲスト：江藤博利、大木凡人、マリアン | 大西結花 |
|      | 2017年10月28日 | BSフジ11時間テレビ直前予習SP! 11月11日放送のみどころ&脳トレ問題 | BSフジ11時間テレビ直前予習SP! 11月11日放送のみどころ&脳トレ問題                                                                               |
| 359  | 2018年1月29日  | BSフジ11時間テレビ 全国対抗!脳トレ生合戦!!傑作選（Aブロック） | BSフジ11時間テレビ 全国対抗!脳トレ生合戦!!傑作選（Aブロック）                                                                                 |
| 360  | 2018年1月30日  | BSフジ11時間テレビ 全国対抗!脳トレ生合戦!!傑作選（Bブロック） | BSフジ11時間テレビ 全国対抗!脳トレ生合戦!!傑作選（Bブロック）                                                                                 |
| 361  | 2018年1月31日  | BSフジ11時間テレビ 全国対抗!脳トレ生合戦!!傑作選（Cブロック） | BSフジ11時間テレビ 全国対抗!脳トレ生合戦!!傑作選（Cブロック）                                                                                 |
| 362  | 2018年2月1日   | BSフジ11時間テレビ 全国対抗!脳トレ生合戦!!傑作選（敗者復活戦・脳ベルヒットスタジオ・クイズ脳ベルダービー） | BSフジ11時間テレビ 全国対抗!脳トレ生合戦!!傑作選（敗者復活戦・脳ベルヒットスタジオ・クイズ脳ベルダービー）                                    |
| 363  | 2018年2月2日   | BSフジ11時間テレビ 全国対抗!脳トレ生合戦!!傑作選（決勝戦） | BSフジ11時間テレビ 全国対抗!脳トレ生合戦!!傑作選（決勝戦）                                                                                    |
| 610  | 2019年1月28日  | 2018 BSフジ11時間テレビ 全国対抗!脳トレ生合戦!!傑作選（Aブロック） | 2018 BSフジ11時間テレビ 全国対抗!脳トレ生合戦!!傑作選（Aブロック）                                                                            |
| 611  | 2019年1月29日  | 2018 BSフジ11時間テレビ 全国対抗!脳トレ生合戦!!傑作選（Bブロック） | 2018 BSフジ11時間テレビ 全国対抗!脳トレ生合戦!!傑作選（Bブロック）                                                                            |
| 612  | 2019年1月30日  | 2018 BSフジ11時間テレビ 全国対抗!脳トレ生合戦!!傑作選（Cブロック） | 2018 BSフジ11時間テレビ 全国対抗!脳トレ生合戦!!傑作選（Cブロック）                                                                            |
| 613  | 2019年1月31日  | 2018 BSフジ11時間テレビ 全国対抗!脳トレ生合戦!!傑作選（敗者復活戦・脳ベルヒットスタジオ・クイズ脳ベルダービー） | 2018 BSフジ11時間テレビ 全国対抗!脳トレ生合戦!!傑作選（敗者復活戦・脳ベルヒットスタジオ・クイズ脳ベルダービー）                               |
| 614  | 2019年2月1日   | 2018 BSフジ11時間テレビ 全国対抗!脳トレ生合戦!!傑作選（決勝戦） | 2018 BSフジ11時間テレビ 全国対抗!脳トレ生合戦!!傑作選（決勝戦）                                                                               |
| 861  | 2020年1月27日  | BSフジ11時間テレビ 2019 全国対抗!脳トレ生合戦!!傑作選（Aブロック） | BSフジ11時間テレビ 2019 全国対抗!脳トレ生合戦!!傑作選（Aブロック）                                                                            |
| 862  | 2020年1月28日  | BSフジ11時間テレビ 2019 全国対抗!脳トレ生合戦!!傑作選（Bブロック） | BSフジ11時間テレビ 2019 全国対抗!脳トレ生合戦!!傑作選（Bブロック）                                                                            |
| 863  | 2020年1月29日  | BSフジ11時間テレビ 2019 全国対抗!脳トレ生合戦!!傑作選（Cブロック） | BSフジ11時間テレビ 2019 全国対抗!脳トレ生合戦!!傑作選（Cブロック）                                                                            |
| 864  | 2020年1月30日  | BSフジ11時間テレビ 2019 全国対抗!脳トレ生合戦!!傑作選（敗者復活戦・脳ベル演芸SHOW・脳ベルヒットスタジオ・クイズ脳ベルダービー） | BSフジ11時間テレビ 2019 全国対抗!脳トレ生合戦!!傑作選（敗者復活戦・脳ベル演芸SHOW・脳ベルヒットスタジオ・クイズ脳ベルダービー）               |
| 865  | 2020年1月31日  | BSフジ11時間テレビ 2019 全国対抗!脳トレ生合戦!!傑作選（決勝戦） | BSフジ11時間テレビ 2019 全国対抗!脳トレ生合戦!!傑作選（決勝戦）                                                                               |
| SP   | 2021年1月3日   | BSフジ開局20周年記念 脳ベルヒットライブ （紅組）麻丘めぐみ、伊藤つかさ、長沢久美子、日野美歌、森口博子 （白組）氏神一番、風見しんご、ぷりんすマーブル（AURA）、水木一郎、宮路オサム、三善英史、横浜銀蝿40th （SPゲスト）神谷明、正木慎也、柳沢超 （前口上）大木凡人 | |
| SP   | 2021年2月27日  | 脳ベルプロレスリング （王者軍）長州力、武藤敬司 （連合軍 第一試合）藤原喜明、越中詩郎 （連合軍 第二試合）小橋建太、天龍源一郎 （連合軍 第三試合）船木誠勝、蝶野正洋 （実況）辻よしなり （リングアナ）田中ケロ （応援団）神無月、ハチミツ二郎（東京ダイナマイト）、ユリオカ超特Q （VTRコメント）スタン・ハンセン （すごろく大逆転 SP問題）こまどり姉妹、長州小力、あご勇、堀田眞三、トランプマン | |
| SP   | 2022年1月3日   | 脳ベルヒットライブ2022 （紅組）麻倉未稀、伊藤咲子、大沢逸美、北原ミレイ、桑田靖子、小林千絵、森口博子 （白組）あのねのね、串田アキラ、ずうとるび、錦野旦、西山浩司、堀内孝雄、山口良一 （SPゲスト）氏神一番、こまどり姉妹、トランプマン、ラッキィ池田 （前口上）大木凡人 | |
| SP   | 2022年2月26日  | 脳ベルプロレスリング 長州力、獣神サンダー・ライガー ペア 武藤敬司、蝶野正洋 ペア 藤原喜明、船木誠勝 ペア 天龍源一郎、越中詩郎 ペア （実況）辻よしなり （リングアナ）田中ケロ （応援団）神無月、ハチミツ二郎（東京ダイナマイト）、ユリオカ超特Q （SPクイズ スタジオ出演）森本英世 （SPクイズ VTR出演）坂本一生、スタン・ハンセン、天山広吉 （すごろく大逆転 SP問題）こまどり姉妹                 | 長州力 獣神サンダー・ライガー |
| 1400 | 2022年3月14日  | 令和に生まれたおもしろ名場面、脳ベルマニアッククイズ パネラー：加藤晴彦、佐伯貴弘、ハチミツ二郎（東京ダイナマイト）、真栄田賢（スリムクラブ） | 令和に生まれたおもしろ名場面、脳ベルマニアッククイズ パネラー：加藤晴彦、佐伯貴弘、ハチミツ二郎（東京ダイナマイト）、真栄田賢（スリムクラブ） |
| 1401 | 2022年3月15日  | 令和に生まれたおもしろ名場面、脳ベルマニアッククイズ パネラー：加藤晴彦、佐伯貴弘、ハチミツ二郎（東京ダイナマイト）、真栄田賢（スリムクラブ） | 令和に生まれたおもしろ名場面、脳ベルマニアッククイズ パネラー：加藤晴彦、佐伯貴弘、ハチミツ二郎（東京ダイナマイト）、真栄田賢（スリムクラブ） |
| 1402 | 2022年3月16日  | 令和に生まれたおもしろ名場面、脳ベルマニアッククイズ パネラー：加藤晴彦、佐伯貴弘、ハチミツ二郎（東京ダイナマイト）、真栄田賢（スリムクラブ） | 令和に生まれたおもしろ名場面、脳ベルマニアッククイズ パネラー：加藤晴彦、佐伯貴弘、ハチミツ二郎（東京ダイナマイト）、真栄田賢（スリムクラブ） |
| 1403 | 2022年3月17日  | 令和に生まれたおもしろ名場面、脳ベルマニアッククイズ パネラー：加藤晴彦、佐伯貴弘、ハチミツ二郎（東京ダイナマイト）、真栄田賢（スリムクラブ） | 令和に生まれたおもしろ名場面、脳ベルマニアッククイズ パネラー：加藤晴彦、佐伯貴弘、ハチミツ二郎（東京ダイナマイト）、真栄田賢（スリムクラブ） |
| 1404 | 2022年3月18日  | 令和に生まれたおもしろ名場面、脳ベルマニアッククイズ パネラー：加藤晴彦、佐伯貴弘、ハチミツ二郎（東京ダイナマイト）、真栄田賢（スリムクラブ） | 令和に生まれたおもしろ名場面、脳ベルマニアッククイズ パネラー：加藤晴彦、佐伯貴弘、ハチミツ二郎（東京ダイナマイト）、真栄田賢（スリムクラブ） |
| SP   | 2022年3月20日  | "しげる"だらけの超拡大スペシャル パネラー：泉谷しげる、梶原しげる、斉木しげる、城島茂（TOKIO） （SPなぞかけ）東京ボーイズ （SP名曲ハミング）こまどり姉妹 （謎を解け!脳ベルミステリー）アツシ（ニューロティカ）、氏神一番、コウメ太夫、トランプマン、松井紀美江 （SP名曲振り付け）KABA.ちゃん （SPヒット歌謡）松崎しげる （クイズ!脳ベルダービー）一条誠矢、江藤博利、北原ミレイ、牧原俊幸       | 斉木しげる |
| SP   | 2023年2月18日  | 脳ベルプロレスリング2023 【長州軍】長州力、獣神サンダー・ライガー、藤波辰爾 【武藤軍】武藤敬司、天山広吉、船木誠勝 （リングアナ）田中ケロ （すごろく大逆転 SP問題）蝶野正洋、長州小力、ユリオカ超特Q | 武藤軍 |
| SP   | 2023年3月18日  | 春の脳トレ祭り2023 【パネラー】桂宮治、田山涼成、中山秀征、森口博子 （応援メッセージVTR）霜降り明星、梶原善 （スター!夢の共演）緒方賢一、山口勝平 （SPヒット歌謡）山野さと子 （クイズ!脳ベルダービー）一条聖也、坂本一生、堀田眞三、牧原俊幸 （SP問題 VTR出演）コウメ太夫、タブレット純、松村雄基                                                                                               | 田山涼成 |
| SP   | 2023年9月2日   | 脳ベルバスツアー 【ツアー参加者】和泉節子、瀬川瑛子、鶴久政治、堀田眞三 （SPゲスト）ビトタケシ、錦戸眞幸、なぎら健壱 | 堀田眞三 |
| SP   | 2025年1月2日   | 年初め!疲れた脳と体をリフレッシュSP 【パネラー】江藤博利、茅島成美、堀田眞三、松井紀美江 【専門家】今野清志（日本リバース院長）、篠原菊紀、南雲吉則（ナグモクリニック理事長・総院長）、松平浩（整形外科医、医学博士）、三橋美穂（快眠セラピスト、睡眠環境プランナー） | |

#### おもしろ選抜脳ベル選手権
2017年から、特に「サントリーレディースオープンゴルフトーナメント」が行われる6月第1週を中心に、特定の年代・ジャンルの過去の出場者の中から、特に珍答・迷答の多かった回答者をピックアップした特別大会が放送されている。この大会は曜日に関係なく1日完結型（金曜日の週間チャンピオン大会と同じ）である。
| おもしろ選抜脳ベル選手権 | おもしろ選抜脳ベル選手権         | おもしろ選抜脳ベル選手権 | おもしろ選抜脳ベル選手権 |
| 回                       | 放送日                           | パネラー・ゲスト | 脳ベル賞                 |
| ------------------------ | -------------------------------- | --- | ------------------------ |
| 193                      | 2017年6月5日                     | もう一度見たいおもしろ選抜脳ベル選手権（50代） 氏神一番、江藤博利、小金沢昇司、マリアン                                                                                          | 氏神一番                 |
| 194                      | 2017年6月6日                     | もう一度見たいおもしろ選抜脳ベル選手権（60代） あいざき進也、北原ミレイ、小松みどり、さくら（初代）（さくらと一郎）                                                              | あいざき進也             |
| 195                      | 2017年6月7日                     | もう一度見たいおもしろ選抜脳ベル選手権（70代） 大木凡人、茅島成美、小松政夫、山本晋也                                                                                            | 大木凡人                 |
| 449                      | 2018年6月4日                     | おもしろ選抜!!脳ベル選手権2018（60代） 黒田福美、清水昭博、高山厳、松井紀美江 | 黒田福美                 |
| 450                      | 2018年6月5日                     | おもしろ選抜!!脳ベル選手権2018（70代） 伊藤榮子、大空眞弓、堀田眞三、マイク眞木                                                                                                  | 堀田眞三                 |
| 451                      | 2018年6月6日                     | おもしろ選抜!!脳ベル選手権2018（80代） 小桜京子、4代目三遊亭金馬、藤巻潤、ロミ・山田                                                                                             | ロミ・山田               |
| 705                      | 2019年6月10日 （再）2022年9月5日 | もう一度見たい!おもしろ選抜（元宝塚トップスター編） えまおゆう、香寿たつき、瀬戸内美八、平みち （SPヒット歌謡 ゲスト）梅垣義明                                                   | えまおゆう               |
| 706                      | 2019年6月11日                    | もう一度見たい!おもしろ選抜（プロレスラー編） 蝶野正洋、渕正信、船木誠勝、前田日明 （SPサイレントくちビル・SP名曲ハミング ゲスト）越中詩郎                                       | 蝶野正洋                 |
| 707                      | 2019年6月12日 （再）2022年9月6日 | もう一度見たい!おもしろ選抜（特撮ヒーロー編） 小野恵子、伴大介、堀田眞三、宮内洋 （SPヒット歌謡 ゲスト）真夏竜                                                                   | 小野恵子                 |
| 1209                     | 2021年6月7日 （再）2022年9月7日  | ミュージシャン特集 翔（横浜銀蝿40th）、長友仍世（infix）、ぷりんすマーブル（AURA）、MINAKO（米米CLUB） （SPごちゃまぜハミング ゲスト）石川浩司 （SPヒット歌謡 ゲスト）嘉門タツオ | 翔                       |
| 1210                     | 2021年6月8日 （再）2022年9月8日  | 女子レスラー特集 アジャ・コング、キューティー鈴木、長与千種、ブル中野 （SP逆再生 ゲスト）山口良一 （SPヒット歌謡 ゲスト）マッハ文朱                                              | キューティー鈴木         |
| 1211                     | 2021年6月9日 （再）2022年9月9日  | 白塗り特集 アツシ（ニューロティカ）、岩崎ひろし、コウメ太夫、氏神一番 （SP白塗りダジャレ ゲスト）ゴー☆ジャス （SP白塗りジェスチャー ゲスト）トランプマン                         | アツシ                   |

#### BSフジ11時間テレビ
| BSフジ11時間テレビ | BSフジ11時間テレビ | BSフジ11時間テレビ | BSフジ11時間テレビ | BSフジ11時間テレビ                                                   |
| 回                 | 放送日             | パネラー | ゲスト | 優勝チーム                                                           |
| ------------------ | ------------------ | --- | --- | -------------------------------------------------------------------- |
| 1                  | 2017年11月11日     | Aブロック （北海道・東北）大沢逸美、カルーセル麻紀、鈴木正幸、ビートきよし、細川ふみえ、堀江淳 （九州・沖縄）麻丘めぐみ、大川栄策、谷隼人、マッハ文朱、森口博子、若林豪 Bブロック （近畿）氏神一番、桜木健一、嶋大輔、ピーター、堀ちえみ、真理アンヌ （関東・甲信越）相本久美子、小桜京子、多岐川裕美、松崎しげる、松村雄基、山本晋也 Cブロック （北陸・東海）あいざき進也、赤座美代子、神奈月、北原ミレイ、仲八郎、若原瞳 （中国・四国）大木凡人、葛城ユキ、獣神サンダー・ライガー、瀬戸内美八、板東英二、芳本美代子 敗者復活戦 （九州・沖縄）・（関東・甲信越）・（中国・四国） （黒船）シェリー、マリアン 決勝戦 （北海道・東北）・（近畿）・（北陸・東海）・（九州・沖縄）        | （前口上）小松政夫 （45歳若返り大作戦）村野武範、石橋正次 （どアップ）錦野旦、アダモステ（島崎俊郎）、トランプマン （ヒット歌謡）山本譲二、水前寺清子、風見しんご、小林幸子 （並べ替え）つちやかおり、川上麻衣子、松下恵 （スター!夢の対決）武藤敬司、長州力、藤波辰爾、辻よしなり （なつかし有名人）荒木久美子 （脳ベル演芸ショー）ゆーとぴあ、ナポレオンズ、おぼんこぼん、海原はるか・かなた、コント山口君と竹田君、ケーシー高峰 （クイズ脳ベルダービー）江藤博利、JAGUAR、小金沢昇司、福井謙二 VTR出演 （共通セリフ刑事）片桐竜二、飯田基祐、大西結花、湯江タケユキ （サイレントくちビル）天龍源一郎 （間違い探し）松村和子、イモ欽トリオ | （九州・沖縄） 麻丘めぐみ 大川栄策 谷隼人 マッハ文朱 森口博子 若林豪 |
| 2                  | 2018年11月17日     | Aブロック （北海道・東北）大沢逸美、カルーセル麻紀、沢田亜矢子、高橋名人、ビートきよし、船木誠勝 （九州・沖縄）麻丘めぐみ、国生さゆり、田中健、谷隼人、森口博子、若林豪 Bブロック （近畿）伊藤榮子、氏神一番、桜木健一、田中星児、ピーター、堀ちえみ （関東・甲信越）うつみ宮土理、岡まゆみ、小桜京子、松村雄基、山本晋也、渡辺正行 Cブロック （北陸・東海）あいざき進也、あべ静江、泉♥アキ、神奈月、北原ミレイ、斎藤洋介 （中国・四国）扇ひろ子、葛城ユキ、岸田敏志、獣神サンダー・ライガー、西村知美、山下真司 敗者復活戦 （北海道・東北）・（関東・甲信越）・（北陸・東海） （黒船）シェリー、マリアン 決勝戦 （九州・沖縄）・（近畿）・（中国・四国）・（黒船）                   | （脳ベルインフォメーション）堀田眞三、藤巻潤、寺田理恵子 （オープニング）山本リンダ （SPあるなし）山田邦子、丸の内合唱団 （SPどアップ）ブッチー武者、水島敏 （SPあるある）ささきいさお、水木一郎 （SPヒット歌謡）BORO、バブルガム・ブラザーズ、水前寺清子、橋幸夫 （SPなつかし有名人）ぼんちおさむ（ザ・ぼんち） （SPハウマッチ）錦野旦、松岡きっこ （クイズ脳ベルダービー）江藤博利、JAGUAR、加門亮、牧原俊幸 （スター!夢の対決）森脇健児、大木凡人、福井謙二、トランプマン、Mr.マリック、武藤敬司、長州力、前田日明、蝶野正洋、田中ケロ、佐々木まさひろ （脳ベル演芸ショー）涼風にゃん子・金魚、酒井くにお・とおる、B&B （4K丸わかり〇×クイズ）ガチャピン、ムック (早押しペアパネル)こまどり姉妹、ザ・リリーズ、祐子と弥生 （脳ベルヒットスタジオ）カーニバル三浦 （エンディング）アダモステ（島崎俊郎） VTR出演 （SPサイレントくちビル・SP名曲ハミング）天龍源一郎、松野明美 （SP回文）ダンカン、竹内都子（ピンクの電話）、竹田君（コント山口君と竹田君） （SP共通セリフ）松井紀美江、東海林のり子、茅島成美、川上麻衣子、直江喜一、真理アンヌ、宮内洋、伴大介、平みち、紫とも、南原美紗保                                           | （黒船） マリアン シェリー                                           |
| 3                  | 2019年11月16日     | Aブロック （北海道・東北）大沢逸美、カルーセル麻紀、木之元亮、沢田亜矢子、つのだ☆ひろ、船木誠勝 （九州・沖縄）浅香唯、小松政夫、鶴久政治、中尾ミエ、森口博子、若林豪 Bブロック （近畿）氏神一番、桜木健一、嶋大輔、芹洋子、真理アンヌ、山咲千里 （関東・甲信越）丘みつ子、小桜京子、杉浦幸、松村雄基、見栄晴、山本晋也 Cブロック （北陸・東海）あいざき進也、赤座美代子、あべ静江、かとうかず子、コージー冨田、つまみ枝豆 （中国・四国）井上聡、扇ひろ子、葛城ユキ、城みちる、西村知美、村上ショージ 敗者復活戦 （北海道・東北）・（関東・甲信越）・（北陸・東海） （黒船）シェリー、マイケル富岡、マリアン 決勝戦 （九州・沖縄）・（関東・甲信越）・（中国・四国）・（北海道・東北） | （一部コーナー進行）大木凡人 （脳ベルインフォメーション）堀田眞三、藤巻潤、寺田理恵子 （オフィシャルカメラマン）林家ペー、林家パー子 （オープニング）山本リンダwith脳ベルスーパーバンド（赤松芳朋、ENRIQUE、パッパラー河合、アツシ、冠徹弥）、赤坂泰彦 （SPあるある）神谷明、一龍斎春水、丸の内合唱団 （SPどアップ）梅垣義明 （SP突撃!隣の芸能人）ヨネスケ、林寛子 （SPヒット歌謡）水前寺清子、今陽子、立川俊之（大事MANブラザーズ）、麻倉未稀 （なつかしキャラクター）伊東四朗 （SPコラボ通販）塩原恒夫 （SPダレの楽屋）イジリー岡田、アダモステ（島崎敏郎） （SP伝説のスター）プリンセス天功 （クイズ!脳ベルダービー）川原ひろし、JAGUAR、後藤ルミ子、牧原俊幸 （スター!夢の対決）森脇健児、井手らっきょ、松下賢次、長州力、武藤啓司、蝶野正洋、越中詩郎、前田日明、スタン・ハンセン、田中ケロ、辻よしなり （脳ベル演芸ショー）電撃ネットワーク、栗田寛一、青空球児・好児 （脳ベルヒットスタジオ）芳村真理、カーニバル三浦 VTR出演 （SP吹き替え・SP名曲ハミング）天龍源一郎、こまどり姉妹 （SP共通セリフ）原田大二郎、神保悟志、三遊亭好楽、宮内洋、真夏竜、中田博久、平松政次、谷沢健一、松岡きっこ、佐藤順哉 （SP替え唄）嘉門タツオ | （関東・甲信越） 丘みつ子 小桜京子 杉浦幸 松村雄基 見栄晴 山本晋也   |

#### 脳ベルヒットスタジオSP
2020年までは曲披露のほかに、クイズコーナーも実施されていた。
| 脳ベルヒットスタジオSP | 脳ベルヒットスタジオSP | 脳ベルヒットスタジオSP | 脳ベルヒットスタジオSP                                     |
| 回                     | 放送日                 | 出演者 | 脳ベル賞                                                   |
| ---------------------- | ---------------------- | --- | ---------------------------------------------------------- |
| 1                      | 2018年6月16日          | （永遠のアイドル）晃（フィンガー5）、岡崎友紀、北原ミレイ、嶋大輔、城みちる （青春の主題歌）麻倉未稀、ささきいさお、JAGUAR、西口久美子、森本英世 （こいうた）瀬川瑛子、つのだ☆ひろ、畑中葉子、平山みき、松崎しげる クイズ!出張脳ベルSHOW （永遠のアイドル）・（青春の主題歌）・（こいうた） スペシャルゲスト （前口上）大木凡人 VTR出演 （間違い探し）大場久美子 （名曲ハミング）天龍源一郎 | （青春の主題歌） 麻倉未稀 ささきいさお 西口久美子 森本英世 |
| 2                      | 2019年7月6日           | （青春ソング）あいざき進也、麻倉未稀、あべ静江、ザ・リリーズ （永遠のカリスマ）笹みどり、JAGUAR、ビリー・バンバン、水木一郎 （ミリオンセラー）石井明美、岡本圭司（バラクーダ）、芹洋子、湯原昌幸 名誉挽回!早押しミュージッククイズ （青春ソング）・（永遠のカリスマ）・（ミリオンセラー） スペシャルゲスト （前口上）大木凡人 VTR出演 （名曲ハミング）こまどり姉妹                          | （青春ソング） あいざき進也 麻倉未稀 あべ静江 ザ・リリーズ |
| 3                      | 2020年8月1日           | （こいうた）黒沢博、桑江知子、ザ・ぼんち、庄野真代 （コミックソング）あのねのね、さいたまんぞう、JAGUAR、はなわ、平野雅昭 （ドラマ＆アニメソング）赤塩正樹（H2O）、姿憲子、杉田かおる、高樹澪、皆川おさむ 出張脳ベルSHOW （こいうた）・（コミックソング）・（ドラマ＆アニメソング） スペシャルゲスト （前口上）大木凡人 VTR出演 （ペパ語クイズ）林家ペー・林家パー子                        |                                                            |
| 4                      | 2021年8月28日          | （スーパーアイドル）石野真子、大場久美子、ずうとるび、鶴久政治、森脇健児、 （不滅のアニソン）井上あずみ、串田アキラ、ささきいさお、堀江美都子 （心に沁みる歌）岸田敏志、木山裕策、沢田知可子、サンプラザ中野くん、パッパラー河合 （前口上）大木凡人 |                                                            |
| 5                      | 2022年8月20日          | （歌い継がれる名曲）佳山明生、サーカス、島谷ひとみ、はるな愛 （永遠のカリスマ）江木俊夫・おりも政夫、児島未散、斉藤こず恵、高橋ジョージ （不滅のキッズソング）白崎映美、ダイアモンド☆ユカイ、松本梨香、Mojo （前口上）大木凡人 |                                                            |

#### 新型コロナウイルス感染拡大時の対応
新型コロナウイルス感染拡大による緊急事態宣言の影響で、通常収録ができなくなったため、期間中は特別編として、総集編や過去の放送の再放送（再編集）となった（放送回数はカウントされる）。ただし、一部シーンのカットや、エンディングテーマ曲は初回放送当時のものではなく現行で使用されている曲を使用し、オープニングトーク及び視聴者プレゼントクイズは新規に収録したものを放送した。この項目では新規収録部分以外の出演者の記載は省略。それ以降も不定期で過去の放送をセレクション放送する回が増えた。
| 新型コロナウイルス感染拡大時の対応 | 新型コロナウイルス感染拡大時の対応 | 新型コロナウイルス感染拡大時の対応                  | 新型コロナウイルス感染拡大時の対応                                                | 新型コロナウイルス感染拡大時の対応                |
| 回                                 | 放送日                             | 放送内容                                            | 放送内容                                                                          | 初回放送                                          |
| ---------------------------------- | ---------------------------------- | --------------------------------------------------- | --------------------------------------------------------------------------------- | ------------------------------------------------- |
| 936                                | 2020年5月11日                      | 週1回放送時代おもしろ名場面                         | 週1回放送時代おもしろ名場面                                                       | -                                                 |
| 937                                | 2020年5月12日                      | もう一度見たいおもしろ選抜脳ベル選手権（50代）      | もう一度見たいおもしろ選抜脳ベル選手権（50代）                                    | 2017年6月5日（第193回）                           |
| 938                                | 2020年5月13日                      | もう一度見たいおもしろ選抜脳ベル選手権（60代）      | もう一度見たいおもしろ選抜脳ベル選手権（60代）                                    | 2017年6月6日（第194回）                           |
| 939                                | 2020年5月14日                      | もう一度見たいおもしろ選抜脳ベル選手権（70代）      | もう一度見たいおもしろ選抜脳ベル選手権（70代）                                    | 2017年6月7日（第195回）                           |
| 940                                | 2020年5月15日                      | おもしろ選抜!!脳ベル選手権2018（60代）              | おもしろ選抜!!脳ベル選手権2018（60代）                                            | 2018年6月4日（第449回）                           |
| 941                                | 2020年5月18日                      | おもしろ選抜!!脳ベル選手権2018（70代）              | おもしろ選抜!!脳ベル選手権2018（70代）                                            | 2018年6月5日（第450回）                           |
| 942                                | 2020年5月19日                      | おもしろ選抜!!脳ベル選手権2018（80代）              | おもしろ選抜!!脳ベル選手権2018（80代）                                            | 2018年6月6日（第451回）                           |
| 943                                | 2020年5月20日                      | もう一度見たい!おもしろ選抜（元宝塚トップスター編） | もう一度見たい!おもしろ選抜（元宝塚トップスター編）                               | 2019年6月10日（第705回）                          |
| 944                                | 2020年5月21日                      | もう一度見たい!おもしろ選抜（特撮ヒーロー編）       | もう一度見たい!おもしろ選抜（特撮ヒーロー編）                                     | 2019年6月12日（第707回）                          |
| 945                                | 2020年5月22日                      | もう一度見たい!おもしろ選抜（プロレスラー編）       | もう一度見たい!おもしろ選抜（プロレスラー編）                                     | 2019年6月11日（第706回）                          |
| 946                                | 2020年5月25日                      | 第1回グランドチャンピオン大会                       | 第1回グランドチャンピオン大会                                                     | 2016年12月21日（第98回） 2016年12月22日（第99回） |
| 947                                | 2020年5月26日                      | 第2回グランドチャンピオン大会                       | 第2回グランドチャンピオン大会                                                     | 2017年4月1日（SP）                                |
| 948                                | 2020年5月27日                      | 第3回グランドチャンピオン大会 決勝戦                | 第3回グランドチャンピオン大会 決勝戦                                              | 2017年8月30日（第253回）                          |
| 949                                | 2020年5月28日                      | 第4回グランドチャンピオン大会 決勝戦                | 第4回グランドチャンピオン大会 決勝戦                                              | 2018年8月29日（第509回）                          |
| 950                                | 2020年5月29日                      | 第5回グランドチャンピオン大会 決勝戦                | 第5回グランドチャンピオン大会 決勝戦                                              | 2019年9月4日（第765回）                           |
| 951                                | 2020年6月1日                       | 週間チャンピオン大会                                | 週間チャンピオン大会                                                              | 2017年5月12日（第177回）                          |
| 952                                | 2020年6月2日                       | 週間チャンピオン大会                                | 週間チャンピオン大会                                                              | 2018年4月20日（第418回）                          |
| 953                                | 2020年6月3日                       | 週間チャンピオン大会                                | 週間チャンピオン大会                                                              | 2019年8月16日（第752回）                          |
| 954                                | 2020年6月4日                       | 週間チャンピオン大会                                | 週間チャンピオン大会                                                              | 2019年11月15日（第815回）                         |
| 955                                | 2020年6月5日                       | 週間チャンピオン大会                                | 週間チャンピオン大会                                                              | 2017年10月27日（第293回）                         |
| 956                                | 2020年6月8日                       | おもしろ名場面 3年B組金八先生役者特集               | ハチミツ的脳ベルSHOWの果てしない魅力 （ゲスト：ハチミツ二郎（東京ダイナマイト）） | -                                                 |
| 957                                | 2020年6月9日                       | おもしろ名場面 大御所芸人特集                       | ハチミツ的脳ベルSHOWの果てしない魅力 （ゲスト：ハチミツ二郎（東京ダイナマイト）） | -                                                 |
| 958                                | 2020年6月10日                      | おもしろ名場面 男性アイドル特集                     | ハチミツ的脳ベルSHOWの果てしない魅力 （ゲスト：ハチミツ二郎（東京ダイナマイト）） | -                                                 |
| 959                                | 2020年6月11日                      | おもしろ名場面 女性アイドル特集                     | ハチミツ的脳ベルSHOWの果てしない魅力 （ゲスト：ハチミツ二郎（東京ダイナマイト）） | -                                                 |
| 960                                | 2020年6月12日                      | おもしろ名場面 元プロ野球選手特集                   | ハチミツ的脳ベルSHOWの果てしない魅力 （ゲスト：ハチミツ二郎（東京ダイナマイト）） | -                                                 |
| 961                                | 2020年6月15日                      | おもしろ名場面 男性俳優特集                         | ゲストオリジナルなぞなぞ （電話出演：藤巻潤）                                     | -                                                 |
| 962                                | 2020年6月16日                      | おもしろ名場面 女優特集                             | ゲストオリジナルなぞなぞ （電話出演：堀田眞三）                                   | -                                                 |
| 963                                | 2020年6月17日                      | おもしろ名場面 ミュージシャン特集                   | ゲストオリジナルなぞなぞ （電話出演：JAGUAR）                                     | -                                                 |
| 964                                | 2020年6月18日                      | おもしろ名場面 元アスリート特集                     | ゲストオリジナルなぞなぞ （電話出演：天龍源一郎）                                 | -                                                 |
| 965                                | 2020年6月19日                      | おもしろ名場面 声優・アナウンサー特集               | ゲストオリジナルなぞなぞ （電話出演：大木凡人）                                   | -                                                 |
| 966                                | 2020年6月22日                      | おもしろ名場面 男性演歌歌手特集                     | 私も大好き!脳ベル応援団 （VTR出演：中岡創一（ロッチ））                           | -                                                 |
| 967                                | 2020年6月23日                      | おもしろ名場面 女性演歌歌手特集                     | 私も大好き!脳ベル応援団 （VTR出演：千原ジュニア（千原兄弟））                     | -                                                 |
| 968                                | 2020年6月24日                      | おもしろ名場面 インターナショナルタレント特集       | 私も大好き!脳ベル応援団 （VTR出演：清水ミチコ）                                   | -                                                 |
| 969                                | 2020年6月25日                      | おもしろ名場面 女子プロレスラー特集                 | 私も大好き!脳ベル応援団 （VTR出演：伊集院光）                                     | -                                                 |
| 970                                | 2020年6月26日                      | おもしろ名場面 男性プロレスラー特集                 | 私も大好き!脳ベル応援団 （VTR出演：東野幸治）                                     | -                                                 |

### グランドチャンピオン大会
過去の放送で優秀な成績を収めた解答者が出場する大会。第1回のみ正解率上位4人、第2回は2日間の合計得点上位4人、第3回から第8回までは週間チャンピオンの週間チャンピオン大会での得点上位8人、第9回はラウンドチャンピオン大会優勝者7人と9月最終週の週間チャンピオン大会優勝者1人の計8人、第10回は脳ベル賞の得点上位8人が出場。第3回から第7回と第10回は、3日間かけて行われた。第8・9回では予選を通常の方式に倣って、予選は各ブロック2日間ずつ行い、予選上位2名ずつによる決勝戦を行った。
地上波・BSの再放送枠での再放送は行われていないが、2020年のコロナ禍による収録中断時期に再放送（第3回以降は決勝戦のみ）を行い、2022年8月8日からは3週間、「夏休み傑作選」と称して第3回以降を予選を含めて再放送を行った（2022年の再放送時は放送回数のカウントはされないが、視聴者プレゼントクイズは新規収録される）。
2022年8・9月は、8月1-5日の「1500回記念モノマネ芸人大会」、並びに8月29-9月2日にかけての「第8回グランドチャンピオン大会」と、帯番組としての最終週となった9月26-30日以外は過去に放送した内容のアンコール放送シリーズとなり、8月8-26日は「夏休み傑作選」として、帯番組に移行してからの第3-7回のグランドチャンピオン大会の再放送、9月5-23日は「初秋の傑作選」として過去に放送され好評を得た「おもしろ選手権」を中心にした爆笑回を厳選したアンコール放送が行われている。また、2022年度末の2023年3月も新作の放送を休止し、主に帯番組時代に当たる2022年9月までに放送された週間チャンピオン大会から4本を厳選したアンコール集「2022すごろく激アツ回傑作選」が放送され、同年7月17日から31日までも3週連続で第6回から第8回の決勝戦が再放送され、翌2024年7月29日にも第9回の決勝戦が再放送された。
| グランドチャンピオン大会       | グランドチャンピオン大会         | グランドチャンピオン大会                                        | グランドチャンピオン大会                                                                  | グランドチャンピオン大会 | グランドチャンピオン大会      |
| 第1回グランドチャンピオン大会  | 第1回グランドチャンピオン大会    | 第1回グランドチャンピオン大会                                   | 第1回グランドチャンピオン大会                                                             | 第1回グランドチャンピオン大会 | 第1回グランドチャンピオン大会 |
| 回                             | 放送日                           | パネラー                                                        | パネラー                                                                                  | パネラー | グランドチャンピオン          |
| ------------------------------ | -------------------------------- | --------------------------------------------------------------- | ----------------------------------------------------------------------------------------- | --- | ----------------------------- |
| 98                             | 2016年12月21日                   | 岩崎ひろみ、ピーター、三波豊和、三善英史                        | 岩崎ひろみ、ピーター、三波豊和、三善英史                                                  | 岩崎ひろみ、ピーター、三波豊和、三善英史 | 岩崎ひろみ                    |
| 99                             | 2016年12月22日                   | 岩崎ひろみ、ピーター、三波豊和、三善英史                        | 岩崎ひろみ、ピーター、三波豊和、三善英史                                                  | 岩崎ひろみ、ピーター、三波豊和、三善英史 | 岩崎ひろみ                    |
| 第2回グランドチャンピオン大会  |                                  |                                                                 |                                                                                           | |                               |
| 回                             | 放送日                           | パネラー                                                        | ゲスト                                                                                    | ゲスト | グランドチャンピオン          |
| SP5                            | 2017年4月1日                     | 芦川よしみ、大西結花、金田賢一、川野太郎                        | 【クイズ!脳ベルダービー】江藤博利、大木凡人、マリアン、牧原俊幸（フジテレビアナウンサー） | 【クイズ!脳ベルダービー】江藤博利、大木凡人、マリアン、牧原俊幸（フジテレビアナウンサー）                                                                                              | 大西結花                      |
| 第3回グランドチャンピオン大会  |                                  |                                                                 |                                                                                           | |                               |
| 回                             | 放送日                           | パネラー                                                        | 上位2名                                                                                   | ゲスト | グランドチャンピオン          |
| 251                            | 2017年8月28日                    | 麻木久仁子、大鶴義丹、川上麻衣子、宮川俊二                      | 1位・麻木久仁子 2位・川上麻衣子                                                           | | 村野武範                      |
| 252                            | 2017年8月29日                    | 天野勝弘、斉藤とも子、村野武範、山口君（コント山口君と竹田君）  | 1位・村野武範 2位・天野勝弘                                                               | | 村野武範                      |
| 253                            | 2017年8月30日                    | 麻木久仁子、天野勝弘、川上麻衣子、村野武範                      |                                                                                           | 【クイズ!脳ベルダービー】江藤博利、JAGUAR、小金沢昇司、牧原俊幸（フジテレビアナウンサー）                                                                                              | 村野武範                      |
| 第4回グランドチャンピオン大会  |                                  |                                                                 |                                                                                           | |                               |
| 回                             | 放送日                           | パネラー                                                        | 上位2名                                                                                   | ゲスト | グランドチャンピオン          |
| 507                            | 2018年8月27日                    | 東ちづる、岡田美里、河合美智子、保科有里                        | 1位・東ちづる 2位・河合美智子                                                             | | 東ちづる                      |
| 508                            | 2018年8月28日                    | 芦川よしみ、清水よし子、城みちる、村野武範                      | 1位・城みちる 2位・村野武範                                                               | | 東ちづる                      |
| 509                            | 2018年8月29日                    | 東ちづる、河合美智子、城みちる、村野武範                        |                                                                                           | 【サイレントくちビル・名曲ハミング】天龍源一郎（VTR出演） 【クイズ!脳ベルダービー】JAGUAR、藤巻潤、堀田眞三、牧原俊幸（フジテレビアナウンサー）                                        | 東ちづる                      |
| 第5回グランドチャンピオン大会  |                                  |                                                                 |                                                                                           | |                               |
| 回                             | 放送日                           | パネラー                                                        | 上位2名                                                                                   | ゲスト | グランドチャンピオン          |
| 763                            | 2019年9月2日                     | 今村良樹、大沢逸美、松田洋治、モト冬樹                          | 1位・モト冬樹 2位・大沢逸美                                                               | 【シャッフル歌詞読み】こまどり姉妹（VTR出演） 葛城ユキ（電話出演） | モト冬樹                      |
| 764                            | 2019年9月3日                     | 斉藤とも子、佐野圭亮、立川談笑、トモ（テツandトモ）             | 1位・佐野圭亮 2位・トモ                                                                   | 【名曲ハミング】こまどり姉妹（VTR出演） | モト冬樹                      |
| 765                            | 2019年9月4日                     | 大沢逸美、佐野圭亮、トモ、モト冬樹                              |                                                                                           | 【クイズ!脳ベルダービー】後藤ルミ子、さくら（さくらと一郎）、JAGUAR、牧原俊幸 | モト冬樹                      |
| 第6回グランドチャンピオン大会  |                                  |                                                                 |                                                                                           | |                               |
| 回                             | 放送日                           | パネラー                                                        | 上位2名                                                                                   | ゲスト | グランドチャンピオン          |
| 1016                           | 2020年8月31日                    | 小沢和義、鶴久政治、花井愛子、山崎千佳代                        | 1位・小沢和義 2位・花井愛子                                                               | 【名曲ハミング】林家ペー・林家パー子（VTR出演） 【ヒット歌謡】テツandトモ | 仁科貴                        |
| 1017                           | 2020年9月1日                     | 氏神一番、岸田里佳、中村繁之、仁科貴                            | 1位・仁科貴 2位・氏神一番                                                                 | 【逆再生】モト冬樹（VTR出演） 【ヒット歌謡】森口博子 | 仁科貴                        |
| 1018                           | 2020年9月2日 （再）2023年7月17日 | 氏神一番、小沢和義、仁科貴、花井愛子                            |                                                                                           | 【クイズ!脳ベルダービー】和泉節子、桂竜士、沢竜二、牧原俊幸 | 仁科貴                        |
| 第7回グランドチャンピオン大会  |                                  |                                                                 |                                                                                           | |                               |
| 回                             | 放送日                           | パネラー                                                        | 上位2名                                                                                   | ゲスト | グランドチャンピオン          |
| 1267                           | 2021年8月30日                    | 島田秀平、玉袋筋太郎、久本朋子、山崎美貴                        | 1位・玉袋筋太郎 2位・山崎美貴                                                             | 【レジェンドレスラー】小橋健太、天龍源一郎（VTR出演） 【ヒット歌謡】新沼謙治 | 天野勝弘                      |
| 1268                           | 2021年8月31日                    | 天野勝弘、クミコ、黒田アーサー、柳亭楽輔                        | 1位・天野勝弘 2位・柳亭楽輔                                                               | 【ごちゃまぜハミング】こまどり姉妹、ウォーレン・クロマティ（VTR出演） 【ヒット歌謡】大江裕、北山たけし、山口ひろみ                                                                     | 天野勝弘                      |
| 1269                           | 2021年9月1日 （再）2023年7月24日 | 天野勝弘、玉袋筋太郎、山崎美貴、柳亭楽輔                        |                                                                                           | 【クイズ!脳ベルダービー】ガッツ石松、小桜京子、山川豊、牧原俊幸 | 天野勝弘                      |
| 第8回グランドチャンピオン大会  |                                  |                                                                 |                                                                                           | |                               |
| 回                             | 放送日                           | パネラー                                                        | 上位2名                                                                                   | ゲスト | グランドチャンピオン          |
| 1505                           | 2022年8月29日                    | KABA.ちゃん、鼓太郎、団長安田（安田大サーカス）、中村繁之       | 1位・団長安田 2位・鼓太郎                                                                 | 【スター!夢の対決（月・水・金）】一条聖矢、錦野旦 【SP逆再生（火）・SPごちゃまぜメロディ（木）】串田アキラ 【SP即興歌詞ジャスチャー（火・木）】コウメ太夫 【SPヒット歌謡（金）】山川豊 | 西尾季隆                      |
| 1506                           | 2022年8月30日                    | KABA.ちゃん、鼓太郎、団長安田（安田大サーカス）、中村繁之       | 1位・団長安田 2位・鼓太郎                                                                 | 【スター!夢の対決（月・水・金）】一条聖矢、錦野旦 【SP逆再生（火）・SPごちゃまぜメロディ（木）】串田アキラ 【SP即興歌詞ジャスチャー（火・木）】コウメ太夫 【SPヒット歌謡（金）】山川豊 | 西尾季隆                      |
| 1507                           | 2022年8月31日                    | 中野英雄、西尾季隆（X-GUN）、三波豊和、ふじいあきら             | 1位・西尾季隆 2位・三波豊和                                                               | 【スター!夢の対決（月・水・金）】一条聖矢、錦野旦 【SP逆再生（火）・SPごちゃまぜメロディ（木）】串田アキラ 【SP即興歌詞ジャスチャー（火・木）】コウメ太夫 【SPヒット歌謡（金）】山川豊 | 西尾季隆                      |
| 1508                           | 2022年9月1日                     | 中野英雄、西尾季隆（X-GUN）、三波豊和、ふじいあきら             | 1位・西尾季隆 2位・三波豊和                                                               | 【スター!夢の対決（月・水・金）】一条聖矢、錦野旦 【SP逆再生（火）・SPごちゃまぜメロディ（木）】串田アキラ 【SP即興歌詞ジャスチャー（火・木）】コウメ太夫 【SPヒット歌謡（金）】山川豊 | 西尾季隆                      |
| 1509                           | 2022年9月2日 （再）2023年7月31日 | 鼓太郎、団長安田（安田大サーカス）、西尾季隆（X-GUN）、三波豊和 |                                                                                           | 【スター!夢の対決（月・水・金）】一条聖矢、錦野旦 【SP逆再生（火）・SPごちゃまぜメロディ（木）】串田アキラ 【SP即興歌詞ジャスチャー（火・木）】コウメ太夫 【SPヒット歌謡（金）】山川豊 | 西尾季隆                      |
| 第9回グランドチャンピオン大会  |                                  |                                                                 |                                                                                           | |                               |
| 回                             | 放送日                           | パネラー                                                        | 上位2名                                                                                   | ゲスト | グランドチャンピオン          |
| 1550                           | 2023年8月7日                     | 氏神一番、京子スペクター、田山涼成、ノブ（ノブ&フッキー）       | 1位・ノブ 2位・京子スペクター                                                             | | イジリー岡田                  |
| 1551                           | 2023年8月14日                    | 氏神一番、京子スペクター、田山涼成、ノブ（ノブ&フッキー）       | 1位・ノブ 2位・京子スペクター                                                             | | イジリー岡田                  |
| 1552                           | 2023年8月21日                    | イジリー岡田、野田幹子、フッキー（ノブ&フッキー）、山野さと子   | 1位・フッキー 2位・イジリー岡田                                                           | | イジリー岡田                  |
| 1553                           | 2023年8月28日                    | イジリー岡田、野田幹子、フッキー（ノブ&フッキー）、山野さと子   | 1位・フッキー 2位・イジリー岡田                                                           | | イジリー岡田                  |
| 1554                           | 2023年9月4日 （再）2024年7月29日 | イジリー岡田、京子スペクター、ノブ&フッキー                     |                                                                                           | 【SP粘土アート】トランプマン 【SPヒット歌謡】松村和子 | イジリー岡田                  |
| 第10回グランドチャンピオン大会 |                                  |                                                                 |                                                                                           | |                               |
| 回                             | 放送日                           | パネラー                                                        | 上位2名                                                                                   | ゲスト | グランドチャンピオン          |
| 1593                           | 2024年8月19日                    | 池畑慎之介、伊嵜充則、清水よし子（ピンクの電話）、宮川一朗太    | 1位・宮川一朗太 2位・伊嵜充則                                                             | | 宮川一朗太                    |
| 1594                           | 2024年8月26日                    | 岡まゆみ、大沢逸美、中村繁之、万城目学                          | 1位・大沢逸美 2位・万城目学                                                               | | 宮川一朗太                    |
| 1595                           | 2024年9月2日                     | 伊嵜充則、大沢逸美、万城目学、宮川一朗太                        |                                                                                           | 【クイズ!ほにゃららインタビュー】アツシ（ニューロティカ）、氏神一番、コウメ太夫 | 宮川一朗太                    |

| 2022年夏休み傑作選として放送されたグランドチャンピオン大会の再放送一覧 | 2022年夏休み傑作選として放送されたグランドチャンピオン大会の再放送一覧 | 2022年夏休み傑作選として放送されたグランドチャンピオン大会の再放送一覧 |
| 回                                                                     | 放送日                                                                 | 放送された内容                                                         |
| ---------------------------------------------------------------------- | ---------------------------------------------------------------------- | ---------------------------------------------------------------------- |
| 251 - 253                                                              | 2022年8月8日 - 10日                                                    | 第3回グランドチャンピオン大会（初回：2017年8月28日 - 30日）            |
| 507 - 509                                                              | 2022年8月11日・12日・15日                                              | 第4回グランドチャンピオン大会（初回：2018年8月27日 - 29日）            |
| 763 - 765                                                              | 2022年8月16日 - 18日                                                   | 第5回グランドチャンピオン大会（初回：2019年9月2日 - 4日）              |
| 1016 - 1018                                                            | 2022年8月19日・22日・23日                                              | 第6回グランドチャンピオン大会（初回：2020年8月31日 - 9月2日）          |
| 1267 - 1269                                                            | 2022年8月24日 - 26日                                                   | 第7回グランドチャンピオン大会（初回：2021年8月30日 - 9月1日）          |

## クイズの種類
全てのコーナーにおいて同点の場合は年齢が上の解答者が有利になる番組である。
2017年8月1日の第232回から、耳打ちで解答する問題には耳打ちマシン（メガホン）を使うようになった。
2020年5月4日の第931回から2024年2月19日の第1574回までは、新型コロナウイルスの感染症対策として本来は耳打ちで解答する問題や岡田に提出するマッチ棒の問題でも挙手のあとビデオライターに書いてもらうことになっている。同年4月1日の第1575回より耳打ち形式に戻っている。

### 現在（週1時代→週4時代→週5時代→月曜22時A・Bブロック制時代→月曜22時1ブロック制時代）
脳ミングアップクイズ!（月曜日〜木曜日→予選両日→両日・全3問→1日目・全3問、2日目・フラッシュ小銭）
本題に入る前の準備運動として行われるクイズ。正解すると1問に付き10ノーベル。各個人に3問ずつ出題される問題または全員で答える問題を3問のいずれかが出題される。
各個人に出題される問題は画面に映る小銭の金額を答えるフラッシュ小銭（主に火・木曜の2問目に出題）や九九の答えから掛け算の式を答える問題などがある。
全員で答える問題は写真漢字・くっつきワード・指令しりとり・イラストしりとり・バラバラモンタージュ・あたまとおしり言葉・指令単語・誤変換・迷路・案内図・ダジャレ穴埋め・〇〇クロス・じゃんじゃん頭文字・最長辞書ワード・シャッフル写真・縛ってワード・キーワードかくれんぼなどがある。2020年2月12日にこのコーナー史上初めて3問出された問題を全問全員正解する珍事が発生した。
2023年10月2日からの問題は目で見る脳トレ「よく見てジャンケン」「観光スポット暗算」「よく見て出口調査」「日常間違い探し」「かくれんぼワード」・耳で聞く脳トレ「鳴き声アニマル」「ナビさんぽ」「歯楽器コンサート」・舌で感じる脳トレ「これってなんの味?」「ハイブリッドレシピ」・手を動かす脳トレ「同じ段スロット」「逆算シャドー」「イメージ絵かき歌」「ゴール手前 折り紙」・体を動かす脳トレ「名作ワンポーズ」など1日目は五感を使う全2 - 3問を出題し、2日目はフラッシュ小銭のみ行うようになった。
クイズ!脳みそフル回転（週1時代→毎日→予選両日・ラウンドチャンピオン大会→両日・全8問の中から3〜5問）
ひらめき力が問われるクイズ。正解すると1問に付き10ノーベル（2018年4月からは視聴者投稿のみ20ノーベル）。
週1時代は固定の問題が出題され、1問目は正しい四字熟語を16字の中から選んで作るもの（パズル四字熟語）。2問目ではマッチ棒を使った計算式で、マッチを1本だけ動かして正しい式にするもの（マッチ棒）。答えがわかったときは岡田に正解を見せにいく。3問目はあるものをアップで映してその道具を答えるもの（どアップ）。解答者はわかった時点で岡田に小声で耳打ちする。BGMとしてその問題にちなんだ曲が流れる。4問目はある暗号を解く謎解き。暗号の下に謎のカギを解くキーワードが出題される。ここでも川野からのヒントがある。例外として1問目と2問目が2つ出題されることもある。第9回より3問目に、あるなしクイズで、ある側の単語に共通するキーワードを答えるもの（あるなし）が登場した。ある・なしのキーワードは歌（曲はコロブチカまたはジンギスカン）にして出題する（歌：早稲田大学 グリークラブのメンバー。第25回より丸の内合唱団）。ただし解答者は歌を最後まで聞くだけで答えられないケースが多い。第17回より漢字で作られたイラストが表わしているのか当てる問題（イラスト漢字）が登場した。第22回より逆再生VTRを見て食べられたのが何のキャラ弁かを当てる問題（逆再生）が登場。第25回より最初と最後の漢字のみが書かれた□の枠に7つの漢字を組み合わせて三文字熟語のしりとりを作る問題（三字熟語しりとり）が登場した。第25回より万華鏡に映し出されるものが何なのかを当てる問題（万華鏡）が登場した。
週4時代からは8つがパネルに表示され、その中から解答者（1問目のみその時点で最高ノーベルを獲得している解答者（複数いる場合は年齢が上の人）、それ以降は1問前のクイズで最も早く正解した解答者）が問題を選択する。
8つのパネルにはあるなし（曲はコロブチカ（主に月・水曜→一週目）、ジンギスカン（主に火・木曜→二週目）、クシコス・ポスト（金曜日や視聴者投稿を含む2問目のあるなしがある場合））・マッチ棒・〇〇パズル（曲は美しく青きドナウ）・視聴者投稿がほぼ毎回含まれており、あとはシャッフル人名・創作漢字・万華鏡・イラスト暗号・三字熟語しりとり・判じ絵・人名かくれんぼ（曲はジェンカ）・共通セリフ・逆再生・どアップ・パズル四字熟語・穴埋め法則・切符10・サーチライト（曲はルパン三世のテーマ）・漢字イラスト・イラスト回文・翻訳ワード・発見キーワード・読唇術（のちにサイレントくちビル）・業界用語・ダレの名刺・モグラたたき・日常ランキング・シャドー・透明人間（曲はピンク・レディー「透明人間」）などからランダムで表示される。
コーナー開始時の曲は「マッハゴー・ゴー・ゴー」（テレビアニメ『マッハGoGoGo』オープニングテーマ曲）。
まれに出場者がコーナータイトルのクイズ!脳みそフル回転が書かれた真ん中のパネルを選ぶことがあるが、その際は岡田からつっこみを入れられる（後述のクイズ!言われてみればでも同様）。
脳エクササイズ（週1時代→月曜日～木曜日→月曜日・水曜日→予選1日目→1日目）
番組の中盤に行われる記憶力を鍛えるゲームで得点には関係しない。問題監修の篠原による今すぐできる脳を活性するための課題を解答者が実行する。
クイズ!言われてみれば（週1時代→毎日→予選両日・ラウンドチャンピオン大会→両日・全8問の中から3〜5問）
記憶力が問われるクイズで、過去に話題となったものや名言などを答える。正解すると1問に付き10ノーベル。なお毎日あるコーナーの中で1問正解しても20ノーベル以上獲得することができない唯一のコーナーである。
クイズ!脳みそフル回転と同様に、週1時代は固定した問題を出題、主な内容として過去に話題となったモノや名言などを答える問題（なつかし○○・流行語・ヒット商品）のほかにも、流行した年代のもの4つを古い順に並べ替える問題（並べ替え）、名曲の歌詞穴埋め（名曲穴埋め）、懐かしのCMで話題になったセリフや商品名を答える問題（名作CM）などがある。さらに新聞のラテ欄の番組内容と川野からのヒントから懐かしの番組名を当てる問題（テレビ欄）、番組のBGMなどを聴いてテレビ番組や懐かしの映画のタイトルなどを当てる「この音何だっけ?」（日常メロディ・なつかしメロディ）も出題される。
週4時代からは8つがパネルに表示され、その中から解答者が問題を選択する。
8つのパネルには名曲穴埋め（のちにヒットソングを経てヒット歌謡）が毎回2問（2問のうち1問が目で見るヒット曲や名曲物語などに変わる場合もある）含まれており、あとはヒット商品・ロングセラー・テレビ欄・名作CM・名作映画・なつかし〇〇・伝説の〇〇・流行〇〇・キャッチフレーズ・記念貨幣・歴代レポーター・歴代司会者・有名人・名言・名台詞・学校グッズ・大河ドラマ・ベストセラー・ネーミング・有名人カップル・日常看板・ニュース・アカデミー賞・号外新聞・おなじみロゴマーク・レトロ広告・昭和ニュース・名前チェンジ・人気シリーズ・便利グッズ・和製〇〇・名曲パズル・名曲振り付けなどから6つがランダムで表示される。
早押し!ペアパネル（月曜日・水曜日→予選1日目→1日目）
瞬発力が問われるクイズ。ノージャンル早押しクイズで、正解すると1〜8の番号が書かれたカードのうち2枚を選択し、2枚とも同じ数字が書かれていればその得点（当初は20・50・100ノーベル、のちに10（20）・30・50ノーベルとなり、2018年4月の2週目からは10・20・30ノーベル）が獲得できる（数字が異なっていると得点なしの言わば神経衰弱形式である）。ただし2枚のみ減点になるジョーカー（-30ノーベルと-50ノーベルが1枚ずつ）があり、そのカードを引いた時点で書かれている点数分が無条件で減点される。1枚目でジョーカーを引いた場合、2枚目のカード選択はできない。なお誤答したりジョーカーを引いても解答権はなくならない（何度答えても可）。なお、得点カードが全て出た時点で終了となり、その時点でジョーカーが残っていても引かされることはない。
2018年4月からはジョーカーの代わりに、100個の玉が入ったガラガラを回して出た球の色によって得点（金は100ノーベル（5個）・赤は50ノーベル（30個）・黄色は30ノーベル（30個）・白は0ノーベル（30個）・水色は-30ノーベル（3個）・黒は-100ノーベル（2個）。2018年5月21日からは、金が5個、赤・黄色・白が25個、水色が15個、黒が5個に配分が変更された）が決まるガラガラチャンスのカードが登場した。このカードを引くとジョーカーの時と同様に引いた時点でガラガラを回すことができる。2枚目で引いた場合、追加でもう1枚引くことはできない。また、ジョーカーと異なり最後に1枚残った場合でも引くことができる。出題される問題は後述の「クイズ!すごろく大逆転」と同様である。
第9回グランドチャンピオン大会を以って一旦終了となったが、2025年3月24日放送分から復活した。
昭和の常識コレって非常識!?（2日目）
2024年4月8日からの新コーナーで、発想力が問われるクイズ。昭和の常識が令和だと間違いとされている理由を答える。正解すると30ノーベル。
クイズ!すごろく大逆転（金曜日→ラウンドチャンピオン大会→2日目）
第2回グランドチャンピオン大会で行われたコーナーのレギュラー化。早押しでクイズに答え正解したらサイコロを振り、出た目の数だけ双六のマスを進み止まったマスに書かれた指示に従う。こちらも誤答しても解答権はなくならない（1回休み・2回休みに止まった者は、その回数だけ解答権がなくなり、うっかり答えようとすると注意される）。当初は、チャイムが鳴った問題に正解すると2個のサイコロを同時に振れるサイコロチャンスが毎回1度だけあったが、現在は余りにも展開が遅くてオンエアに収まらなくなる恐れがある時にだけチャイムが鳴るように変更された。最初に上がった人は200ノーベル獲得できる。問題は、イントロクイズ・歌詞読み上げ・一般常識・なぞなぞ・記憶問題・スリーワード探し・ひらがな英単語・常識計算・ひらがな計算・名曲かくれんぼ・名前パズル・難読漢字・バラバラ漢字・時計計算・ごちゃまぜナイン・重なり熟語・サイコロ計算・麻雀牌計算・鏡文字・干支問題・逆逆クイズ・逆引きクイズ・ラストワンクイズ・だんご文字・二択クイズ・トランプ計算・残りものクイズ・同義語クイズ・名曲遅再生・電光掲示板クイズ・1文字クイズなどが出題される。
通常は最初に上がった解答者が（その時までの得点に200点を足して）週間チャンピオン（ラウンドチャンピオン→脳ベル賞）になるケースが多いが、得点の取り方によっては例外もある。
すごろくボードは15マスあるが1回の正解でサイコロを2回以上振れたり、「場所チェンジ」や「振り出し」があることもあり、15マス全てがオープンされたことはこれまで1回しかない。またクイズに答えるだけではなく運も必要とするコーナーのため、コーナー内で正解数が一番多くても「〇マス戻る」や「ふりだしに戻る」、「場所チェンジ」もあるためなかなかゴールできなかったりする展開もあり得れば、コーナー前は最下位でもトップとの差が190ノーベル以下の場合、「場所チェンジ」の恩恵を受けてこのコーナーでは最後の1問しか正解しなかった解答者がそのまま上がり、週間チャンピオンになる展開もあり得る。

### 過去に行われたクイズ
脳年齢診断クイズ!（週1時代・全3問）
本題に入る前の準備運動として解答者の脳年齢を診断するクイズを3問出題。得点には関係しない。正解すると解答者の実年齢より-10歳、不正解だと+10歳 となる。1問目は5つのイラストをしりとりの順番に並べ替える（イラストしりとり）。2問目は上から読んでも左から読んでも3文字の正しい言葉になるように真ん中に入る共通1文字を入れる。3問目はある文章を平仮名に直し、並べ替えると芸能人の名前になる問題（シャッフル人名）。第9回より2問目に2つのイラストから見て共通の言葉を当てる問題が登場した（共通セリフ）。さらにブログ「涌井家のお弁当」よりその弁当は何を表しているのかを当てる問題も登場している。第23回より創作漢字の読み方の問題が登場した（創作漢字）。第36回より切符に書かれた整理番号を使って答えが10になるように式を作っている問題（切符10）が登場した。
タネを見破れソレどうなってるの!?（隔週金曜日）
2020年4月17日から始まった企画。洞察力が問われるクイズで、トランプマンがこれから行うマジックがなぜそうなったのか（種明かし）を解答者に見破ってもらう。正解すると50ノーベル。2021年6月4日をもって終了した。
謎を解け!金曜ミステリー（隔週金曜日）
2021年7月16日から始まった企画。推理力が問われるクイズで、俳優がある事件を演じその事件はどんな謎があるかを推理、事件の内容は全て川野が説明する。正解すると30ノーベル。2021年11月19日をもって終了した。ただし2022年3月20日放送の"しげる"だらけの超拡大スペシャルでは「謎を解け!脳ベルミステリー」として登場している。
以下のコーナーは2023年10月2日からラウンドチャンピオン大会が廃止されたことに伴い終了した。
聞けば納得クイズ!何でそうなった!?（毎週金曜日→隔週金曜日→毎週金曜日→ラウンドチャンピオン大会）
さまざまな事柄のなぜそうなったのかという理由などを答えるクイズ。正解すると50ノーベル。
出題時の曲は「クラスで一番スゴイやつ」（テレビアニメ『花さか天使テンテンくん』オープニングテーマ曲）。
クイズ!懐かしハウマッチ（毎週金曜日→隔週金曜日→ラウンドチャンピオン大会・全1～2問）
記憶力が問われるクイズで、様々な物の値段を当てるクイズ。全2問。正解に近い金額を書いた人から30・20・10ノーベル、一番遠い金額を書いた人は-10ノーベル。ピタリの金額を書いた人にはピタリ賞として50ノーベル。
クイズ!あやふやナンバーズ（隔週金曜日→ラウンドチャンピオン大会・全1～2問）
2020年5月8日からの新コーナーで記憶力が問われるクイズで、様々な物の大きさや長さ、重さを当てる。全2問。正解に近い数字を書いた人から30・20・10ノーベル、一番遠い数字を書いた人は-10ノーベル。ピタリの数字を書いた人にはピタリ賞として50ノーベルと当てる問題以外は懐かしハウマッチとほとんど同様である。
クイズ!ハイ&ロー（ラウンドチャンピオン大会・全2問）
2021年のおもしろ選抜「女子プロレスラー編」で行われたコーナーのレギュラー化。
2023年2月27日からの新コーナーで、あるものが対象となるものより早い（高い）か遅い（低い）かの2択で当てるクイズ、正解するごとに30ノーベル。
以下のコーナーは2024年4月1日より一部リニューアルを実施することに伴い終了した。
奇跡のアイディアクイズ!その時どうした!?/クイズ!その時偉人はどうした!?（週1時代→火曜日・木曜日→予選2日目→1日目）
発想力が問われるクイズで、実際にあった出来事で逆境を乗り越えた偉人や企業のエピソードであるアイディアや名言を答える逆転クイズ。基本的には正解すると200ノーベル（週1時代・月曜22時1ブロック制時代は100ノーベル）であるが、最下位の解答者の得点がトップと210ノーベル以上離れて正解して200ノーベルを獲得しても週間チャンピオン大会の圏内（2位以内）に入れない点差である場合は、岡田の一存で逆転優勝できる得点（250または300ノーベル）に引き上げられることもある。また得点3位以下の解答者が1位・2位の2人と同じ解答となった場合、正解しても逆転できないため、3位以下になりそうな解答者に対して岡田の一存で答えを変えることができる「悪魔の囁き」というシステムもあるため唯一全員正解がないコーナーである（言わば通常はチャイムが鳴ってタイムオーバーになった場合、答えを変えることは許されないがこの問題だけは答えを変えても構わない）。なお岡田が「悪魔の囁き」をしても答えを変えるかどうかの判断は解答者に委ねられる。2023年10月2日からラウンドチャンピオン大会が廃止された為、「悪魔の囁き」も廃止。全員正解も可能になった。
奇跡のネーミングどこから生まれた!?（火曜日・木曜日→予選2日目）
発想力が問われるクイズで、商品や物事のさまざまなネーミングにまつわる秘話をVTRで出題。2020年3月12日からの火曜日と木曜日に1問出題される企画である。「その時どうした!?」と同様、正解すると200ノーベルであるが、最下位の解答者の得点がトップと210ノーベル以上離れて正解して200ノーベルを獲得しても週間チャンピオン大会の圏内（2位以内）に入れない点差である場合は、岡田の一存で逆転優勝できる得点（250または300ノーベル）に引き上げられることもある。また得点3位以下の解答者が1位・2位の2人と同じ解答となった場合、正解しても逆できないため、3位以下になりそうな解答者に対して岡田の一存で答えを変えることができる「悪魔の囁き」というシステムもあるため唯一全員正解がないコーナーである（言わば通常はチャイムが鳴ってタイムオーバーになった場合、答えを変えることは許されないがこの問題だけは答えを変えても構わない）。なお岡田が「悪魔の囁き」をしても答えを変えるかどうかの判断は解答者に委ねられる。
クイズ!穴埋めベストテン（2日目）
第9回グランドチャンピオン大会で行われたコーナーのレギュラー化。
2023年10月9日からの新コーナーで、オリコンのシングル週間売り上げベスト10の一部が隠されており、ヒントから隠されている曲名を答える。得点下位から解答権が与えられ、1つ正解ごとに20ノーベル獲得となり、正解した場合は続けて解答が可能。
早押し!ガラガラBINGO（1日目）
2024年4月1日から登場し、瞬発力が問われるクイズ。前述の「早押し!ペアパネル」のリニューアル版。ノージャンル早押しクイズで、正解すると1〜9の番号（2024年5月6日放送からはA～Iのアルファベット）が書かれたマスのうち1枚を選択し、出た数字と同じ得点（10ノーベル2枚・20ノーベル・30ノーベル）が獲得できる。2024年4月15日放送から引くと「1回休み」になるマスが追加された。残り5枚（2024年5月6日放送は4枚）は100個の玉が入ったガラガラを回して出た球の色によって得点・マスの状況（金は100ノーベル（5個）・赤は他の解答者が開いた1マスを横取り（20個）・黄色は連続して1マス開けられる（25個）・水色は自分の1マスが無くなる（25個）・紫は自分の1マスを横取られる（20個）・黒は-100ノーベル（5個））が決まるガラガラチャンスのカードになっており、このマスを引くと引いた時点でガラガラを回すことができる。
マスが全て出た時点で終了となり、ビンゴ（縦・横・斜め）を達成させた解答者は、1ビンゴ達成につき50ノーベルを獲得できる。ビンゴが1つも達成されてない場合は、一番マスを獲得した解答者が30ノーベルを獲得できる。出題される問題は前述の「クイズ!すごろく大逆転」と同様である。2024年8月5日の放送を以って終了した。
早押し!いじわるルーレット（1日目）
2024年10月7日からの新コーナーで、第10回グランドチャンピオン大会で行われた「早押し!ルーレット」をアレンジしレギュラー化。
ノージャンル早押しで、クイズに正解すると「スタート」コールでルーレットが回り、「ストップ」コールで止まる。ルーレットの内訳は正解者の範囲は全体の半分近くあり、そこに針が止まれば10ノーベル獲得。他の回答者も10ノーベル獲得でき、確率は低めだが一回休みやガラガラチャンス（得点配分は前身の「早押し!ペアパネル」と同様）もある。また必ずしも「ストップ」コールで針が止まるとは限らなく、30％の確率で別の所に止まる演出（「ズレる」、「ズレたと思ったら普通通りに止まる」、「もう一度回る」、「ブラックアウト」）もある。ボーナスチャンス問題では得点や配分が変更され、正解者および他の回答者はそれぞれ30ノーベル、ガラガラチャンスの範囲も広がる。12月16日の放送からはチャンス問題以外の問題のルーレットの内訳は正解者は半分、他の回答者は3分の1、低確率の1回休みとなり、ガラガラチャンスの内訳が廃止された。これに伴いボーナスチャンス問題では正解者および他の回答者ともにガラガラチャンスが無条件でできるガラガラチャンスルーレット（ただし得点は正解者に入る。ルーレットの内訳は正解者は半分あり、その他の回答者は約3分の1、2回ガラガラを回す）に変更された。出題される問題は前述の「クイズ!すごろく大逆転」と同様である。2025年2月17日の放送を以って終了した。

### 特別回で行われたクイズ
クイズ!見破れ脳ベル千両役者（2020年8月3日、8月5日、8月7日）
「1000回SPウィーク」のみ行われた企画。見極め力が問われるクイズで、別室にいる3人（藤巻潤、堀田眞三、冨田恵子（8月7日放送分のみトランプマンも参加で4人））がそのお題に沿った演技を行い、実際にその演技を行っている人を予想する。正解すると30ノーベル。
総取りクイズ!シロか?クロか?（2024年11月4日、11月11日）
「1600回記念白塗りSP」のみ行われた企画。瞬発力が問われるクイズで、まず初めに問題を5秒間で答えが「シロ」か「クロ」を口頭で一人2問ずつ答える。4人の得点を賭けて難易度の高い問題を1人正解すると正解者に賭けた得点が入る。
60秒チャレンジ（2025年1月20日）
「祝 還暦芸能人SP」のみ行われた企画。60秒間に難易度の高い8つの間違い探しを挑戦し、間違いを1つ見つけると10ノーベル獲得となる。
クイズ!還暦フラッシュ小銭（2025年1月20日）
「祝 還暦芸能人SP」のみ行われた企画。3問ごとの画面に映る小銭のバックには解答者の懐かしい写真が写っている。基本的なルールは前述の「脳ミングアップクイズ!」のフラッシュ小銭と同様である。
クイズ!重なりミュージック（2025年5月19日）
「昭和歌謡パレードSP」のみ行われた企画。4曲のヒット曲の一部分が同時に流れ、早押し形式で答える。なお答えられるの1曲だけでなく2曲以上答えられることができ、正解した楽曲は流れなくなる。1曲正解すると10ノーベル獲得。
クイズ!嘘つきシンガー（2025年5月26日、8月18日）
「昭和歌謡パレードSP」、「プロ野球 レジェン堂SP」で行われた企画。一木ひろし（五木ひろしのものまねタレント）が歌う『千曲川』の歌詞の中に誤っている言葉を4個答える。1個正解すると10ノーベル獲得となり、全問正解するとボーナスとして70ノーベル獲得できる。「プロ野球 レジェン堂SP」では松村邦洋が歌う『六甲おろし』の歌詞の中に誤っている言葉を答える。基本的なルールは「昭和歌謡パレードSP」のものと同じ。
健康知識ドリル（2025年8月4日）
「真夏の健康診断ドリル」のみ行われた企画。初級編と上級編があり、健康に関する基礎知識を2〜4つの選択肢から答える。なお、正解の選択肢は必ずしも1つとは限らなく、また選択肢が全て不正解となる問題もある。1問正解すると10ノーベル獲得。監修は池谷敏郎（池谷医院院長）。
目指せ!100点定食（2025年8月4日）
「真夏の健康診断ドリル」のみ行われた企画。15品の料理から任意に選び、監修である赤石定典（東京慈恵会医科大学附属病院管理栄養士）が順位形式で判定する。3位は10ノーベル、2位は20ノーベル、1位は30ノーベル獲得となり、最下位は-10ノーベルとなる。
早押し!食材ベストカップル（2025年8月4日）
「真夏の健康診断ドリル」のみ行われた企画。様々な食材と食べると健康的な食材を早押し形式で答える。正解すると30ノーベル。最終問題のみ通常問題とは対照的に健康的ではない食材を答える問題となり、正解すると100ノーベル獲得となる。監修は赤石正典。
早押し!3ストライク（2025年8月11日）
「プロ野球 レジェン堂SP」のみ行われた企画。3個ずつ解答のある問題を早押し形式で答える。正解すると10ノーベル獲得となるが正解した解答者は解答権を得なくなり、答えられなかった解答者は-10ノーベルとなる。

### グランドチャンピオン大会

#### 第1回
1日目
超脳ミングアップクイズ!（全3問）
通常の脳ミングアップクイズ!より難易度が高くなっている。
クイズ!脳みそフル回転
通常と同様。
クイズ!言われてみれば
8つのパネルのうち4枚は各解答者の名前になっておりそれぞれの解答者に有利な問題となっている。
早押し!ペアパネルDX
通常の早押し!ペアパネルと同様だが選べるカードが1〜11までの11枚となっている。また得点は10・20・30・50ノーベルとなっており、ジョーカーは-10・-20・-30の3枚となっている。
2日目
クイズ!脳みそフル回転
通常と同様。
奇跡のアイディアクイズ!その時どうした!?
通常と同様。
クイズ!言われてみれば
1日目と同様だが、名曲穴埋めが1枚となっている。
早押し!ペアパネルDX
選べるカードが1〜10までの10枚となっている。また得点は50・100・200ノーベルとなっており、ジョーカーの代わりに横取り100ノーベル が2組入っている。

#### 第2回
クイズ!脳みそフル回転
通常と同様。
奇跡のアイディアクイズ!その時どうした!?
正解すると50ノーベル。
クイズ!すごろく大逆転
通常と同様。この回が初登場。
クイズ!脳ベルダービー
別室のゲスト3人のうち誰が先に3問正解するかを予想して得点を賭け、的中すれば賭けた得点が倍になる。
クイズ!言われてみれば
前回のグランドチャンピオン大会（1日目）と同様。
早押し!ペアパネルDX
前回のグランドチャンピオン大会（2日目）と同様。

#### 第3回 - 第7回
週間チャンピオンの獲得ノーベル数上位8人が出場し、1日目は5位～8位、2日目は1位～4位で予選を行い、共に上位2名が3日目の決勝戦に進出する。
予選（1日目・2日目）
脳ミングアップクイズ!
通常と同様。
クイズ!脳みそフル回転
第4回までは通常と同様。第5回からはSP問題に正解すると30ノーベル獲得となる。
クイズ!言われてみれば
第4回までは通常と同様。第5回からはSP問題に正解すると30ノーベル獲得となる。
クイズ!すごろく大逆転
通常と同様。
決勝戦（3日目）
クイズ!脳みそフル回転
第4回ではSP問題に正解すると30ノーベル獲得となる。第5回以降は通常と同様。
クイズ!言われてみれば
第4回ではSP問題に正解すると30ノーベル獲得となる。第5回以降は通常と同様。
クイズ!脳ベルダービー
別室のゲスト3人のうち誰が先に3問正解するかを予想し、第3回では的中すれば100ノーベル、外せば-100ノーベル。第4回以降は的中すれば50ノーベル獲得となり、不正解での減点が無くなった。
クイズ!すごろく大逆転
第4回以降はSPマスに止まると脳ベルダービーのゲストによるSP問題に挑戦。正解すればもう1回サイコロを振ることができるが、不正解の場合は1回休みとなる。

#### 第8回
週間チャンピオンの獲得ノーベル数上位8人が出場。予選が通常放送と同様2日制になり月・火は1位～4位、水・木は5位～8位で予選を行い、上位2人が金曜日の決勝戦に進出。
予選
脳ミングアップクイズ!
通常と同様。
クイズ!脳みそフル回転
1日目は通常と同様。2日目はSP問題に正解すると30ノーベル獲得となる。
スター!夢の対決（1日目のみ）
錦野旦と一条聖矢の2人が対決し、解答者は「錦野の勝ち」「一条の勝ち」「引き分け」の3択から予想し、的中すれば30ノーベル獲得。
クイズ!言われてみれば
1日目は通常と同様。2日目はSP問題に正解すると30ノーベル獲得となる。
早押し!ペアパネル（1日目のみ）
通常と同様。
クイズ!すごろく大逆転（2日目のみ）
通常と同様。
決勝戦
クイズ!脳みそフル回転
通常と同様。
スター!夢の対決
予選と同様。
クイズ!言われてみれば
SP問題に正解すると30ノーベル獲得となる。
クイズ!すごろく大逆転
通常と同様。

#### 第9回
ラウンドチャンピオン7人と、2022年9月30日の週間チャンピオン大会で優勝した氏神一番を加えた8人が出場。第8回同様、予選は2日間に分けて行われる。
予選
脳ミングアップクイズ!
通常と同様。
クイズ!脳みそフル回転
通常と同様。
クイズ!穴埋めベストテン（1日目のみ）
通常と同様。この回が初登場。
クイズ!フェイクを探せ（2日目のみ）
日常でよく目にするマークで、1ヶ所だけある間違っている部分を探すクイズ。自分の得点を50ノーベルまで賭けることができ、正解すれば賭けた得点が2倍になって返ってくる。不正解の場合は掛けた得点の分が没収となる。
クイズ!言われてみれば
通常と同様。
早押し!ペアパネル（1日目のみ）
通常と同様。
奇跡のアイディアクイズ!その時どうした!?（2日目のみ）
通常と同様。
決勝戦
クイズ!脳みそフル回転
SP問題に正解すると30ノーベル獲得となる。
聞けば納得クイズ!何でそうなった!?
通常と同様。
クイズ!言われてみれば
SP問題に正解すると30ノーベル獲得となる。
クイズ!すごろく大逆転
通常と同様。

#### 第10回
脳ベル賞の獲得ノーベル上位8人が出場し、1週目は5位～8位、2週目は1位～4位で予選を行い、共に上位2名が3週目の決勝戦に進出する。
予選
早押し!ルーレット
ノージャンル早押しで、クイズに正解すると「スタート」コールでルーレットが回り、「ストップ」コールで止まる。ルーレットの内訳は正解者の範囲は全体の半分近くあり、そこに針が止まれば10ノーベル獲得。他の回答者も10ノーベル獲得でき、確率は低いが50ノーベルと-50ノーベルもある。また必ずしも「ストップ」コールで針が止まるとは限らなく、30％の確率で別の所に止まる演出もある。最終問題では得点が変更され、正解者および他の回答者はそれぞれ30ノーベル、100ノーベルと-100ノーベルとなる。出題される問題は前述の「クイズ!すごろく大逆転」と同様である。
クイズ!脳みそフル回転
通常と同様。
クイズ!伝説の珍回答
過去に放送された解答者で珍回答を出したものを当てるクイズ。正解すると30ノーベル。前述の2024年11月4日、11月11日に放送された「1600回記念白塗りSP」でも行われた。
クイズ!言われてみれば
通常と同様。
クイズ!すごろく大逆転
通常と同様。
決勝戦
スピードマルバツ10
瞬発力が問われるクイズで、10個の問題を○か×を答える。1問ごとの解答時間は5秒であり、正解すると10ノーベル獲得。全問正解するとさらにボーナスとして50ノーベル獲得できる。
クイズ!脳みそフル回転
通常と同様。
クイズ!ほにゃららインタビュー
推理力が問われるクイズでVTRに出演している3人（アツシ、氏神一番、コウメ太夫）にインタビューし、質問されている内容を考える。1つ目の質問で正解すると50ノーベル、2つ目の質問で30ノーベル、3つ目の質問で10ノーベル獲得となる。
クイズ!言われてみれば
通常と同様。
クイズ!すごろく大逆転
通常と同様。

### おもしろ選抜
脳ミングアップクイズ!
通常と同様だが2021年の「白塗り芸能人編」では行われなかった。
クイズ!脳みそフル回転
通常と同様。2019年以降の回からはSPクイズに正解すると30ノーベル獲得となる。
脳エクササイズ
通常と同様だが2021年の回では行われなかった。
目指せ!ぴったりタイマー
2021年の「ミュージシャン編」で実施。曲のサビの秒数を当てるクイズ。全2問。「クイズ!懐かしハウマッチ」「クイズ!あやふやナンバーズ」と同様に正解に近い秒数を書いた人から30・20・10ノーベル、一番遠い秒数を書いた人は-10ノーベル、正解の秒数をピタリ書いた人はピタリ賞として50ノーベル。
クイズ!ハイ&ロー&ドロー
2021年の「女子プロレスラー編」で実施。あるものが対象となるものより早い（高い）か遅い（低い）か同じかの3択で当てるクイズ、全3問。正解するごとに10ノーベル。全員が同じ答えの場合は岡田の一存で答えを変えることができる。
早押し!黒ひげサバイバル
2021年の「白塗り芸能人編」で実施。タカラトミーの玩具「黒ひげ危機一発」を使用するクイズ。「早押し!ペアパネル」と同様に早押し問題に正解すると8枚（A～H）のカードから1枚選び、カードに書かれた指令（正解者以外の解答者が1・3・5本刺す（正解者がもう一度めくれるカードもあり）、正解者が5本刺す、正解者が指名した解答者が5本刺す、一番短剣が多い解答者の樽とチェンジする「黒ひげチェンジ」、全員の樽をチェンジする「スライド」の全8枚）に従い樽に短剣を刺していく。途中で黒ひげを飛ばしたら失格となりクイズには参加できない。最後まで黒ひげを飛ばさなかった人から80・50・20ノーベル、最初に黒ひげを飛ばした人は-10ノーベル。
クイズ!言われてみれば
通常と同様。2019年以降の回はSPクイズに正解すると30ノーベル獲得となる。
クイズ!すごろく大逆転
通常と同様。

### BSフジ11時間テレビ
6人1組のチーム戦で、出身地域ごとに「北海道・東北」、「関東・甲信越」、「北陸・東海」、「近畿」、「中国・四国」、「九州・沖縄」の6チームに分けたトーナメント戦。また、敗者復活戦からは特別チームの「黒船」が加わる。またブロック終了後には、脳ベル演芸SHOWのコーナーや、決勝の前に脳ベルヒットスタジオのコーナーが入る。

#### 2017年

##### 予選
クイズ!脳みそフル回転
8ジャンルのうち、2つか3つのジャンルがSP問題となっており、SP問題に正解すると30ノーベル獲得。通常問題は通常通り10ノーベル。
クイズ!脳ベルダービー
別室のゲスト3人（江藤博利・JAGUAR・小金沢昇司）のうち、正解数が最も多い人は誰なのかをチームで予想。正解すれば50ノーベル獲得。
クイズ!言われてみれば
8ジャンルのうち、3ジャンルがSP問題となっており、SP問題に正解すると30ノーベル獲得。通常問題は通常通り10ノーベル。
以上3つのコーナーをA・B・C3つのブロックごとに2チームの対戦（各チーム2人ずつ出場）で行い、各ブロックの得点の高かったチームが決勝進出。

##### 敗者復活戦
早押し!ペアパネルDX
第1回グランドチャンピオン大会1日目と同様。各チーム1人ずつ出場し、最も得点の高いチームが敗者復活として決勝進出。

##### 決勝
各チーム1人ずつが出場し、最終的に最も得点の高いチームが優勝。
クイズ!脳みそフル回転
予選と同様。
クイズ!言われてみれば
予選と同様。
クイズ!すごろく大逆転
通常と同様。

#### 2018年

##### 予選
クイズ!脳みそフル回転
8ジャンルのうち、2ジャンルがSP問題となっており、SP問題に正解すると30ノーベル獲得。通常問題は通常通り10ノーベル。
クイズ!脳ベルダービー
別室のゲスト3人（江藤博利・JAGUAR・加門亮）のうち、正解数が最も多い人は誰なのかをチームで予想。正解すれば50ノーベル獲得。
クイズ!言われてみれば
8ジャンルのうち、2ジャンルがSP問題となっており、SP問題に正解すると30ノーベル獲得。通常問題は通常通り10ノーベル。ただし、SPハウマッチは、『クイズ!懐かしハウマッチ』同様、正解の金額に近い順に30ノーベル・20ノーベル・10ノーベルが与えられ、最も離れている人は-10ノーベル。ピタリ正解の場合は50ノーベル。
スター!夢の対決
ゲストがゲームに挑戦し、解答者はゲストの記録を予想する。正解するか正解に最も近い解答を書いた人は50ノーベル獲得。
以上4つのコーナーをA・B・C3つのブロックごとに2チームの対戦（各チーム2人ずつ出場）で行い、各ブロックの得点の高かったチームが決勝進出。

##### 敗者復活戦
双子でペアパネル
1～7までのカーテンの中から、神経衰弱の要領で双子で活動するユニットになるように選択する。裕子と弥生は10ノーベル、ザ・リリーズは30ノーベル、こまどり姉妹は50ノーベル。1つだけチャンスカードが隠れており、これを引いた場合は堀田眞三、藤巻潤によるジェスチャークイズに挑戦。正解すれば50ノーベル獲得。最も得点の高いチームが敗者復活として決勝進出。

##### 決勝
各チーム1人ずつが出場し、最終的に最も得点の高いチームが優勝。
クイズ!脳みそフル回転
予選と同様。
クイズ!言われてみれば
予選と同様。
スター!夢の対決
予選と同様。
クイズ!すごろく大逆転
通常と同様。

#### 2019年

##### 予選
クイズ!脳みそフル回転
8ジャンルのうち、1～2ジャンルがSP問題となっており、SP問題に正解すると30ノーベル獲得。通常問題は通常通り10ノーベル。
クイズ!脳ベルダービー
別室のゲスト3人（川原ひろし・JAGUAR・後藤ルミ子）のうち、正解数が最も多い人は誰なのかをチームで予想。正解すれば50ノーベル獲得。
クイズ!言われてみれば
8ジャンルのうち、1～2ジャンルがSP問題となっており、SP問題に正解すると30ノーベル獲得。通常問題は通常通り10ノーベル。
スター!夢の対決
ゲストがゲームに挑戦し、解答者はゲストの記録を予想する。正解するか正解に最も近い解答を書いた人は50ノーベル獲得。
以上4つのコーナーをA・B・C3つのブロックごとに2チームの対戦（各チーム2人ずつ出場）で行い、各ブロックの得点の高かったチームが決勝進出。

##### 敗者復活戦
運命の分かれ道!2択サバイバル
2択問題にチームの代表者3人ずつが解答。3問を1セット（番組内では3問目で全チームが全滅したら全員復活と説明）とし、10ノーベル×3問目まで正解したチーム内の人数が加算される。

##### 決勝
各チーム1人ずつが出場し、最終的に最も得点の高いチームが優勝。
クイズ!脳みそフル回転
予選と同様。
クイズ!言われてみれば
予選と同様。
スター!夢の対決
予選と同様。
クイズ!すごろく大逆転
通常と同様だが、「ふりだしに戻る」マスが初登場。
2020年と2021年は、新型コロナウイルスの感染拡大により中止となった（データ放送クイズ内で発表）。その代替として「脳ベルヒットスタジオ」の公開収録版「脳ベルヒットライブ」を開催し、2020年の公演は翌2021年1月3日にBSフジにて放送され、2021年の公演は翌2022年1月3日に放送された（第1350回も同日に放送された）。

## 視聴者プレゼントクイズ
視聴者に向けたプレゼント付きのクイズコーナー（プレゼントは主に番組本）。出題されるクイズにデータ放送で回答し正解すると応募に必要なキーワードが表示される。応募は番組ホームページから。
放送当日に誕生日を迎える有名人や、当日の記念日に関する問題が出題される事が多い。番組本編が再放送（傑作選）であっても本コーナーは新録されている。
TVer配信では本コーナーはカットされている。

## 歴代エンディングテーマ
- 2016年10月3日（第52回） - 2016年12月22日（第99回）蘭華「あなた恋し〜故郷の春〜」
- 2017年1月9日（第100回） - 2017年9月29日（第273回）城南海「風人〜かぜびと〜」
- 2017年10月2日（第274回） - 2018年9月28日（第529回）藤田恵美「六本木海峡」
- 2018年10月1日（第530回） - 山下達郎「FUNKY FLUSHIN'」

## パロディ
- 中川家&コント（BSフジ）
- 全力!脱力タイムズ（フジテレビ）

## スタッフ
- 企画・編成：柏村信輔（2022年6月頃〜、以前はデータ放送）
- 構成：林田晋一、鈴木悟史
- クイズ監修：道蔦岳史
- クイズ作成：水野圭祐、高木洋志
- TP：辻本豊
- SW：片平哲也
- CAM：島田康利
- VE：藤崎康広
- AUD：成澤隆介
- LD：谷口明美
- 美術プロデューサー：木村文洋
- アートコーディネーター：西嶋友里、谷元沙紀
- 大道具：小池真穂
- 電飾：中西麻美
- モニター：野崎裕康
- メイク：春山輝江、藪西智美、山田かつら
- スタイリスト：大柴佐紀、森下嘉子
- キャラクターデザイン：原田専門家
- CG：前川陽介
- マンガ：かわかずお
- 編集：青木秀幸、四ノ宮正一、川西彬仁
- MA：鈴木久美子、水野学、髙良玄、時田謙太郎、中村美来、佐々木めぐみ、近藤宏紀
- 音響効果：北澤寛之、浅利聡美
- TK：TBG
- 美術協力：テルミック、フジアール
- 技術協力：マルチバックス、リノバティオ、IMAGICA、.movs、青二プロダクション、fmt、アトミックモンキー
- データ放送：桧山智史、根本敬充
- カラオケ音源協力：DAM by. 第一興商
- 広報：茨木紗希
- セールス調整：山口萌佳
- ディレクター：秋山将慶、深海真吾、海野友梨／野坂琢／井上陽史、大須賀良、星啓太、豊後翼／神宮寺亮太、藤原健太、大澤佑一郎、鵜飼雅佳、藤田豊平、小澤昌史、深海真吾、山下留奈、遠藤貴士
- チーフディレクター：松崎光洋、兼丸洋介、早川和孝
- AP：荻野好美、齊藤克央、高木剛、田中美帆、大川敏、村上ゆかり
- キャスティングP：大川泰、田隝宗昭
- 演出・プロデュース：丸林徳昭
- 制作協力：ディ・コンプレックス、ロジックエンターテインメント、ニュー・ジェネレーション
- 制作著作：BSフジ

### 過去のスタッフ
- 企画・編成：谷口大二（一時離脱→復帰）
- クイズ作成：小堀裕也、穂坂友宏、青井曽良、岸本雄生、田村竜馬、廣島功将
- TD／SW：永野進
- CAM：畠山直人
- AUD：西尾征剛
- LD：佐々木祐輔
- 電飾：福地里花
- 広報：井上立樹
- ディレクター：髙橋誠哉、井上佳央璃、乙坂友一
- チーフディレクター：神田真一
- AP：渡邊幸子、小林靖子
- プロデューサー：小沢英治（以前はチーフプロデューサー）
- 制作協力：エスエスシステム

## 放送局・配信元

### 放送局
| 放送対象地域 | 放送局            | 系列                          | 放送日時                  | ネット状況 |
| ------------ | ----------------- | ----------------------------- | ------------------------- | ---------- |
| 日本全域     | BSフジ            | フジテレビ系列 BS放送         | 月曜 22:00 - 22:55        | 【制作局】 |
| 愛媛県       | テレビ愛媛（EBC） | フジテレビ系列                | 月曜 - 金曜 14:50 - 15:45 | 遅れネット |
| 石川県       | 石川テレビ（ITC） | フジテレビ系列                | 不定期                    | 遅れネット |
| 大分県       | テレビ大分（TOS） | 日本テレビ系列 フジテレビ系列 | 火曜 9:50 - 10:50         | 遅れネット |

### ネット配信
- TVer - 2024年4月1日（第1575回）放送分から配信。

### 過去の放送局
- フジテレビ（CX）- 2018年4月2日から月 - 金曜 4:00 - 4:55に放送されていたが、2022年4月1日に打ち切り。
- 福島テレビ（FTV）- 2021年4月から金曜 14:45 - 15:40に放送されていたが、同年6月に打ち切り。
- 山梨放送（YBS・日本テレビ系列）- 2021年4月から月 - 水曜 9:55 - 10:50に放送されていたが、同年9月に打ち切り。
- 沖縄テレビ（OTV） - 2018年4月29日の14:00 - 15:00に単発ネット。通常の放送時間帯では日本テレビ制作『ザ!鉄腕!DASH!!』を放送しているが、出演者の一人の不祥事により急遽差し替え。

## 関連書籍
- 篠原菊紀監修 『クイズ!脳ベルSHOW 50日間脳活ドリル』
  1. 2017年11月9日 ISBN 978-4-594-61219-1
  2. 2018年3月26日 ISBN 978-4-594-61270-2
  3. 2018年11月15日 ISBN 978-4-594-61354-9
  4. 2019年6月26日 ISBN 978-4-594-61428-7
  5. 2019年11月19日 ISBN 978-4-594-61487-4
  6. 2020年6月23日 ISBN 978-4-594-61548-2
  7. 2020年11月21日 ISBN 978-4-594-61636-6
  8. 2021年6月22日 ISBN 978-4-594-61713-4
  9. 2021年11月17日 ISBN 978-4-594-61780-6
  10. 2022年5月23日 ISBN 978-4-594-61869-8
  11. 2022年11月14日 ISBN 978-4-594-61958-9

- 篠原菊紀監修『クイズ!脳ベルSHOW マッチ棒クイズ200問スペシャル』2023年5月29日 ISBN 978-4-594-62051-6
- 篠原菊紀監修『クイズ!脳ベルSHOW 40日間脳活漢字ドリル』2024年5月27日 ISBN 978-4-594-62208-4